# Lüdenscheid

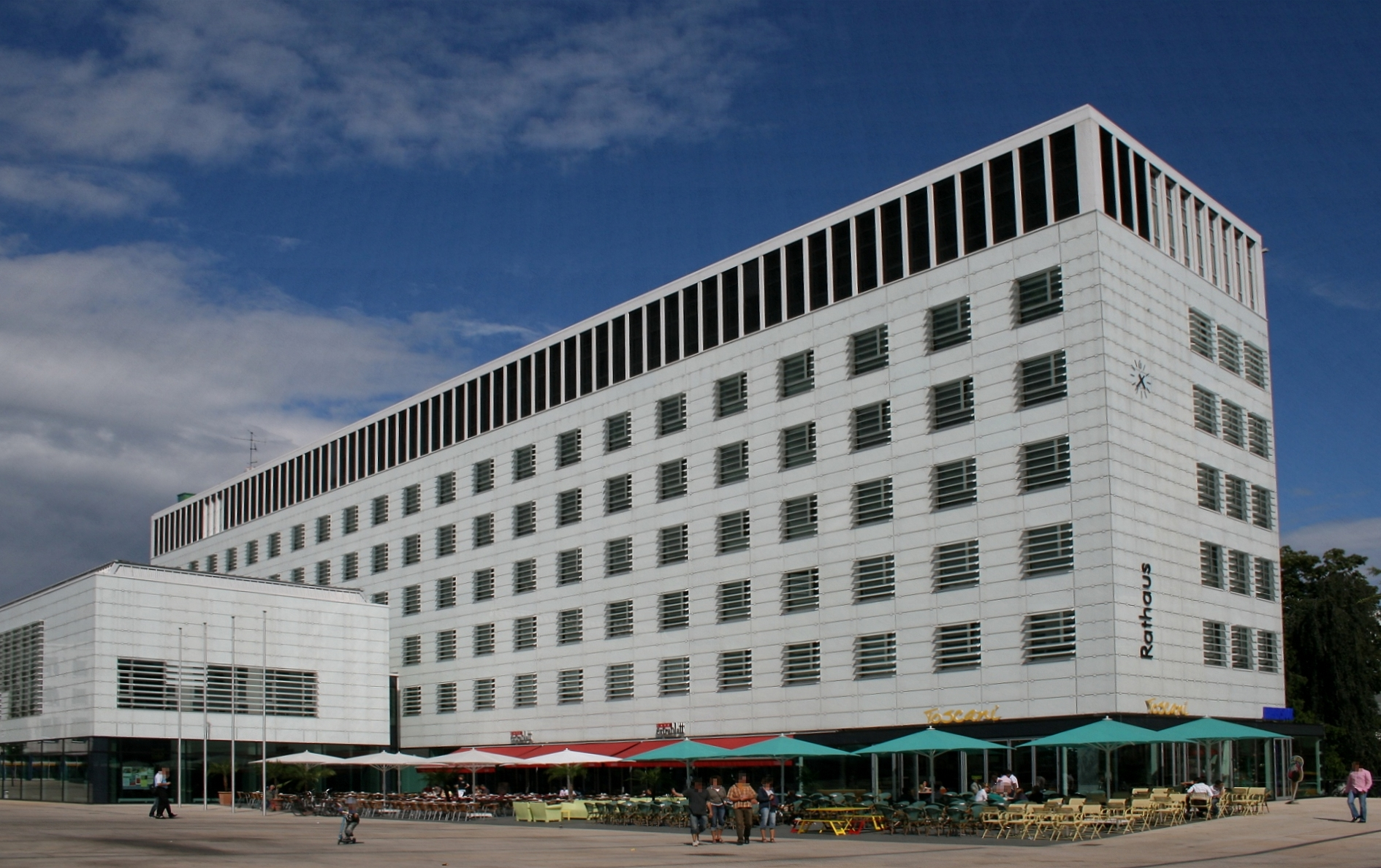
Rathaus

Lüdenscheid (westfälisch Lünsche) ist die Kreisstadt und eine große kreisangehörige Stadt des Märkischen Kreises. Sie liegt im Nordwesten des Sauerlandes im Regierungsbezirk Arnsberg von Nordrhein-Westfalen. Die Stadt zählt 71.212 Einwohner (Stand: 31. Dezember 2024). 
Seit Jahrzehnten wird häufig der Beiname „Bergstadt“ verwendet, auf den unter anderem offiziell bei der Benennung des dritten städtischen Gymnasiums zurückgegriffen wurde. „Stadt des Lichts“ ist ein der Stadtwerbung dienendes Attribut aus dem 20. Jahrhundert und nimmt Bezug auf die Lüdenscheider Lampen- und Leuchtenindustrie. Lüdenscheid bildet das kulturelle und wirtschaftliche Zentrum des südlichen Märkischen Kreises und hat Ausstrahlung darüber hinaus. Lüdenscheid ist ein Mittelzentrum. Vor den Gebietsreformen der 1970er Jahre war die Stadt die einwohnerstärkste des Sauerlandes und Südwestfalens.

## Geographie

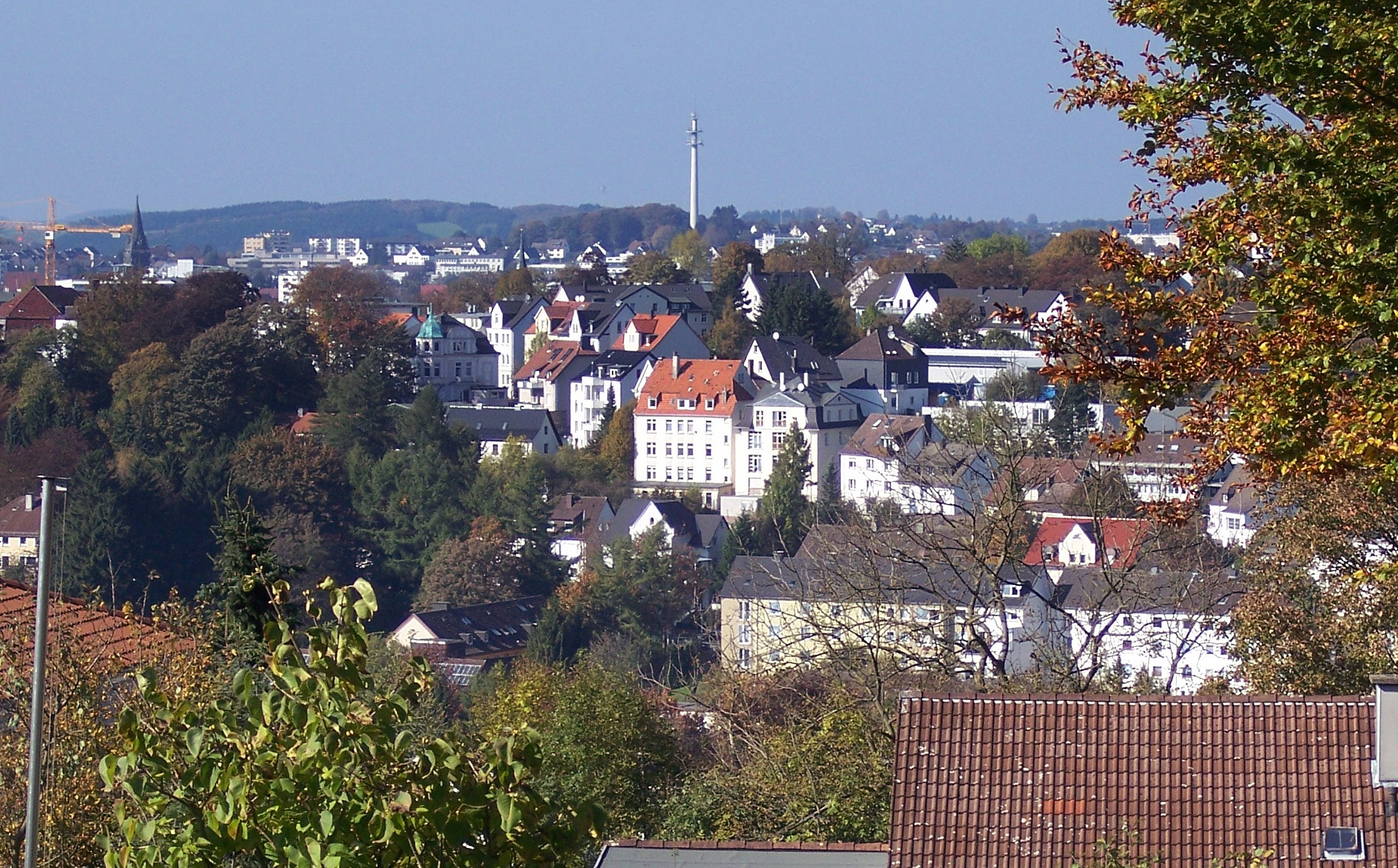
Blick vom Berg Höh über den Staberg auf die Innenstadt

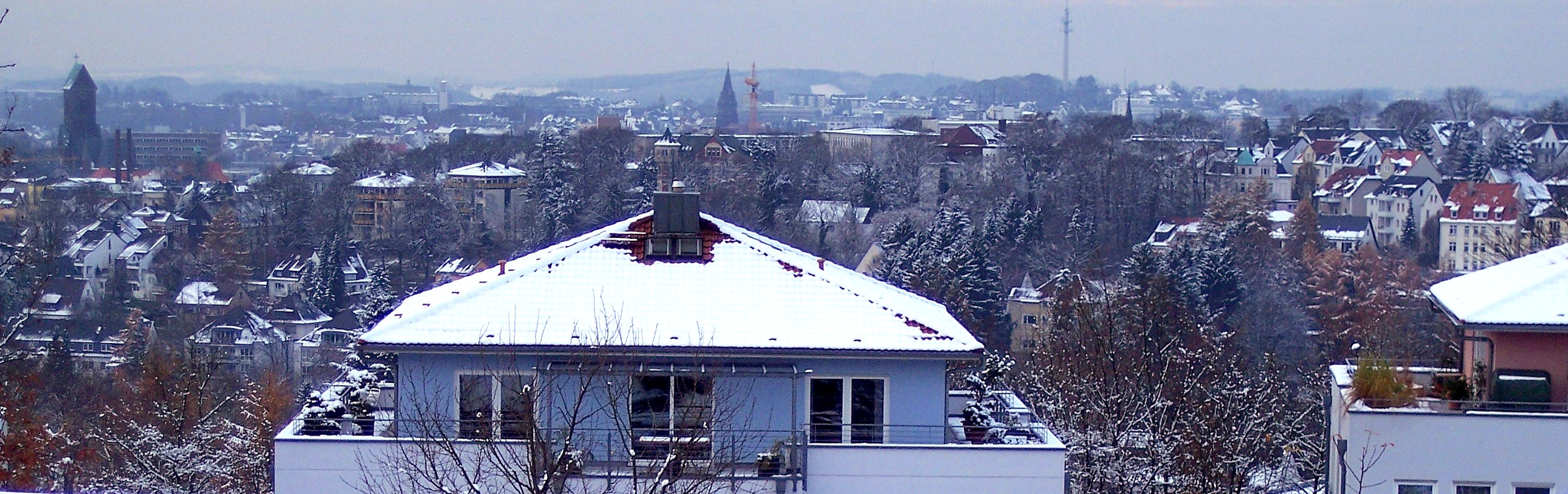
Winterlicher Blick von der Höh nach Norden über das Stadtgebiet

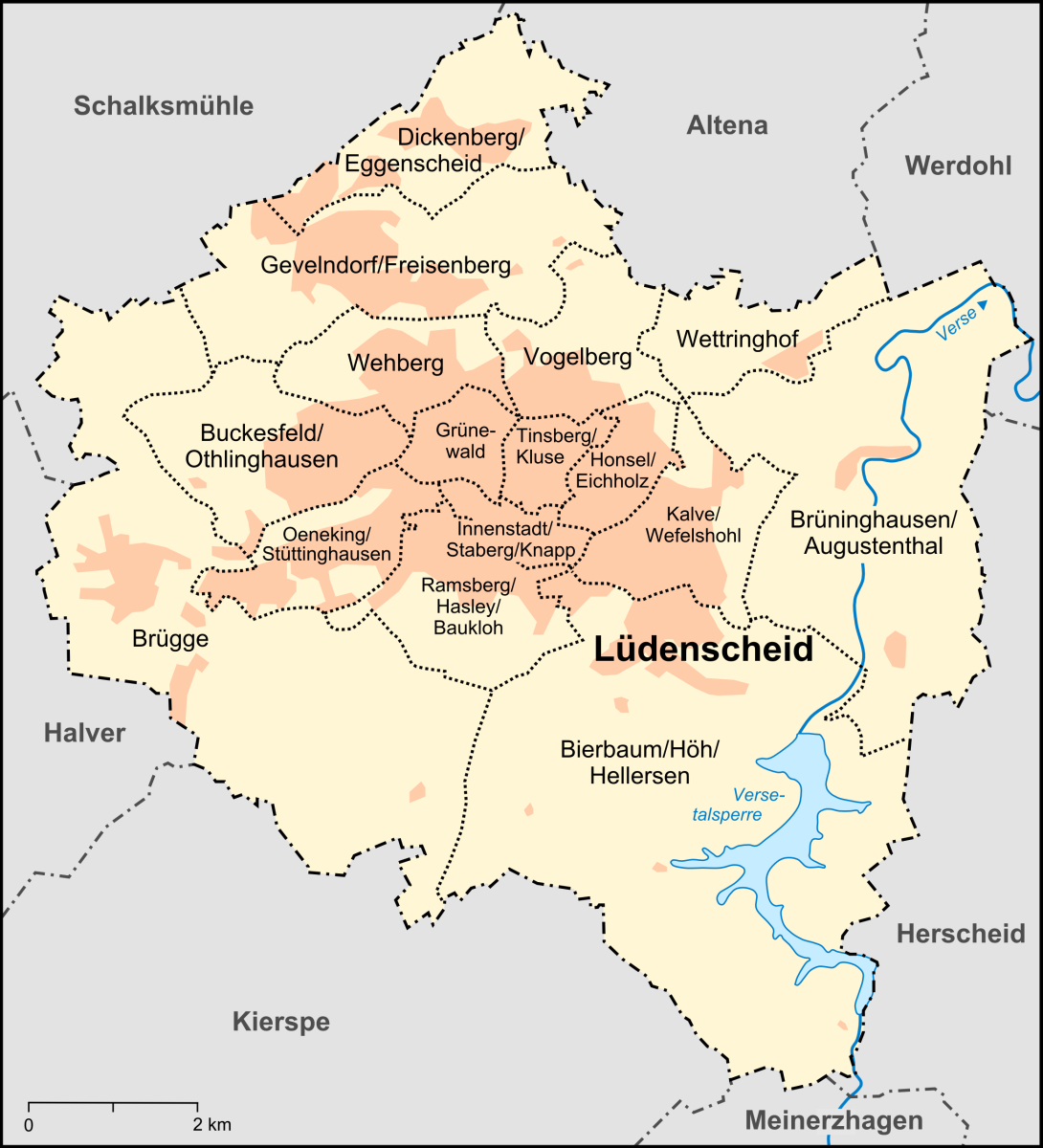
Statistische Bezirke von Lüdenscheid

### Lage
Lüdenscheid liegt im nordwestlichen Sauerland auf einer Höhe von 232–539 Metern, geographisch gesehen in der flachen, westsüdwest-ostnordost-gerichteten Lüdenscheider Mulde. Sie besitzt ihren Kernbereich in der Quellmulde der Rahmede und stellt einen Sattel der Wasserscheide zwischen Lenne und Volme dar, welcher die Stadt von Nordwest nach Südost quert.
Die Mulde oder Senke wird ersichtlich, wenn man Lüdenscheid von der Homert (539 m ü. NHN) im Süden oder im Norden vom ehemaligen Radargelände (505 m ü. NHN) bei Großendrescheid betrachtet.
Als Bergstadt wird Lüdenscheid wahrgenommen, wenn sich der Besucher ihr aus Richtung der umliegenden Täler – beispielsweise aus Richtung Altena (Rahmedetal), Werdohl (Versetal) oder auch Brügge (Volmetal) – nähert. Der Ortskern von Lüdenscheid liegt auf einer Höhe von etwa 420 m ü. NHN. Der höchste Berg in der näheren Umgebung von Lüdenscheid ist die Nordhelle im Ebbegebirge mit 663,3 m ü. NHN. Höhere Berge als um Lüdenscheid gibt es nordöstlich erst wieder im Harz, östlich im Hochsauerland, westlich in der Eifel und südlich im Taunus.

### Geologie
Der Untergrund Lüdenscheids ist devonischen Ursprungs und somit über 350 Millionen Jahre alt. In Grauwacke und Tonschichten findet man häufig versteinerte Abdrücke von Muscheln und Seelilien, denn das Sauerland war damals Meeresboden. Im jüngeren Erdaltertum (Paläozoikum) faltete sich dann das Variszische Gebirge auf, das von Zentralfrankreich bis Oberschlesien reichte. Das Lüdenscheider Gebiet ist der Rest einer Hochfläche dieses Gebirges und lag infolge von Abtragungen vor 225 Millionen Jahren etwa 400 Meter tiefer als heute. Erst in jüngerer erdgeschichtlicher Zeit, vor 65–1,6 Millionen Jahren im Tertiär, entstand bei einem Hebungsprozess die heutige Höhe. Das reichhaltige Relief formen seither Bäche, Flüsse und mehrere Eiszeiten.

### Ausdehnung des Stadtgebiets
Das Stadtgebiet von Lüdenscheid erstreckt sich über 13 km in Nord-Süd-Richtung und 11,7 km in West-Ost-Richtung. Die Länge der Stadtgrenze beträgt 54,6 km.
Das 86,73 km² große Stadtgebiet verteilt sich auf 47,4 % Waldfläche, 22,4 % Landwirtschaftsfläche, 18,1 % Gebäude- und Freifläche, 7,3 % Verkehrsfläche, 2,3 % Wasserfläche und 2,5 % übrige Nutzfläche.

### Nachbargemeinden
Lüdenscheid grenzt im Norden an Altena, im Nordosten an Werdohl, im Südosten an Herscheid, im Süden an Meinerzhagen, im Südwesten an Kierspe, im Westen an Halver und im Nordwesten an Schalksmühle. Alle Nachbargemeinden liegen im Märkischen Kreis.

### Stadtgliederung
Die Stadt gegliedert sich in 16 statistische Bezirke. In der nachfolgenden Tabelle finden sich die Einwohnerzahlen der Bezirke mit der jeweiligen Bevölkerungsdichte (Stand 2010 + 2011).
| Nummer           | Name des statistischen Bezirks | Fläche km² | Einwohner 2010 (einschl. Zweitwohnsitz) | Einwohner je km² 2010 | Einwohner 2011 (einschl. Zweitwohnsitz) | Einwohner je km² 2011 | Vor kommunaler Neugliederung 1969                          |
| ---------------- | ------------------------------ | ---------- | --------------------------------------- | --------------------- | --------------------------------------- | --------------------- | ---------------------------------------------------------- |
| 01               | Innenstadt / Staberg / Knapp   | 0,99       | 6.793                                   | 6.861,62              | 6.416                                   | 6.480,81              | Lüdenscheid                                                |
| 02               | Ramsberg / Hasley / Baukloh    | 3,40       | 8.327                                   | 2.449,12              | 8.368                                   | 2.461,18              | Lüdenscheid, Baukloh verm. Lüdenscheid-Land                |
| 03               | Grünewald                      | 1,22       | 4.689                                   | 3.843,44              | 4.958                                   | 4.063,93              | Lüdenscheid                                                |
| 04               | Tinsberg / Kluse               | 0,98       | 7.001                                   | 7.143,88              | 7.454                                   | 7.606,12              | Lüdenscheid                                                |
| 05               | Honsel / Eichholz              | 1,42       | 6.609                                   | 4.654,23              | 6.533                                   | 4.600,70              | Lüdenscheid                                                |
| 06               | Vogelberg                      | 2,80       | 3.767                                   | 1.345,36              | 3.567                                   | 1.273,93              | Lüdenscheid-Land                                           |
| 07               | Wettringhof                    | 2,73       | 1.142                                   | 418,32                | 972                                     | 356,04                | Lüdenscheid-Land                                           |
| 08               | Kalve / Wefelshohl             | 3,09       | 5.099                                   | 1.650,16              | 5.061                                   | 1.637,86              | Wefelshohl: Lüdenscheid, Kalve: Lüdenscheid-Land           |
| 09               | Brüninghausen / Augustenthal   | 11,95      | 1.430                                   | 119,67                | 1.409                                   | 117,91                | Lüdenscheid-Land                                           |
| 10               | Bierbaum / Höh / Hellersen     | 21,90      | 4.640                                   | 211,87                | 4.749                                   | 216,85                | Höh: Lüdenscheid, Bierbaum und Hellersen: Lüdenscheid-Land |
| 11               | Brügge                         | 15,38      | 3.082                                   | 200,39                | 3.069                                   | 199,54                | Lüdenscheid-Land                                           |
| 12               | Oeneking / Stüttinghausen      | 2,78       | 6.862                                   | 2.468,35              | 6.920                                   | 2.489,21              | Lüdenscheid                                                |
| 13               | Buckesfeld / Othlinghausen     | 3,98       | 6.595                                   | 1.657,04              | 6.439                                   | 1.617,84              | Buckesfeld: Lüdenscheid, Othlinghausen: Lüdenscheid-Land   |
| 14               | Wehberg                        | 2,76       | 5.116                                   | 1.853,64              | 5.113                                   | 1.852,54              | Lüdenscheid, bis 1935 Lüdenscheid-Land                     |
| 15               | Gevelndorf / Freisenberg       | 7,14       | 3.997                                   | 559,80                | 4.058                                   | 568,35                | Lüdenscheid-Land                                           |
| 16               | Dickenberg / Eggenscheid       | 4,20       | 3.154                                   | 750,95                | 3.034                                   | 722,38                | Lüdenscheid-Land                                           |
| nicht zugeordnet | nicht zugeordnet               | 0,01       | 62                                      | x                     | 50                                      | x                     | x                                                          |
| insgesamt        | insgesamt                      | 86,73      | 78.365                                  | 903,55                | 77.905                                  | 898,25                | x                                                          |

### Klima
Das Lüdenscheider Klima ist atlantisch geprägt. Verantwortlich dafür sind die vorherrschenden westlichen Winde. Charakteristisch sind die verhältnismäßig großen Niederschlagsmengen und die für die Höhenlage gemäßigten Temperaturen. Der Juli ist mit durchschnittlich rund 22 °C der wärmste und der Januar mit ca. 0 °C der kälteste Monat. Die mittlere Jahrestemperatur liegt bei knapp 8 °C. Durch die Stauwirkung des Reliefs und den dadurch bei westlichen Winden entstehenden Steigungsregen sind die jährlichen Niederschlagsmengen mit mehr als 1200 l/m² überdurchschnittlich groß.
|                        | Jan   | Feb  | Mär   | Apr  | Mai  | Jun   | Jul   | Aug  | Sep  | Okt  | Nov   | Dez   |   |         |
| Mittl. Temperatur (°C) | 0,0   | 0,8  | 3,3   | 6,7  | 11,3 | 14,1  | 15,8  | 15,6 | 12,8 | 9,1  | 4,0   | 1,2   | ⌀ | 7,9     |
|                        |       |      |       |      |      |       |       |      |      |      |       |       |   |         |
| Niederschlag (mm)      | 120,5 | 87,7 | 102,0 | 82,9 | 86,5 | 103,4 | 111,2 | 90,3 | 93,1 | 90,1 | 114,9 | 130,8 | Σ | 1.213,4 |

|  |

|  |

|  |

|  |

|  |

|  |

|  |

|  |

|  |

|  |

|  |

|  |

|  |

|  |

|  |

|  |

|  |

|  |

|  |

|  |

|  |

|  |

|  |

|  |

Eine Wetterstation des Deutschen Wetterdienstes befindet sich in Lüdenscheid-Oberhunscheid. Die Wetterstation ist seit 2010 unbemannt und automatisiert.

## Geschichte

### Ur- und Frühgeschichte

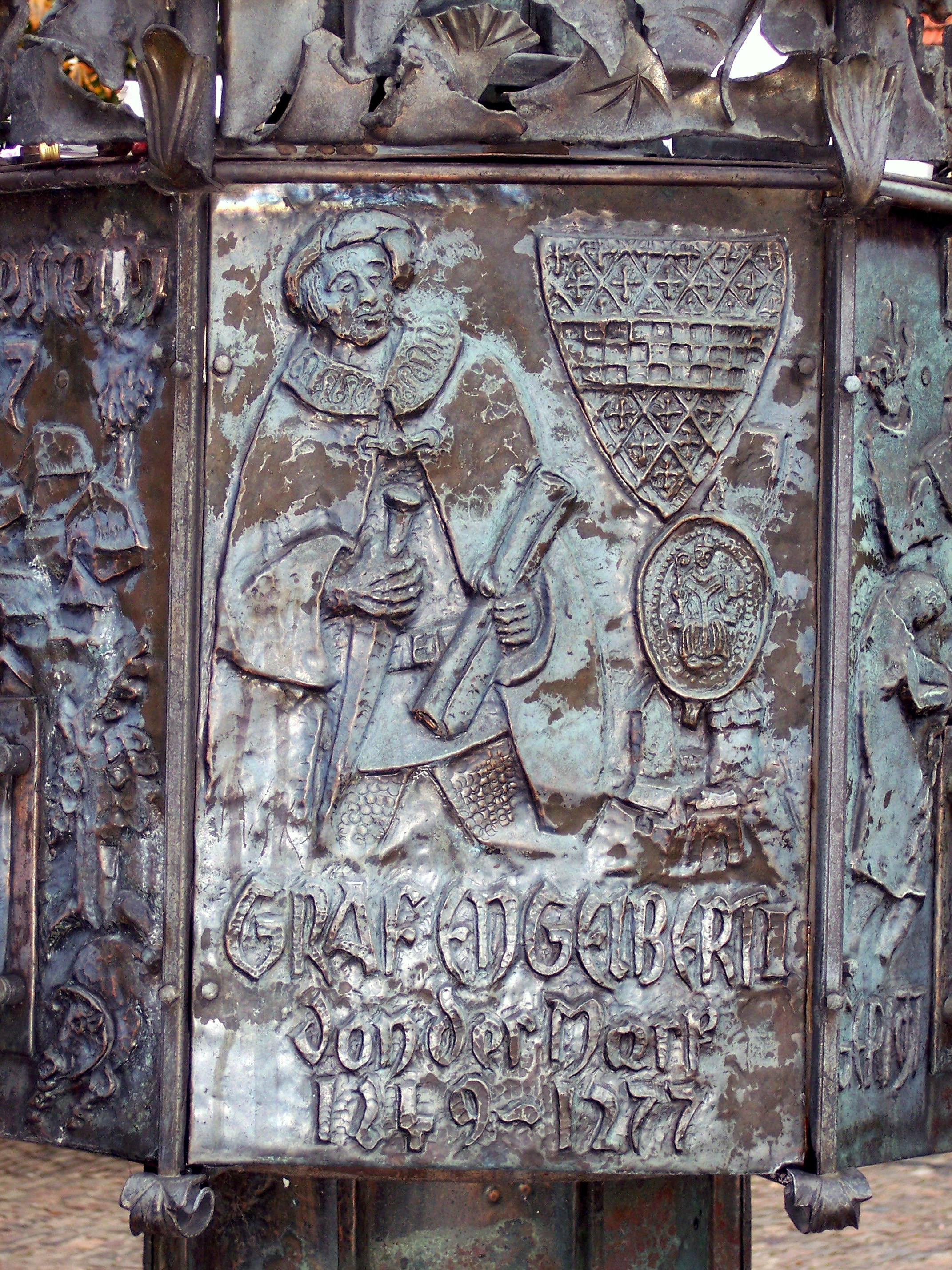
Reliefdarstellung von Graf Engelbert I., Brunnen auf dem Graf-Engelbert-Platz von K. T. Neumann

Ältester erhaltener Stadtplan von 1723

Erste Spuren der Anwesenheit von Menschen im Lüdenscheider Gebiet stammen aus der Mittelsteinzeit. Größte Fundstelle ist die Station Brockhausen, von der 2500 Artefakte (Mikrolithen, Klingen, Kernsteine, Abschläge aus Flint und Kieselschiefer) stammen. Weitere Stationen mit über 500 Artefakten sind Bellmerei und Rittinghausen (Homert). Außerdem sind aus dieser Zeit in Lüdenscheid sieben Lagerplätze (50 bis 500 Artefakte), zwölf Rastplätze (5 bis 50 Artefakte) und 24 Streufunde (ein bis fünf Artefakte) bekannt. Ein mittelsteinzeitlicher Lagerplatz bei Oedenthal diente in dieser Funktion auch Menschen aus der Jungsteinzeit. Siedlungs- und Grabspuren aus der Jungsteinzeit auf Lüdenscheider Gebiet sind unbekannt. Einzelfunde dieser Zeit gab es an folgenden Orten: Augustenthal, Haus Schöneck, Hulsberg, Römerweg, Brockhausen, Tweer, Stilleking und Brunscheid. Artefakte aus der Bronzezeit sind bislang nicht gefunden worden. Zur Anwesenheit von Menschen in der frühen Eisenzeit heißt es: „Nur ein eisernes Tüllenbeil, das in der Umgebung von Lüdenscheid gefunden worden sein soll, bildet den einzigen, allerdings sehr unsicheren Anhaltspunkt.“ Erste Siedlungsfunde aus der Zeit von 800 bis 1000 n. Chr. sind aus Brockhausen, Stilleking, Rittinghausen, Ellinghausen, Springe bei Vogelberg, der Woeste, Brunscheid und vom Grünen Siepen bei Ellinghausen bekannt. Für diese Zeit konnten auch Eisenverhüttungen und Schmieden in der Normecke bei Ellinghausen und in Eggenscheid nachgewiesen werden. Ob Sugambrer, die im Sauerland siedelten, sich auch im Raum Lüdenscheid dauerhaft niederließen, dürfte kaum noch belegbar sein. Im Gegensatz zu den ab etwa 700 n. Chr. das Sauerland durchdringenden Sachsen zählten sie zu den Franken. Das ursprüngliche örtliche Idiom soll neben den dominierenden sächsisch-niederdeutschen auch niederfränkische Einflüsse besitzen. Da zuerst die ertragreichen Gebiete des Sauerlandes und nicht die kargen Böden und die klimatisch, insbesondere wegen ihrer Höhenlage, weniger begünstigten Lagen besiedelt wurden, wird heute davon ausgegangen, dass die kontinuierliche Besiedelung des Lüdenscheider Raumes erst nach dem siebten Jahrhundert begonnen hat. Wann sie genau erfolgte, liegt wegen fehlender Belege im Dunkeln.

### Mittelalter
Vermutlich im 9. Jahrhundert entstand Lüdenscheid als sächsische Siedlung an einem Heerweg, der von Köln über die Gebiete der heutigen Städte Wipperfürth, Halver, Werdohl und Arnsberg nach Soest führte. Es handelte sich zunächst um eine Bauerschaft, eventuell mit einer Zollstätte der Erzbischöfe von Köln, den seinerzeitigen Landesherren. Der Ort markierte die Stelle, an der der Weg die Wasserscheide zwischen Lenne und Volme passierte. Bis heute ist der Verlauf der alten Fernverbindung an der Folge von Knapper-, Wilhelm- und Werdohler Straße ablesbar. Ebenfalls bereits im 9. Jahrhundert soll ein erster Vorgänger der heutigen Erlöserkirche errichtet worden sein. Nach der Theorie des Historikers Albert K. Hömberg gehörte Lüdenscheid zu den angenommenen sogenannten Stammpfarreien des Kölner Erzbistums. Faktisch war es bald das Zentrum eines Dekanates mit 15 Kirchspielen, zu welchen im Westen Radevormwald und im Norden auch Schwelm, Hagen und Ergste gehörten. Das Patrozinium für die Kirche bezog sich auf den Heiligen Medardus, den in der gleichnamigen Kirche in Soissons begrabenen Bischof von Noyon und Tournai. Nordfranzösische Einflüsse sind nicht belegt. Bedenkt man die klimatischen Verhältnisse Lüdenscheids, ist es aber nicht unwahrscheinlich, dass er gewählt wurde, weil er als „Wetterheiliger“ gilt. 1067 wurde der Ort zum ersten Mal urkundlich erwähnt. Erzbischof Anno II. übertrug einen Teil der Zehnteinnahmen aus dem Dorf (villa) Luidolvessceith dem neugegründeten Stift St. Georg in Köln. 1072 stattete er das nun gegründete Kloster Grafschaft im Hochsauerland mit weiteren Einnahmen aus Luidolfessceide aus. Dem Abt des Klosters oblag dann auch die Kollatur (Berufung) des Lüdenscheider Pfarrers bis in nachreformatorische Zeit. Im Jahr 1114 wurde in Lüdenscheid der Bau einer Burg (castrum munitissimum imperatoris) durch Kaiser Heinrich V. begonnen. Sie sollte als Stützpunkt gegenüber dem Kölner Erzbischof Friedrich I. von Schwarzenburg und den Grafen von Arnsberg dienen. Bereits im Jahr darauf, 1115, wurde sie durch Friedrich von Arnsberg erstmals zerstört. Der Standort der kleinen Anlage wird im Bereich des heutigen Alten Rathauses angenommen. In der Folgezeit wurde Lüdenscheid eines von sieben Archidiakonaten des Erzbistums Köln. Leiter dieser bedeutenden mittleren Verwaltungseinheit (Archidiakon) war jeweils der Dekan des Kölner Stiftes St. Georg, welches ja bereits seit 1067 Einnahmen aus Lüdenscheid bezog.

#### Stadtwerdung
Das frühe Mittelalter war für Lüdenscheid geprägt durch die gegensätzlichen Interessen der Kölner Erzbischöfe und der Grafen von Altena, den späteren Grafen von der Mark. Die geistlichen Herren besaßen zugleich den Titel eines Herzogs von Westfalen; die Grafen von Altena standen in ihren Diensten. Somit wurde von Kurköln auch über das später märkische Gebiet die weltliche Oberhoheit beansprucht. Die örtlichen Grafen strebten jedoch die Errichtung einer eigenständigen Territorialherrschaft an. In diesem Zusammenhang besaß das strategisch und kirchenorganisatorisch wichtige Lüdenscheid Bedeutung: Mit einer Erhebung zur Stadt beabsichtigten die Grafen von der Mark die Stärkung ihres Einflusses. Jedoch musste eine Genehmigung Kurkölns eingeholt werden. Graf Engelbert I. von der Mark war mit einer Nichte des Erzbischofs Engelbert II. von Falkenburg verheiratet, bat 1268 seinen Schwiegervater um Vermittlung und schrieb: „[…] dat de Hertoghe van Lymburg den van Valkenberghe und den van Henszberghe dar voir guit sind van des Byschoppes wegen van Colne, dat men van Ludenscheyde eyn Stat mach marken.“ Gräben und Mauern entstanden, und der bereits etwa 400 Jahre alte Ort wurde zur Stadt. Die damit verbundenen vollen Rechte und Privilegien erwarb sie jedoch erst nach und nach. Auch wenn 1268 als Jahr der Stadtwerdung gilt, erfolgte die erste Erwähnung als oppidum (kleine Stadt) nicht vor 1278: Graf Eberhard von der Mark erhielt in diesem Jahr von Erzbischof Siegfried von Westerburg die Anweisung, die Mauern zu schleifen und die Gräben zu verfüllen. Dies konnte jedoch abgewendet werden, indem er ihm die Stadt im folgenden Jahr als Lehen auftrug. Nach der Schlacht von Worringen 1288 war der Kölner Einfluss bereits weitgehend geschwunden.
Im Jahr 1287 wird erstmals ein Stadtrat erwähnt, und für 1351 gibt es den ersten Hinweise auf zwei gleichzeitig amtierende Bürgermeister („Proconsules et consules“), vergleichbar der Regelung in Dortmund. Der erste namentlich noch bekannte Amtsinhaber (Vrolich Hake) kommt in einer Urkunde von 1396 aus dem Herscheider Kirchenarchiv vor. Die lange Zeit endgültige Form der städtischen Selbstverwaltung nach Dortmunder Vorbild hatte sich bis 1462 herausgebildet: Neben dem Bürgermeister bestanden „Rat“ und „Gemeine“ mit je sechs von der Bürgerschaft zu wählenden Mitgliedern. Das Marktprivileg wurde Lüdenscheid 1425 erteilt; zunächst waren es jährlich drei und ab 1533 vier Jahrmärkte.
Bis 1491 wurde als zweites Gotteshaus die sogenannte Kreuzkapelle im Bereich des heutigen Sternplatzes errichtet (1885 abgerissen). Bereits 1248 wurde Lüdenscheid als Hanseort des Soester Quartiers erwähnt. Seit 1549 wurde es bei dem Städtebund durch Unna vertreten. Bei noch schwankender Haltung der Grafen von der Mark führte die Stadtgemeinde zwischen 1563 und 1578 die Reformation ein; Lüdenscheid bekannte sich zur lutherischen Konfession.

#### Gerichtsort
Im Mittelalter bestand in Lüdenscheid lange Zeit ein Veme-Freigericht mit weit überregionaler Bedeutung. Verhandelt wurden vor allem Fälle aus dem süddeutschen Raum. Beispielhaft zu nennen ist ein Rechtsstreit von 1433 ff. zwischen Herzog Wilhelm III. von Bayern-München und Herzog Heinrich XVI. von Bayern-Landshut. Vom 14. bis zum 18. Jahrhundert hatte ein Obergericht der Grafschaft Mark seinen Sitz in der Stadt. Lüdenscheids Tochterstädte im rechtlichen Sinn, Neuenrade und Bergneustadt, nach Walter Hostert (1992) auch Breckerfeld, Plettenberg und die Freiheit Altena, holten Rechtsauskünfte beim hiesigen Ratsgericht ein. Am Ende des Mittelalters wurde es in ein bis 1719 bestehendes Vestengericht umgewandelt, ein Obergericht für Berufungsfälle. Zum Vest Lüdenscheid gehörten neben dem Gebiet des ehemaligen Kreises Altena auch Breckerfeld und Dahl im Volmetal.

### Stadtbrände
Lüdenscheid war in den Jahren 1530, 1578, 1589, 1656, 1681 und 1723 von sechs großen Stadtbränden betroffen, die jeweils beinahe die gesamte Bausubstanz vernichteten. Mehrfach, zuletzt 1842, zerstörten kleinere Feuer Teile der Stadt. Die Brände waren so verheerend, weil die Häuser lange Zeit aus Holz oder Fachwerk gebaut und mit Stroh gedeckt waren und zusätzlich innerhalb der Stadtgrenzen eine sehr dichte Bebauung vorhanden war. Auslöser war häufig das eisenverarbeitende Gewerbe, das 1693 vor die Stadtmauer an die heute untere Wilhelmstraße verlagert wurde. Im gleichen Jahr erließ Bürgermeister Cronenberg eine erste städtische Feuerordnung. Die Errichtung von Stroh- oder Rohrdächern in Städten wurde in der Grafschaft Mark erst 1720 verboten. Von 1656 ist der Bericht eines Augenzeugen überliefert. Der Drost Steffen von Neuhoff besaß neben Schloss Neuenhof ein Stadthaus und schrieb in sein Tagebuch: „Anno 1656 ist das Städtchen Lüdenscheid nachmittags um 2 Uhren ahngegangen und ist der Brand entstanden ahn unserem Hause nicht weidt vom Kirchhove, dahero das Städtlein in einer Stunden abgebrannt, das nicht ein Haus unverletzet stehenplieben. Die Kirche auch bis auf das Gewelbe abgebrannt, der Turm auch eingebrandt und alle Klocken zerschmolzen bis auf ein kleines so nicht gehangen, sondern auf dem Gewelbe gestanden.“ Der Wiederaufbau der Stadt erfolgte wie stets auf dem alten Grundriss. Neben der erhaltenen Substanz der Kirche wurden auch stehen gebliebene Kellergewölbe und Außenmauern der Häuser mit einbezogen. Nach dem letzten großen Brand 1723 erfolgte der Wiederaufbau unter preußischer Herrschaft. Es entstanden die für die Altstadt charakteristischen traufständigen Bürgerhäuser mit ihren Dachgauben. Sie erinnern an die in Potsdam auf staatliche Anordnung errichteten Typenbauten. Gleichzeitig wurde eine Bauordnung geschaffen, die für Lüdenscheid den passiven Brandschutz umfangreich neu regelte.

### Neuzeit

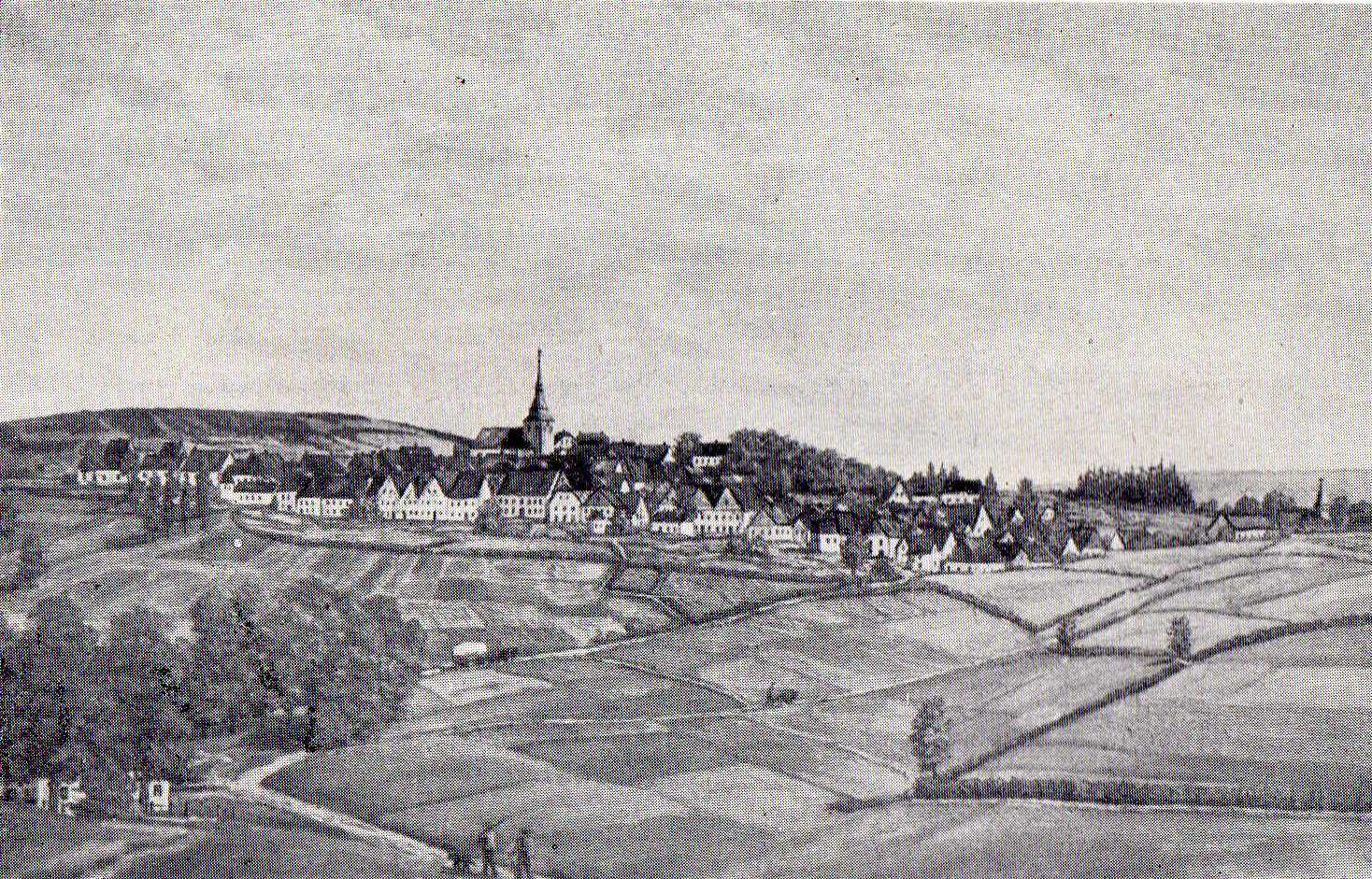
Lüdenscheid um 1800

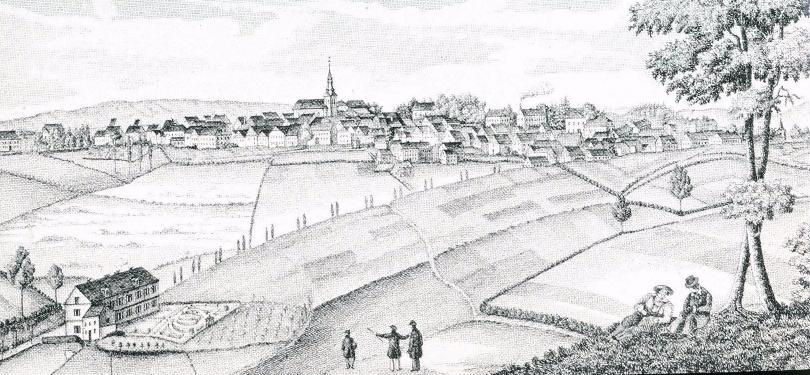
Stadtansicht um 1845

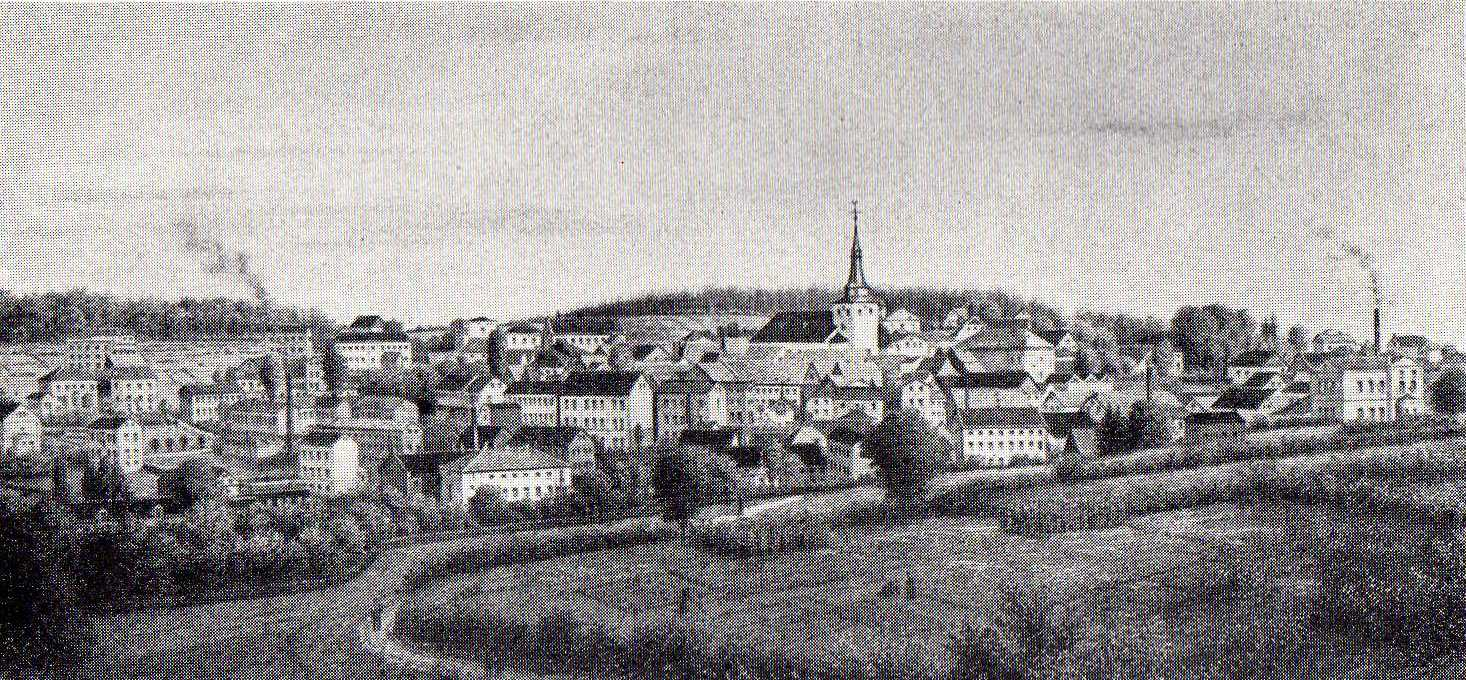
Stadtansicht um 1870

Durch Erbfall gelangte Lüdenscheid mit der Grafschaft Mark 1609 unter die gemeinsame Herrschaft Brandenburgs und Pfalz-Neuburgs (letzteres bis 1614). Seit dieser Zeit war es Bestandteil des kurbrandenburgischen und später preußischen Staatsverbandes, wodurch die kulturelle und konfessionelle Eigenart bis heute mitbestimmt wird. Während des Siebenjährigen Krieges (1756–1763) war Lüdenscheid fünf Jahre von den Franzosen besetzt. Unter der napoleonischen Herrschaft (1806–1813), früher Franzousentied genannt, gehörte Lüdenscheid zum Großherzogtum Berg. Im November 1806 besetzten die Truppen des französischen Generals Louis Henri Loison die Grafschaft Mark. Die verwaltungstechnische Neuorganisation war jedoch erst im August 1808 abgeschlossen, als Peter Kercksig als Maire (Bürgermeister) der Mairie Lüdenscheid vereidigt wurde. Zur Mairie Lüdenscheid gehörten neben Stadt und Kirchspiel auch die weiteren sogenannten Munizitäten Meinerzhagen, Ebbe und Halver. Nach der durch die napoleonischen Truppen verlorenen Völkerschlacht bei Leipzig erreichten mit Preußen verbündete Kosaken in russischen Diensten im November 1813 Lüdenscheid und quartierten sich teilweise auch hier ein. Am 18. November 1813 feierte man auf Anordnung Peter Kercksigs die „Wiedervereinigung mit Preußen“; am Rathaus wurde in einer feierlichen Zeremonie erneut der Preußenadler angebracht. Zwei Jahre nach dem Ende Napoleons wurde Lüdenscheid als Ergebnis des Wiener Kongresses Teil der neugebildeten preußischen Provinz Westfalen.
Aufgrund der ungünstigen topographischen Lage erfolgte erst 1880 der Anschluss an das Eisenbahnnetz mit der Bahnstrecke Brügge–Lüdenscheid. Damit war eine Verbindung zur Volmetalbahn hergestellt. Schmalspurstrecken der Kreis Altenaer Eisenbahn (KAE) nach Altena und Werdohl folgten. Hierdurch wurde die Anbindung an die bereits 1862 erbaute Bahnstrecke im Lennetal verbessert.
Eine Episode in der Geschichte Lüdenscheids ist die maßgerechte Anfertigung profilierter Aluminiumstangen für das Traggerippe der frühen Zeppelin-Luftschiffe, die in der gleichnamigen Fabrik des Industriellen Carl Berg im Werdohler Ortsteil Eveking im Versetal produziert und dann als Halbzeuge nach Lüdenscheid gebracht wurden. Aus dem Vermögen der Gesellschaft zur Förderung der Luftschiffahrt, an der Berg beteiligt war, wurde eigens an der Lüdenscheider Fabrik Bergs (am Bahnhof) eine später als Reithalle genutzte Ringbauhalle zur probeweisen Vormontage der Luftschiffgerüste gebaut. Tatsächlich fanden sämtliche konstruktiven Ingenieursleistungen in Eveking statt, es gab zeitweise einen regen Austausch der Ingenieure Bergs und Zeppelins zwischen Eveking, Stuttgart und Friedrichshafen. Bergs Schwiegersohn Alfred Colsman aus dem benachbarten Werdohl war ebenfalls als Aluminiumfabrikant tätig. Nach dem Unglück des LZ 4 bei Echterdingen am Morgen des 5. August 1908 wurde er zum kaufmännischer Direktor der Luftschiffbau Zeppelin GmbH berufen. Aluminium steht u. a. für die industrielle Bedeutung der Stadt seit dem 19. Jahrhundert. Nach starkem Bevölkerungszuwachs infolge stetigen wirtschaftlichen Wachstums wurde Lüdenscheid 1907 kreisfreie Stadt.
Die Folgen des Ersten Weltkriegs waren auch in Lüdenscheid zu spüren. Zwar waren die Jahre zwischen 1924 und 1928 stabil, aber auch in dieser Zeit lag die Arbeitslosenquote um zehn Prozent. Lange behielten die demokratischen Parteien eine klare Mehrheit. Bei der Stadtverordnetenwahl von 1929 wurde die SPD deutlich stärkste Partei, während die NSDAP den Einzug in das Gremium verfehlte und dort bis zur Kommunalwahl am 13. März 1933 nicht vertreten war. Selbst bei diesem Urnengang behielten bürgerliche und linke Parteien die Oberhand; allein SPD und KPD erhielten gemeinsam 14 Sitze, gegenüber 13 Sitzen der NSDAP; weitere 8 Sitze fielen an bürgerliche Kandidaten. Am 30. Januar 1933, dem Tag der Ernennung Hitlers zum Reichskanzler, fand in Lüdenscheid anstelle einer nationalsozialistischen Kundgebung eine kommunistische Demonstration gegen die „faschistische Diktatur Hitler-Papen“ statt. Zu diesem Zeitpunkt konnte dies von örtlicher Polizei, Verwaltung und dem bürgerlichen Stadtoberhaupt Ludwig Schneider (DVP) noch toleriert werden. Erst in den folgenden Wochen setzten die Nationalsozialisten ihren Machtanspruch gegen Widerstände der starken sozialdemokratischen und kommunistischen Kräfte in Lüdenscheid durch. Nun verlief die Machtergreifung ähnlich wie in vielen vergleichbaren Städten. Wie im gesamten Deutschen Reich wurden im Frühjahr 1933 alle politischen und gesellschaftlichen Kräfte gleichgeschaltet oder verboten. Am 29. März 1933 kam es zur Verhaftung der ersten fünf Kommunisten und zu deren Verbringung in ein ehemaliges Arbeitshaus in Lippstadt-Benninghausen. Am 18. April 1933 wurde Adolf Hitler zum Ehrenbürger Lüdenscheids ernannt.
Am 15. Oktober 1935 wurde Lüdenscheid Garnisonsstadt. Es kam zur Stationierung des Infanterie-Regiments 60, einer Panzerabwehr-Abteilung, einer Sanitätsstaffel und – während des Krieges – mehrerer Ersatztruppenteile. 1940 wurden starke Flak-Verbände hierher verlegt, unter anderem fünf Batterien des Flak-Regiments 14. Walter Borlinghaus, zuvor NSDAP-Ortsgruppenleiter in Lüdenscheid und Partei-Kreisleiter im Kreis Altena, wurde zum 1. Januar 1944 auf den Kreisleiterposten im weitaus bedeutenderen Dortmund berufen. Im gleichen Jahr begann in Lüdenscheid die Fertigung von Teilen der Brennkammer der Rakete A4, auch V2 (Vergeltungswaffe 2) genannt, versehen mit dem Geheimhaltungsgrad Streng geheim, in örtlichen Betrieben. Ein Jahr danach wurden im Zuge von Kriegsendphasenverbrechen 14 sowjetische Häftlinge der Gestapo im Arbeitserziehungslager Hunswinkel exekutiert. Das Lager war schon seit Ende 1942 regelmäßig für „Sonderbehandlungen“ der Gestapos Dortmund und Köln benutzt worden. Die Zahl der exekutierten Menschen liegt zwischen 100 und 350. Insgesamt kamen ca. 550 Häftlinge in Hunswinkel ums Leben. Auch Lüdenscheider Bürger fielen Endphaseverbrechen zum Opfer. Die Lüdenscheider Paul Anton Weber und Alex Usseler wurden nach Dortmund gebracht und dort im März/April 1945 ermordet. Kurz vor Kriegsende wurden am 9. April 1945 auf dem Marktplatz drei Soldaten wegen Fahnenflucht erhängt. Die letzte Gräueltat (Erschießung des Zivilisten Hermann Masalski wegen „defätistischer Äußerungen“) geschah wenige Stunden vor Einmarsch der US-Truppen. Ex-Oberbürgermeister Schumann, Karl Gertenbach – langjähriger örtlicher Gestapo-Chef und Leiter des Lagers Hunswinkel – sowie Walter Borlinghaus entzogen sich durch Selbstmord ihrer Verantwortung, letzterer während des Versuchs, sich von Iserlohn nach Lüdenscheid durchzuschlagen. Von größeren Schäden durch Bombardements oder Kampfhandlungen blieb die Stadt verschont. Die Ge-Denk-Zellen im Keller des Alten Rathauses sind eine Mahn-, Gedenk- und Dokumentationsstätte zur örtlichen Geschichte des Nationalsozialismus.
Die US-Truppen übergaben Lüdenscheid den britischen Streitkräften, in deren Besatzungszone es lag. Die Briten wiederum überließen die Kaserne Buckesfeld (von den Belgiern La-Lys-Kaserne genannt), die Kaserne Baukloh, die Kaserne Hellersen, den Truppenübungsplatz südlich von Lüdenscheid sowie eine Reihe von beschlagnahmten Gebäuden den belgischen Streitkräften. Wegen eines größeren Bedarfs wurden für die Belgier zusätzlicher Wohnraum beschlagnahmt sowie eigene Siedlungen (Belgiersiedlungen) gebaut. Als zunächst belgische Freizeiteinrichtung entstand der Komplex aus Parktheater und Parkbad, außerdem das sogenannte Belgierkaufhaus an der Herscheider Landstraße. Zu den militärischen Anlagen zählten das Munitionsdepot Stilleking II, die ehemaligen Panzerhallen am Stilleking, der ehemalige Übungsplatz unterhalb der Homert, das Panzertestgelände an der Heerwiese und der Schießplatz an der Spielwigge. Das Munitionsdepot Stilleking I diente von 1960 bis 1963 zur Lagerung atomarer Munition, die von US-amerikanischen, belgischen und deutschen Soldaten bewacht wurde. Die Sprengköpfe wurden danach zum Sondermunitionslager Lahn verlegt.

### Nachkriegszeit

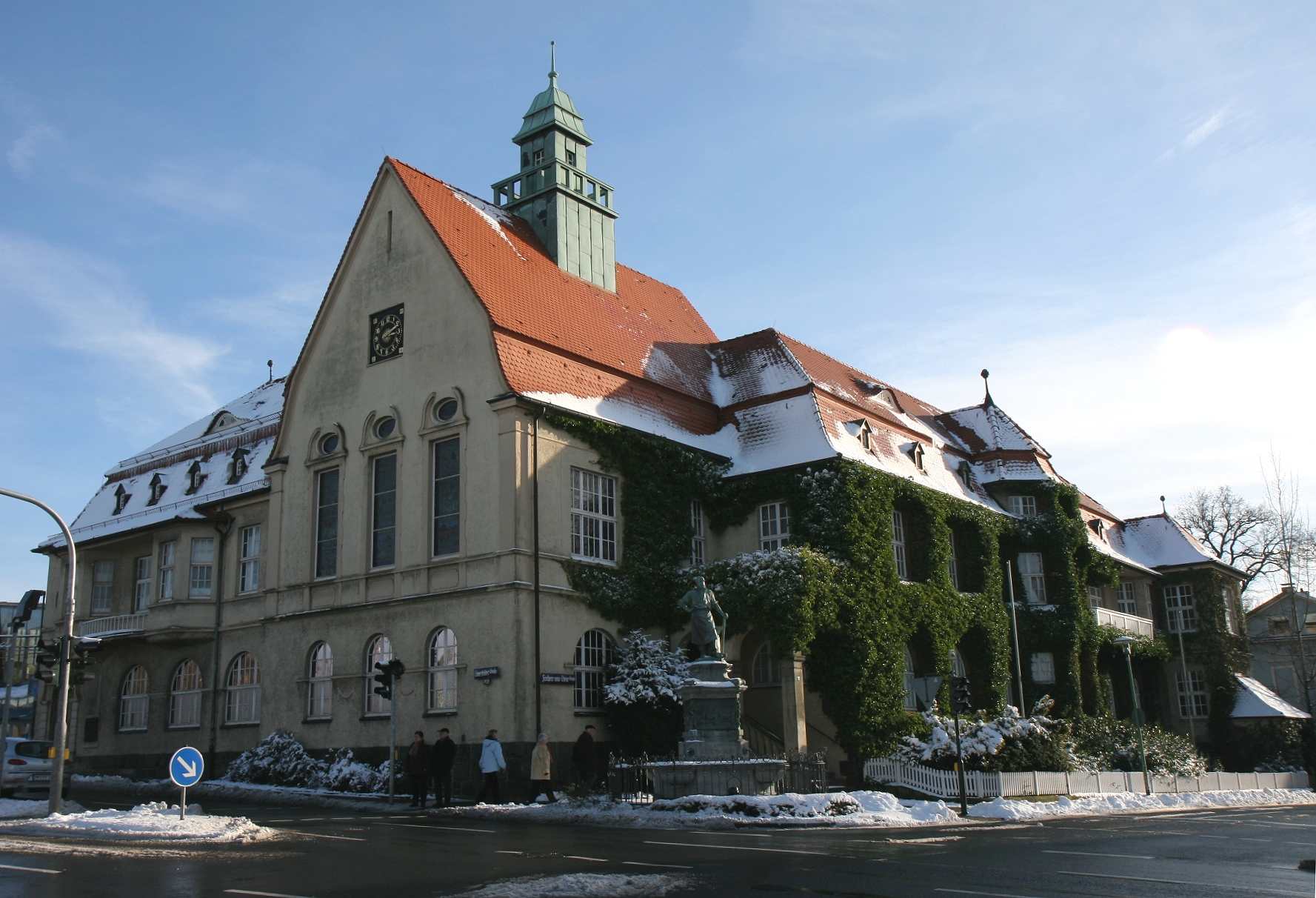
Ehemaliges Amtshaus, bis 1968 Sitz des Amtes Lüdenscheid mit der Gemeinde Lüdenscheid-Land

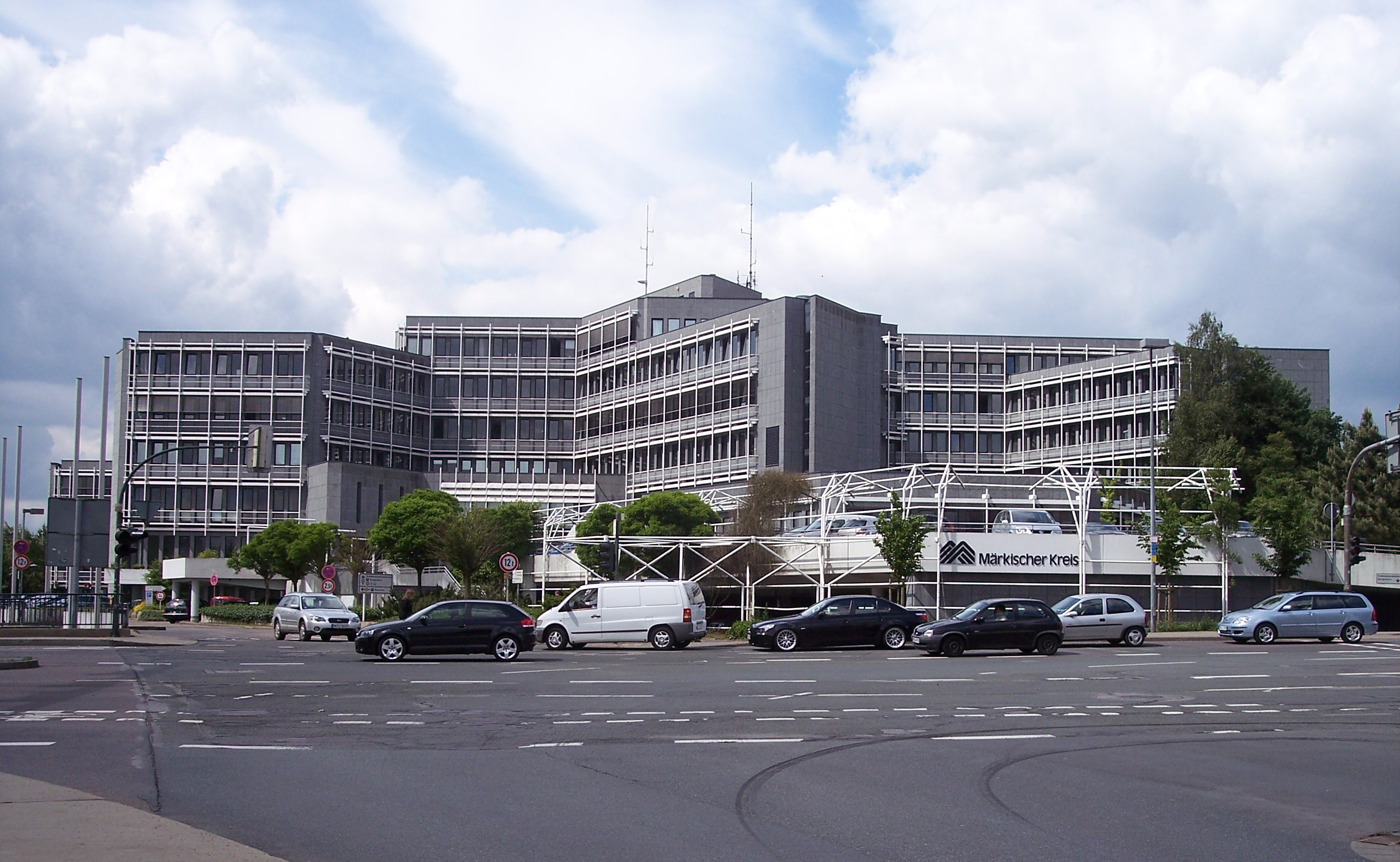
Kreishaus II des Märkischen Kreises, Ansicht von der Heedfelder Straße

Die Zeit nach 1945 war von einem starken Bevölkerungswachstum infolge des Zuzugs zahlreicher Vertriebener und Flüchtlinge aus den ehemaligen deutschen Ostgebieten sowie schwerpunktmäßig aus Sachsen und Thüringen geprägt. Stadterweiterungen bislang ungekannten Ausmaßes (Lüdenscheid-Worth, Lüdenscheid-Honsel, Lüdenscheid-Höh, Bierbaum, Gevelndorf, Buckesfeld oder Wehberg) und zahlreiche Neubauten von Kirchen, Schulen und anderen öffentlichen Einrichtungen wurden erforderlich. Gleichzeitig profitierte Lüdenscheid in starkem Maße vom wirtschaftlichen Aufstieg der jungen Bundesrepublik.
1968/1969 verlor die Stadt ihre Kreisfreiheit und wurde mit dem Kreis Altena zum Kreis Lüdenscheid zusammengeschlossen, dessen Sitz sie fortan war. Altena behielt jedoch zunächst den Kreistag.
Mit dem Bau der Bundesautobahn 45 ab dem Jahr 1968, die vor Einführung dieser Autobahnnummerierung offiziell "Sauerlandlinie" hieß, wurde die verkehrstechnisch ungünstige Lage erheblich verbessert.
Von 1971 bis 1973 fand jeweils in den Sommermonaten bei großem Interesse (unter anderem Besuch von Bundeskanzler Willy Brandt) auf einem eigens angelegten Ausstellungsgelände auf der Höh die Internationale Kunststoffhausausstellung „IKA“ statt. Teile des Ausstellungsgeländes wurden bis 1975 genutzt; im gleichen Jahr wurden die meisten der teils futuristisch anmutenden Objekte zwangsversteigert. Wirtschaftlich war die IKA kein Erfolg, denn das Konzept des vorgefertigten Kunststoffhauses setzte sich nicht durch. Gleichwohl war die Ausstellung Höhepunkt eines international jahrzehntelang verfolgten Ansatzes und erregte in Fachkreisen teils durchaus lebhafte Resonanz.
Seit 1975 ist die Stadt Sitz des seinerzeit geschaffenen Märkischen Kreises, gebildet im Wesentlichen aus den Altkreisen Iserlohn und Lüdenscheid und der bis dahin kreisfreien Stadt Iserlohn. 1986 wurde das neue Kreiskrankenhaus in Hellersen bezogen und im Jahr darauf das Kreishaus an der Heedfelder Straße fertiggestellt. Im gleichen, überwiegend von wirtschaftlicher Prosperität gekennzeichneten Jahrzehnt entstanden zahlreiche weitere öffentliche Bauten und Kultureinrichtungen, so das Kulturhaus, das neue Stadtmuseum, die neue Stadtbücherei, das heute nicht mehr existierende Wellenbad im Stadtzentrum und das neu gestaltete Frei- und Hallenbadgelände Nattenberg.

### Ortsname
Die lange gängige Ansicht, die Namensendung „-scheid“ leite sich von Wasserscheide ab, gilt inzwischen als überholt, auch wenn Lüdenscheid auf einer solchen zwischen Lenne und Volme liegt. Der Wortbestandteil soll vielmehr auf „ausgeschiedene“, das heißt aus der Allmende oder grundherrlichem Besitz ausgesonderte Gebiete hinweisen. Dafür spricht auch, dass sich Orte mit Namensendung „-scheid“ durchaus in Tallage befinden, wie etwa Lüdenscheid-Brenscheid im oberen Elspetal. Der erste Wortteil von „Lüdenscheid“ geht auf den altsächsischen Männernamen Liudolf zurück (1072 Erwähnung als Liudolfessceide). Dieser wiederum setzt sich zusammen aus „liud“ (= Volk, Schar) und „Wulf“ (Wolf). Ob Lüdenscheid nach einem historisch einzuordnenden Liudolf benannt wurde, und wenn ja, nach welchem, ist umstritten.

## Religionen

### Konfessionsstatistik
2006 waren in Lüdenscheid 22,4 % der Bevölkerung katholisch und 38,7 % in der evangelischen Landeskirche. 38,9 % waren freikirchlich, konfessionslos oder gehörten anderen Glaubensgemeinschaften an. Am 31. Dezember 2016 waren in Lüdenscheid 20,6 % der Bevölkerung katholisch und 32,8 % in der evangelischen Landeskirche. 46,6 % waren sonstige oder ohne Konfession. Am 31. Dezember 2020 waren in Lüdenscheid 20,8 % der Bevölkerung katholisch und 29,8 % in der evangelischen Landeskirche. 49,4 % waren sonstige oder ohne Konfession. Laut Zensus 2022 stellen Menschen, die keiner der beiden großen christlichen Kirchen angehören, mit 52,2 % die Bevölkerungsmehrheit. Die Zahl der Protestanten und Katholiken ist demnach im beobachteten Zeitraum beträchtlich gesunken.

### Geschichte
Das südliche märkische Sauerland wurde spätestens im 9. Jahrhundert christianisiert. In der Reformationszeit nahm Lüdenscheid die lutherische Konfession an. Während der industriellen Revolution stieg der Anteil der Katholiken wieder. Nach wie vor überwiegen aber die landes- und freikirchlich organisierten evangelischen Christen. Besonders stark ist die FCJG, eine charismatische Gruppierung, vertreten, welche jedoch noch zur evangelischen Landeskirche gehört. Vor Ort existieren mehrere muslimische Gemeinschaften mit drei Moscheen und eine griechisch-orthodoxe Gemeinde in der Sedanstraße.
Lüdenscheid ist Sitz des Evangelischen Kirchenkreises Lüdenscheid-Plettenberg in der Evangelischen Kirche von Westfalen und seines Superintendenten. Im Rahmen eines Verbandes besteht eine Zusammenarbeit mit den Kirchenkreisen Iserlohn und Siegen-Wittgenstein. Das Lüdenscheider Kreiskirchenamt ist eine gemeinsame Einrichtung mit dem Kirchenkreis Iserlohn.

## Eingemeindungen
Am 1. Januar 1969 wurde die Stadt Lüdenscheid durch das Gesetz zur Neugliederung des Landkreises Altena und der kreisfreien Stadt Lüdenscheid mit dem größten Teil der bis dahin bestehenden Gemeinde Lüdenscheid-Land vereinigt. Das zuvor zu Lüdenscheid-Land gehörende mittlere Rahmedetal gelangte zur Stadt Altena. Die Gemeinde Hülscheid, welche mit Lüdenscheid-Land das Amt Lüdenscheid bildete, wurde Schalksmühle zugeschlagen. Da der infrastrukturelle und administrative Mittelpunkt von Lüdenscheid-Land stets die Stadt Lüdenscheid war, bildet sie das seltene Beispiel einer niemals um benachbarte administrative Zentren erweiterten Kommune.

## Einwohnerentwicklung

Einwohnerentwicklung von 1800 bis 2016

Im Mittelalter und am Beginn der Neuzeit hatte Lüdenscheid nur wenige hundert Einwohner. Die Bevölkerung sank durch die vielen Kriege, Seuchen und Hungersnöte immer wieder.
So forderten der Dreißigjährige Krieg (1618–1648) und die Pest 1634 zahlreiche Todesopfer. Erst durch die Industrialisierung im 19. Jahrhundert beschleunigte sich das Bevölkerungswachstum. Lebten 1800 erst 1.500 Menschen in Lüdenscheid, so waren es 1900 bereits 26.000. Bis 1950 verdoppelte sich die Bevölkerung auf 52.000.
Durch die am 1. Januar 1969 erfolgte Eingliederung der Gemeinde Lüdenscheid-Land (18.831 Einwohner 1968) stieg die Zahl der Bewohner auf rund 80.000. Seit 1995 sinkt die Einwohnerzahl jedes Jahr um mehrere Hundert. Diese demographische Entwicklung ist in ganz NRW zu beobachten. Es wird angenommen, dass sich dieser Bevölkerungsschwund über die nächsten 40 Jahre fortsetzt. Am 30. Juni 2011 betrug die Amtliche Einwohnerzahl für Lüdenscheid nach Fortschreibung des Landesamtes für Datenverarbeitung und Statistik Nordrhein-Westfalen 75.419 (nur Hauptwohnsitze und nach Abgleich mit den anderen Landesämtern).
Die folgende Übersicht zeigt die Einwohnerzahlen nach dem jeweiligen Gebietsstand. Dabei handelt es sich um Volkszählungsergebnisse oder amtliche Fortschreibungen des Statistischen Landesamtes. Die Angaben beziehen sich ab 1871 auf die ortsanwesende Bevölkerung, ab 1925 auf die Wohnbevölkerung und seit 1987 auf die Bevölkerung am Ort der Hauptwohnung. Vor 1871 wurde die Einwohnerzahl nach uneinheitlichen Erhebungsverfahren ermittelt.
| Jahr   | Einwohner |
| ------ | --------- |
| 1800   | 1.540     |
| 1840 1 | 3.577     |
| 1855 1 | 4.792     |
| 1858 1 | 5.154     |
| 1871 1 | 7.546     |
| 1875 1 | 8.600     |
| 1880 1 | 11.100    |
| 1885 1 | 15.067    |
| 1890 1 | 19.457    |
| 1895 1 | 21.264    |
| 1900 1 | 25.509    |

| Jahr   | Einwohner |
| ------ | --------- |
| 1905 1 | 28.921    |
| 1910 1 | 32.301    |
| 1916 1 | 27.157    |
| 1917 1 | 26.644    |
| 1919 1 | 30.808    |
| 1925 1 | 32.686    |
| 1933 1 | 35.186    |
| 1939 1 | 41.710    |
| 1945   | 43.667    |
| 1946 1 | 49.926    |
| 1950 1 | 51.705    |

| Jahr   | Einwohner |
| ------ | --------- |
| 1956 1 | 55.278    |
| 1961 1 | 58.239    |
| 1965   | 58.937    |
| 1970 1 | 78.993    |
| 1975   | 76.213    |
| 1980   | 74.578    |
| 1985   | 73.292    |
| 1987 1 | 74.635    |
| 1990   | 79.401 2  |
| 1995   | 81.831    |
| 2000   | 80.613 2  |

| Jahr | Einwohner |
| ---- | --------- |
| 2001 | 80.509 2  |
| 2002 | 80.320 2  |
| 2003 | 79.829 2  |
| 2004 | 79.379 2  |
| 2005 | 78.688 2  |
| 2006 | 78.032 2  |
| 2007 | 77.361 2  |
| 2008 | 76.589 2  |
| 2009 | 75.946 2  |
| 2010 | 75.463 2  |
| 2011 | 73.568 2  |

| Jahr | Einwohner |
| ---- | --------- |
| 2012 | 73.336 2  |
| 2013 | 72.927 2  |
| 2014 | 72.923 2  |
| 2015 | 73.354 2  |
| 2016 | 73.164 2  |
| 2017 | 72.894 2  |
| 2018 | 72.611 2  |
| 2019 | 72.313 2  |
| 2020 | 71.911 2  |
| 2022 | 71.865    |

Anmerkungen:
  

## Politik
2010 gab es einen Bürgerhaushalt, der erstmals für das Haushaltsjahr 2011 aufgestellt wurde.

### Stadtrat
| Parteien u. Wählergruppen         | Sitze | Sitze | Sitze | Sitze |
| Parteien u. Wählergruppen         | 2020  | 2014  | 2009  | 2004  |
| --------------------------------- | ----- | ----- | ----- | ----- |
| SPD                               | 16    | 21    | 19    | 17    |
| CDU                               | 17    | 16    | 16    | 20    |
| GRÜNE                             | 5     | 4     | 4     | 4     |
| FDP                               | 3     | 2     | 5     | 3     |
| LINKE                             | 2     | 2     | 2     | –     |
| Alternative für Lüdenscheid (AFL) | 1     | 2     | 1     | 2     |
| NPD                               | 1     | 1     | 1     | –     |
| ÖDP                               | 1     | –     | –     | –     |
| REP                               | –     | –     | –     | 1     |
| Lüdenscheider Liste (LL)          | –     | –     | 2     | 3     |
| Gesamt                            | 46    | 48    | 50    | 50    |

### Bürgermeister
Von 1720 bis zum heutigen Tag standen 35 Bürgermeister an der Spitze der Stadt. In der Zeit der Kreisfreiheit von 1916 bis 1968 besaßen sie den Titel Oberbürgermeister.
- um 1683 Cronenberg

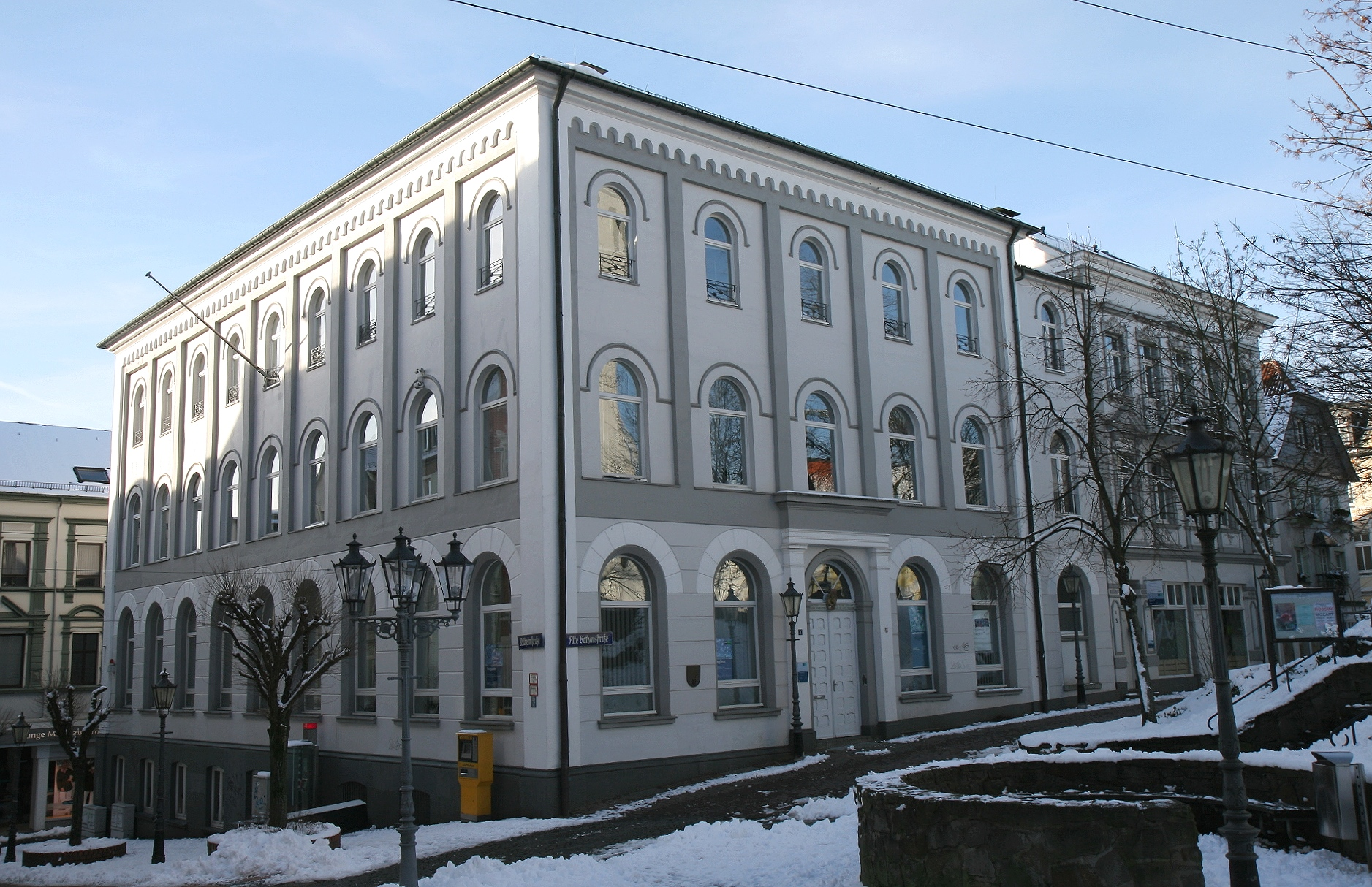
Altes Rathaus Lüdenscheid

- 1720–1725 Johann Heinrich von den Bercken
- 1725–1743 Johann Peter Pollmann
- 1743–1768 Johann Peter Kercksig
- 1768–1769 Consul Haardt
- 1770–1790 Caspar Jakob Theodor Christian Spannagel
- 1790–1791 Camerarius Schniewindt
- 1793–1808 Friedrich Wilhelm von den Bercken
- 1808–1814 Peter Kerksig (Maire)
- 1814–1818 Johann Jakob Friedrich Kobbe
- 1818 Riegelmann
- 1818–1820 Reinhard
- 1820–1843 Ernst Wilhelm Jander
- 1843–1856 Wilhelm Plöger
- 1856–1869 Heinrich Nottebohm
- 1869–1873 Rudolf Wiesmann
- 1873–1874 Eduard Hueck
- 1874–1896 August Selbach
- 1896–1930 Wilhelm Jockusch
- 1931–1935: Ludwig Schneider (DVP)
- 1936–1944 Karl Friedrich Schumann
- 1944–1945 Otto Hagedorn
- 1945–1946 Karl Weiland
- 1946: Willi Bürger (SPD)
- 1946–1948: Richard Hueck (CDU)
- 1948: Ernst Mehlich (CDU)
- 1948–1949: Willy Hoffmeister (CDU)
- 1949–1951: Walter Kimmig (SPD)
- 1951–1952: Walter König (SPD)
- 1952–1953: Walter Kimmig (SPD)
- 1953–1961: August Schlingmann (SPD)
- 1961–1964: Karl Diemer (FDP)
- 1964–1971: Erwin Welke (SPD)
- 1972–1975: Herbert Weigert (SPD)
- 1975–1994: Jürgen Dietrich (CDU)
- 1994–1999: Lisa Seuster (SPD)
- 1999–2004: Friedrich Karl Schmidt (CDU)
- 2004–2020: Dieter Dzewas (SPD)
- Seit 2020: Sebastian Wagemeyer (SPD)[53]

### Wappen
| Stadtwappen von Lüdenscheid | Blasonierung: „In Gold (Gelb) über einer roten Zinnenmauer mit offenem Tor ein zweireihig siebzehnmal von Silber (Weiß) und Rot geschachter Balken, darüber wachsend der Bischof Medardus in rotem Ornat mit roter Mitra, silbernem Bischofsstab, in der linken Hand ein geschlossenes rotes Buch mit goldenem Kreuz und Goldschnitt haltend.“                                                                                                 |
| Stadtwappen von Lüdenscheid | Wappenbegründung: Die älteste Stadtkirche, die Erlöserkirche, war ursprünglich dem Heiligen Medardus geweiht, welcher daher als eine Art Stadtheiliger galt. Der geschachte Balken ist dem Wappen der Grafschaft Mark entnommen, zu welcher Lüdenscheid viele Jahrhunderte gehörte. Auf die frühe Befestigung und damit Erhebung zur Stadt verweist die Zinnenmauer. Das Wappen lässt sich auf ein Stadtsiegel aus dem Jahr 1341 zurückführen. |

Das 1965 genehmigte Wappen ersetzte das seit 1911 bestehende.

### Städtepartnerschaften
Unter dem Aspekt der Völkerverständigung ist die Stadt Lüdenscheid internationale Partnerschaften mit anderen Kommunen eingegangen.
Bereits seit 1950/1983 besteht eine Städtepartnerschaft zu Calderdale/Brighouse im Vereinigten Königreich. Das niederländische Den Helder wurde 1980, das belgische Leuven 1987 Partnerstadt. Myślenice in Polen folgte 1989. Romilly-sur-Seine in Frankreich und Taganrog in Russland sind mit Lüdenscheid seit 1991 partnerschaftlich verbunden.
Für die schlesische Stadt Glatz (polnisch Kłodzko) und den gleichnamigen Kreis besteht seit 1952 eine Patenschaft, da nach dem Zweiten Weltkrieg viele Vertriebene aus Glatz und Umgebung in Lüdenscheid eine neue Heimat fanden. Darauf wird auch im siebenten Glied der Amtskette von Lüdenscheid verwiesen.

## Kultur und Sehenswürdigkeiten

### Theater

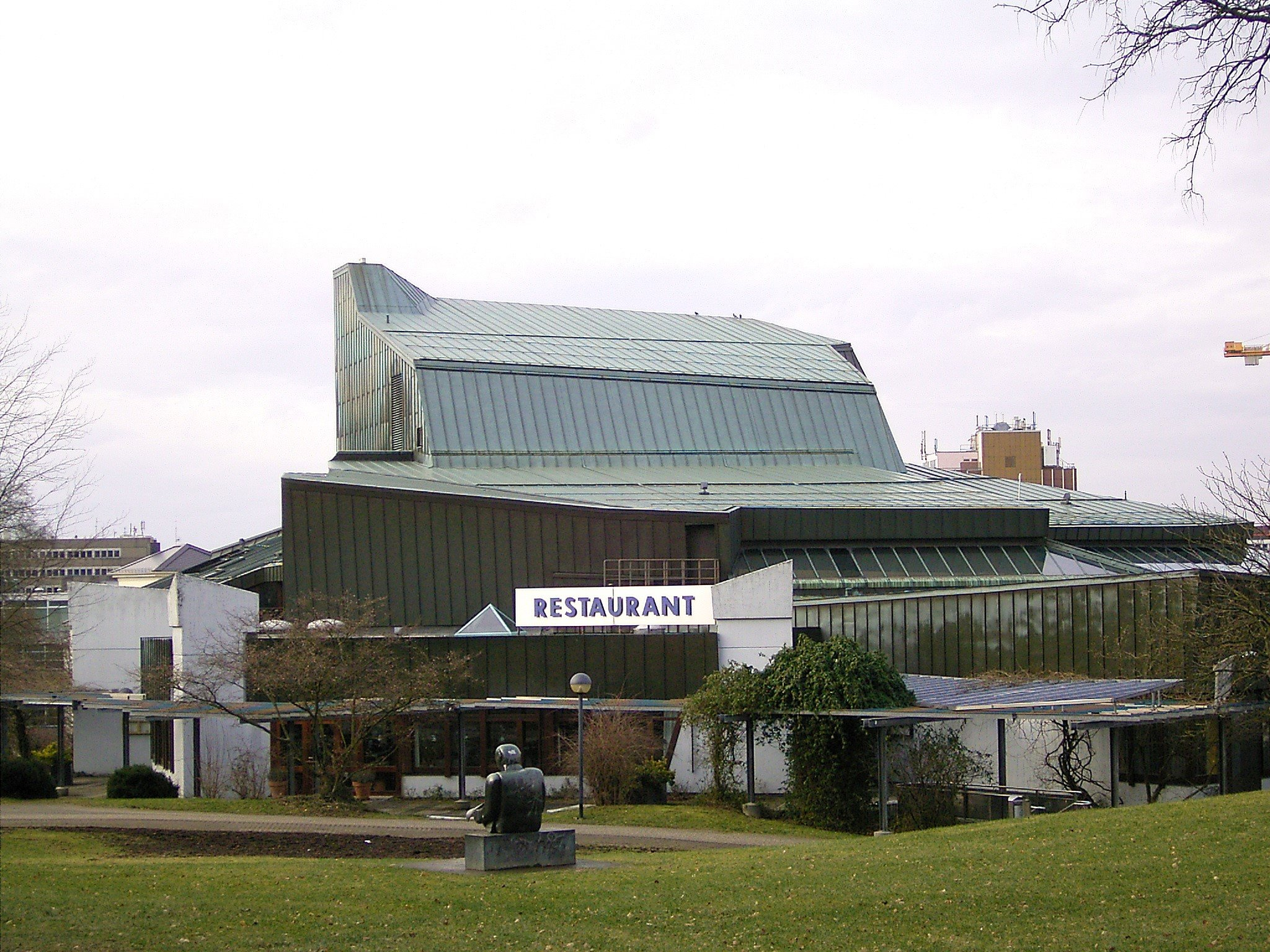
Kulturhaus

Das 1981 fertiggestellte, von Rolf Gutbrod entworfene Kulturhaus liegt zentral im Stadtzentrum und grenzt direkt an den Stadtgarten. Sowohl die Außen- als auch die Innenarchitektur ist an der Philharmonie Berlin orientiert. Der große Theatersaal mit 676 Plätzen besitzt einen Orchestergraben und an Weinbergterrassen erinnernde Zuschauerränge. Weitere Säle unterschiedlicher Größe und gastronomische Einrichtungen ergänzen das Angebot. Im Rahmen des Spielplanes bietet das Kulturhaus unter anderem Musicals, Ballett, Opern, Operetten, Schauspiel, Konzerte und ein Kleinkunstprogramm, überwiegend in Form von Gastspielen. Seit 1986 wurden auch Eigeninszenierungen durchgeführt. Hier lag der Schwerpunkt auf klassischem Theater (Shakespeare, Goethe, Lessing oder Frisch).
Weitere Veranstaltungsorte mit Bühnentechnik sind die Aula des Geschwister-Scholl-Gymnasiums von 1964 (zirka 400 Plätze) und die Neue Schützenhalle. Letztere wurde 1900 als eine der größten Festhallen Westfalens eingeweiht. Sie kann mit 1420 Sitzplätzen im großen Saal und weiteren 200 im Foyer bestuhlt werden. Es handelt sich um einen stadtbildprägenden neobarocken Bau mit Jugendstilelementen und charakteristischem Turm. Außerdem finden auf der Freien Kleinkunstbühne der Alten Druckerei Kulturveranstaltungen aller Art statt.
Die Theaterbühne „Die Bühnenmäuse“ des CVJM Lüdenscheid-West besteht seit 1983. Mit einer Komödie pro Jahr ist sie Bestandteil der Lüdenscheider Kulturszene. Bis 2022 wurden 37 Stücke aufgeführt. In den Jahren 2020 und 2021 konnten aufgrund der Coronapandemie keine Aufführungen stattfinden.
Die „Lüdenscheider Altstadtbühne“ ist ein Laientheater in der Luisenstraße, das seit 1977 besteht. Es finden etwa 30 Aufführungen pro Jahr statt. Gespielt wird in der Regel von November bis Mai, meist Boulevardkomödien oder Krimis. In der Vorweihnachtszeit wird seit 2008 von der Jungen Bühne ein Stück für Kinder und junggebliebene Erwachsene aufgeführt.
Das „Theater in der Schlesinger-Fabrik“ begann in kleiner Besetzung etwa 2005 mit Auftritten zu Geburtstagen. Später folgten in der ehemaligen Stanzerei in der alten Schlesinger-Fabrik erste Bühnenaufführungen. Seit 2012 führt die Amateurtheatergruppe Theaterstücke in ihrer jetzigen Besetzung auf. Seit 2019 ist die Amateurtheatergruppe ein eingetragener Verein. 2022 konnte nach einer Coronapause wieder eine Theaterstück aufgeführt werden.
Das „Ensemble des Kulturhauses“ des langjährigen Kulturhausleiters Rudolf Sparing nannte sich ab Juni 2005 „Ensemble K“. Es produzierte seit 1986 etwa einmal im Jahr ein Theaterstück. Nachdem sie viele Jahre im Kulturhaus Lüdenscheid aufgetreten waren, fanden sie 2005 eine neue Heimat in einem umgestalteten Glaspavillon des Verwaltungsgebäudes der Sparkasse Lüdenscheid. 2018 wurde der Spielbetrieb eingestellt.

### Musik
Der musikalische Ruf Lüdenscheids wird seit dem 19. Jahrhundert durch eine Vielzahl an Gesangvereinen und Chören mitbestimmt, welche sich bei vielen Gesangswettbewerben und -ausscheidungen durch Preise und gute Platzierungen auszeichnen konnten. Den organisatorischen Rahmen bildet der Sängerkreis Lüdenscheid. Spätestens seit Ende des 19. Jahrhunderts gibt es auch weitere Anknüpfungspunkte an das nationale und internationale Musikleben. Der Wiener Musikwissenschaftler und Beethovenforscher Martin Gustav Nottebohm war gebürtiger Lüdenscheider. Kurt Weill, Komponist (zum Beispiel Vertonung der Dreigroschenoper von Bertolt Brecht), hatte von 1919 bis 1921 sein erstes Engagement als Kapellmeister am Stadttheater Lüdenscheid. Seine Wirkungsstätte war das damalige Hotel zur Post am heutigen Rathausplatz.
Wichtige Impulse erhielt das örtliche Musikleben durch die Übersiedelung des Musikwissenschaftlers und Hymnologen Konrad Ameln 1934. Wohl auch aus politischen Gründen war er in die „Provinz“ gegangen. Engagiert unterstützt von der Industriellenfrau Gertrud Hueck, gründete er die Lüdenscheider Musikvereinigung und initiierte die Kleinen Musikfeste Lüdenscheid. Bis 1970 boten sie ein ambitioniertes Programm mit Schwerpunkten in der Barockmusik und der Neuen Musik. Durch Initiative Amelns wurde Lüdenscheid zu einem frühen Zentrum der historischen Aufführungspraxis. Zeitgleich fand ein Aufschwung der evangelischen Kirchenmusik statt. Der Lüdenscheider Bach-Chor mit angegliedertem Bach-Orchester wurde 1947 gegründet. Der Lüdenscheider Oratorienchor führte seit 1985 diese Tradition fort. Seit Jahrzehnten gehören kirchenmusikalische Aufführungen mit Motetten, Kantaten oder Oratorien zum Lüdenscheider Kulturleben. Als sakraler Aufführungsort hat sich unter anderem die Christuskirche bewährt.
Über die regionalen Grenzen hinaus bekannt ist das Lüdenscheider Vokalensemble geworden, das 1982 von der Kirchenmusikdirektorin Mary Sherburne gegründet wurde. Neben einer ausgeprägten Tourneetätigkeit tritt der ebenfalls der historischen Aufführungspraxis verpflichtete Chor regelmäßig in der Erlöserkirche auf. Vor Ort wirkt eine Vielzahl an Kirchenchören und kirchlichen Singgruppen oder Singteams, hinzu tritt das Kammerorchester Lüdenscheid. Wichtiger Träger des örtlichen Musiklebens ist seit den 1960er Jahren die Städtische Musikschule mit eigenen Orchestern und Ensembles. Sie ist Mitglied im Verband deutscher Musikschulen. Das Kulturhaus ist professionell für philharmonische Konzerte und Musiktheater ausgestattet. Daneben existierten zwei Kammermusiksäle, der ältere im ehemaligen Stadthaus, heute Stadtbücherei, der jüngere war seit 1985 in der historischen Schalterhalle der Alten Post.

### Lichtspielhäuser
Der zu Beginn der 1950er Jahre für die belgischen Streitkräfte errichtete Komplex aus Parktheater und Parkbad an der vorderen Parkstraße beherbergt heute ein Kinozentrum mit sieben Sälen. Im ehemaligen Theaterfoyer hat sich die festliche Ausstattung der Erbauungszeit erhalten. Weiterhin wird an der Werdohler Straße ein traditionelles Großkino aus den 1950er Jahren betrieben. Auch hier ist das ursprüngliche Foyer noch vorhanden und steht wegen der charakteristischen Gestaltung unter Denkmalschutz.

### Museen

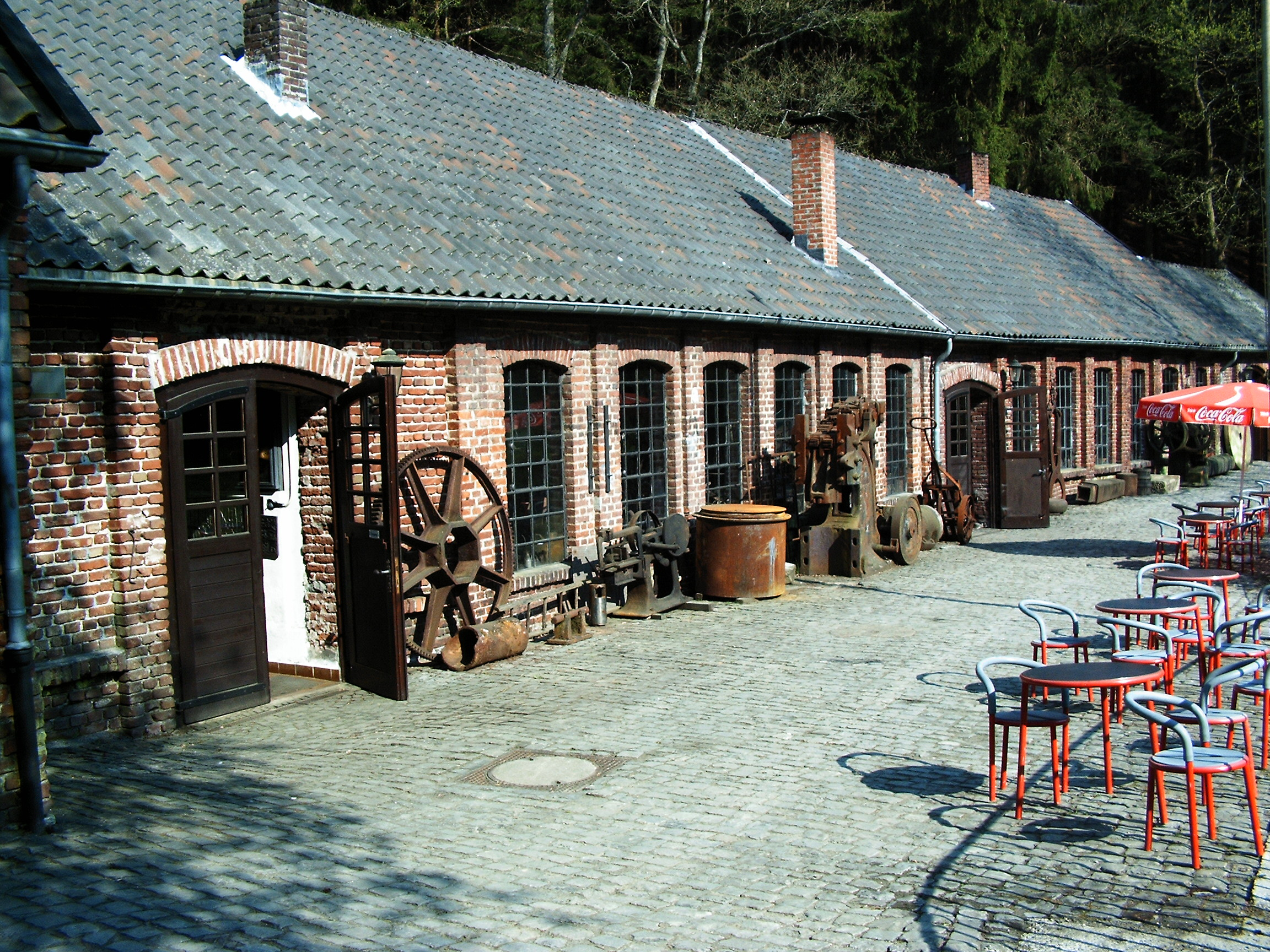
Bremecker Hammer

Zu den Museen der Stadt Lüdenscheid gehören die Städtische Galerie, das Geschichtsmuseum und das Schmiedemuseum im historischen Bremecker Hammer.
Das Geschichtsmuseum der Stadt Lüdenscheid zeigt Objekte zur Industrie- und Technikgeschichte, darunter ein historischer Kleinbahnzug der Kreis Altenaer Eisenbahn AG, ein Dampfstromerzeuger, Modelle des Zeppelins sowie Geräte des Brandschutzes. Die einmalige Sammlung von Knöpfen von der Bronzezeit bis in die Gegenwart belegt, warum Lüdenscheid im 19. Jahrhundert als „Knopfstadt“ galt. Zur Ausstellung gehören auch Stadtmodelle und eine Sammlung historischer Landkarten, vornehmlich aus der Grafschaft Mark. Geschichtsmuseum und Städtische Galerie befinden sich seit Ende der 1980er Jahre in einem gemeinsamen Komplex am Sauerfeld. Das auch architektonisch interessante alte Amtshaus (1910) und ein altes Bankgebäude sind durch einen Glasbau miteinander verbunden. Im Verbindungstrakt befinden sich die größten Ausstellungsobjekte und ein Museumscafé.
Das Schmiedemuseum Bremecker Hammer am Oberlauf der Verse ist ein technikgeschichtliches Museum. In dem funktionstüchtig mit Wasserrad und Stauteich erhaltenen Hammerwerk werden regelmäßig „Schmiedetage“ veranstaltet.
Die Phänomenta ist das erste und bisher einzige Science Center in Nordrhein-Westfalen.
Am 27. Juni 2012 wurde die neue SIKU // WIKING Modellwelt an der Schlittenbacher Straße 56a am Rande des Stadtteils Staberg eröffnet. Auf ca. 500 m² werden über 3500 Ausstellungsstücke gezeigt.

### Johannisloge „Zum Märkischen Hammer“
Bereits im Jahre 1797 trafen sich Lüdenscheider Bürger in der Iserlohner Freimaurerloge. Am 6. Mai 1888 wurde die Lüdenscheider Loge „Zum Märkischen Hammer“ gegründet. 1900 wurde am jetzigen Standort Freiherr-vom-Stein-Str. 20 ein Wohnhaus erworben. 1901 wurde es um einen Saalbau erweitert. 1934/1935 wurden im Nationalsozialismus alle Logen geschlossen. Das Gebäude wurde in eine Molkerei umgewandelt. 1953 wurde der Loge per Gerichtsbeschluss das Gebäude zurückgegeben. In den 2020er-Jahren treffen sich rund 60 Freimaurerbrüder in der Loge.

### Bauwerke
Alle Baudenkmäler der Stadt Lüdenscheid sind in der Liste der Baudenkmäler in Lüdenscheid aufgeführt.

#### Schlösser und Herrenhäuser

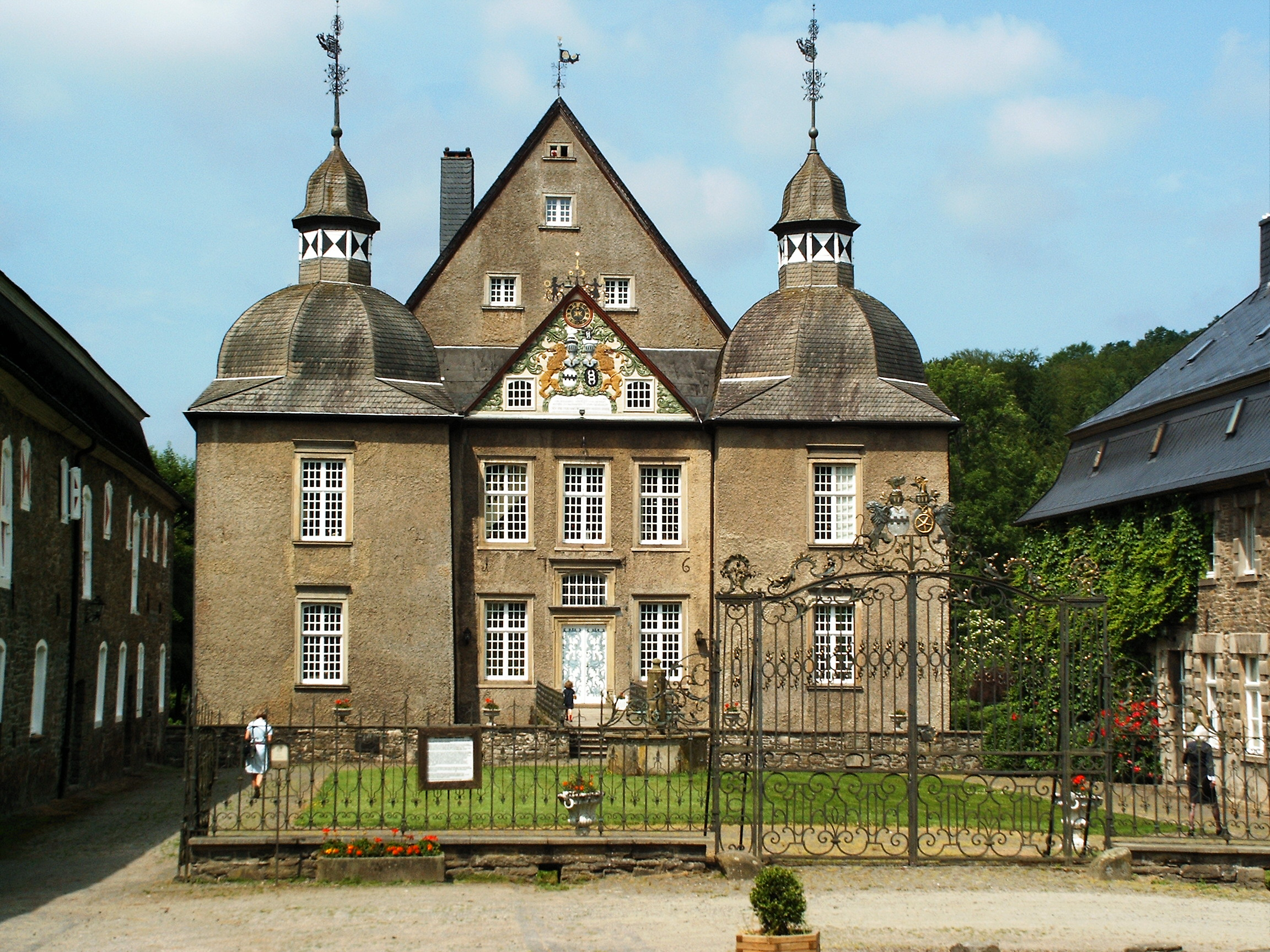
Schloss Neuenhof, Corps de Logis

Das Wasserschloss Neuenhof gehört zu den kunsthistorisch und stadtgeschichtlich herausragenden Baudenkmälern der Stadt Lüdenscheid. Urkundlich wird auf die Anlage im Jahre 1326 erstmals hingewiesen. Nach einem Brand um 1638 erfolgt bis 1693 die Errichtung des bestehenden frühbarocken Hauptbaus. Es handelt sich um einen zweigeschossigen Kubus auf rechteckigem Grundriss mit gartenseitig abgewalmtem Satteldach. Die Hofseite wird von zwei Türmen mit geschweiften Hauben flankiert. Mittig zwischen den Türmen stellt ein Giebel mit großem geschnitztem Wappen (vor Ort heute Kopie) das herausragende Schmuckelement dar. Dem allseits von Wassergräben umgebenen Hauptbau ist ein Ehrenhof mit flankierenden Wirtschaftsgebäuden aus dem 18. und 19. Jahrhundert vorgelagert. Am östlichen Hofabschluss bemerkenswert ist eine reich geschmückte schmiedeeiserne Toranlage. Schloss Neuenhof war als Stammsitz namensgebend für das Adelsgeschlecht derer von Neuhoff und für den aus einer Pungelscheider Seitenlinie stammenden Abenteurer und einzigen König von Korsika Theodor von Neuhoff. Der Herrensitz befindet sich in Privateigentum und kann nur an der Hofseite von außen besichtigt werden. Vergleichbar repräsentative Anlagen sind im südlichen Westfalen eher selten.
Schloss Oedenthal im Grebbecketal nördlich der Stadt präsentiert sich heute im neugotischen Stil. Nach einem Brand um 1865 entstand der aktuelle Bau auf den Grundrissen seines Vorgängers. Zwei unterschiedlich hohe Gebäudeflügel mit voneinander abweichender Fassadengliederung flankieren einen massigen Turm. Seit Entfernung der ursprünglichen Eckzinnen besitzt er nur noch ein schlichtes Pyramidendach. Dem erhöht auf einem Bergvorsprung gelegenen Schloss unmittelbar benachbart ist die Oedenthaler Wassermühle, heute ein Ausflugslokal. Bedeutend ist Schloss Oedenthal nicht zuletzt wegen seiner früheren Besitzer, darunter lange Zeit die Familie von Holtzbrinck. Heinrich Wilhelm von Holtzbrinck, Regierungspräsident und preußischer Handelsminister, verbrachte hier seinen Lebensabend.
Der Platehof in Brüninghausen ist das repräsentative Anwesen einer bedeutenden örtlichen Industriellenfamilie in Form eines Herrenhauses mit Nebengebäuden. Der Name des ursprünglichen Bauherrn, Brüninghaus, ist noch an der ursprünglichen Straßenseite eingemeißelt.

#### Kirchen

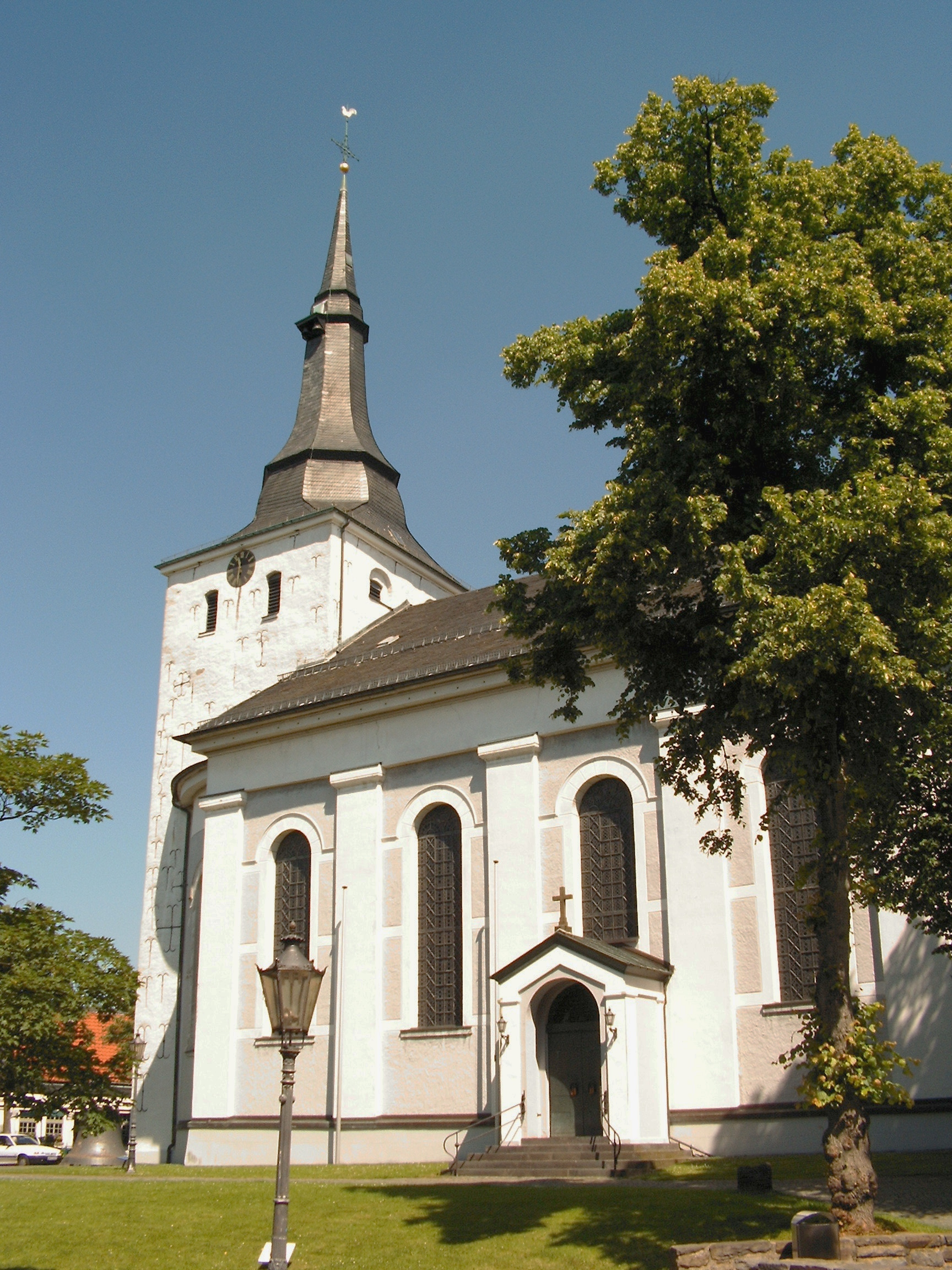
Erlöserkirche

Die Erlöserkirche ist die älteste Kirche Lüdenscheids. Eine erste urkundliche Erwähnung erfolgt 1072. Der in wesentlichen Teilen auf den romanischen Kirchenbau zurückgehende Turmschaft stellt das älteste erhaltene Bauwerk der Stadt dar. Die charakteristische, noch barock anmutende gestufte Haube erhielt er 1785. Sie prägt das Stadtbild Lüdenscheids wesentlich mit. Das spätromanische Langhaus der Kirche mit gotischem Chor wurde wegen Baufälligkeit 1822 abgetragen. Bis 1826 erfolgte der Bau des erhaltenen klassizistischen Kirchenschiffes mit seinen prägenden Rundbogenfenstern und einer Fassadengliederung durch Pilaster. Im Inneren finden sich Emporen und ein lutherischer Kanzelaltar. Seine Gestaltung, wohl durch einen Schüler von Karl Friedrich Schinkel, verweist auf die jahrhundertelange Zugehörigkeit Lüdenscheids zum Kurfürstentum Brandenburg und später zu Preußen.
Die neugotische Christuskirche wurde 1902 nach zweieinhalbjähriger Bauzeit eingeweiht. Der markante Turm ist für die Silhouette der Stadt im Westen prägend. Die Kirche ist das zweite evangelische Gotteshaus in der Innenstadt nach der Erlöserkirche und die größte im Märkischen Kreis. Im ebenfalls neugotisch geprägten Inneren mit Emporen befinden sich etwa 1200 Plätze. Seit 1986 steht das Gebäude unter Denkmalschutz.
St. Josef und Medardus ist die bedeutendste katholische Pfarrkirche Lüdenscheids. Architekt Arnold Güldenpfennig entwarf den 1882 bis 1885 errichteten historistischen Bau im Stil der norddeutschen Backsteingotik. Er ersetzte die kleine Kreuzkapelle im Bereich des heutigen Sternplatzes, welche nach ihrer Neugründung zu Beginn des 19. Jahrhunderts von der katholischen Gemeinde Lüdenscheids genutzt wurde. Zunächst besaß St. Joseph und Medardus nur einen Dachreiter. Der satteldachbekrönte Turm (54,15 m) des Architekten Robert Lamm, ebenfalls mit Architekturdetails der Backsteingotik, aber vor allem solchen des Expressionismus, entstand zwischen 1927 und 1929. Er vollendete seinerzeit neben den Türmen von Erlöserkirche und Christuskirche die Silhouette Lüdenscheids.
→ Siehe auch: Liste der Kirchen und Gotteshäuser in Lüdenscheid

#### Stadtbild und Bausubstanz

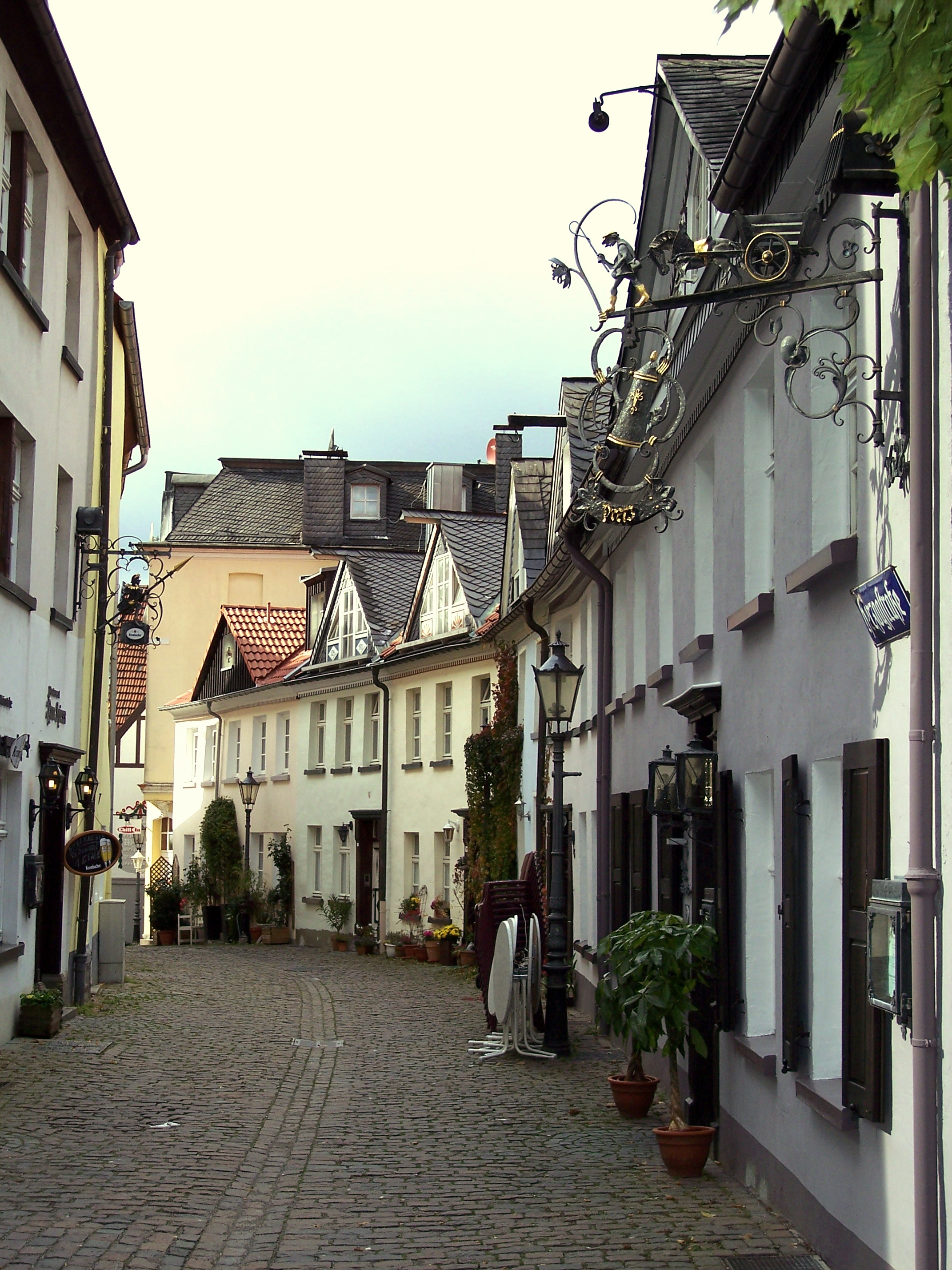
Herzogstraße in der Altstadt

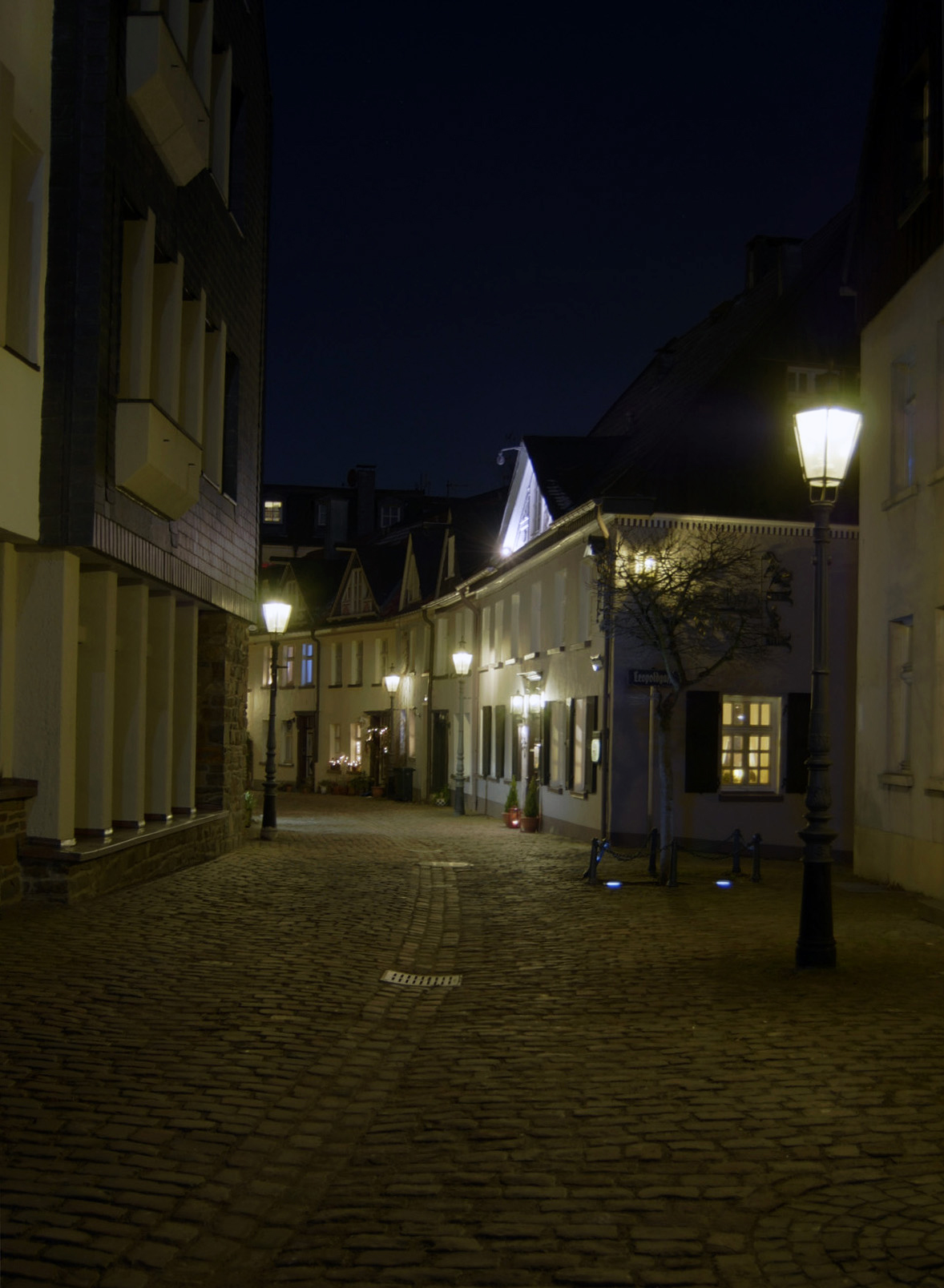
Straße in der Altstadt bei Nacht

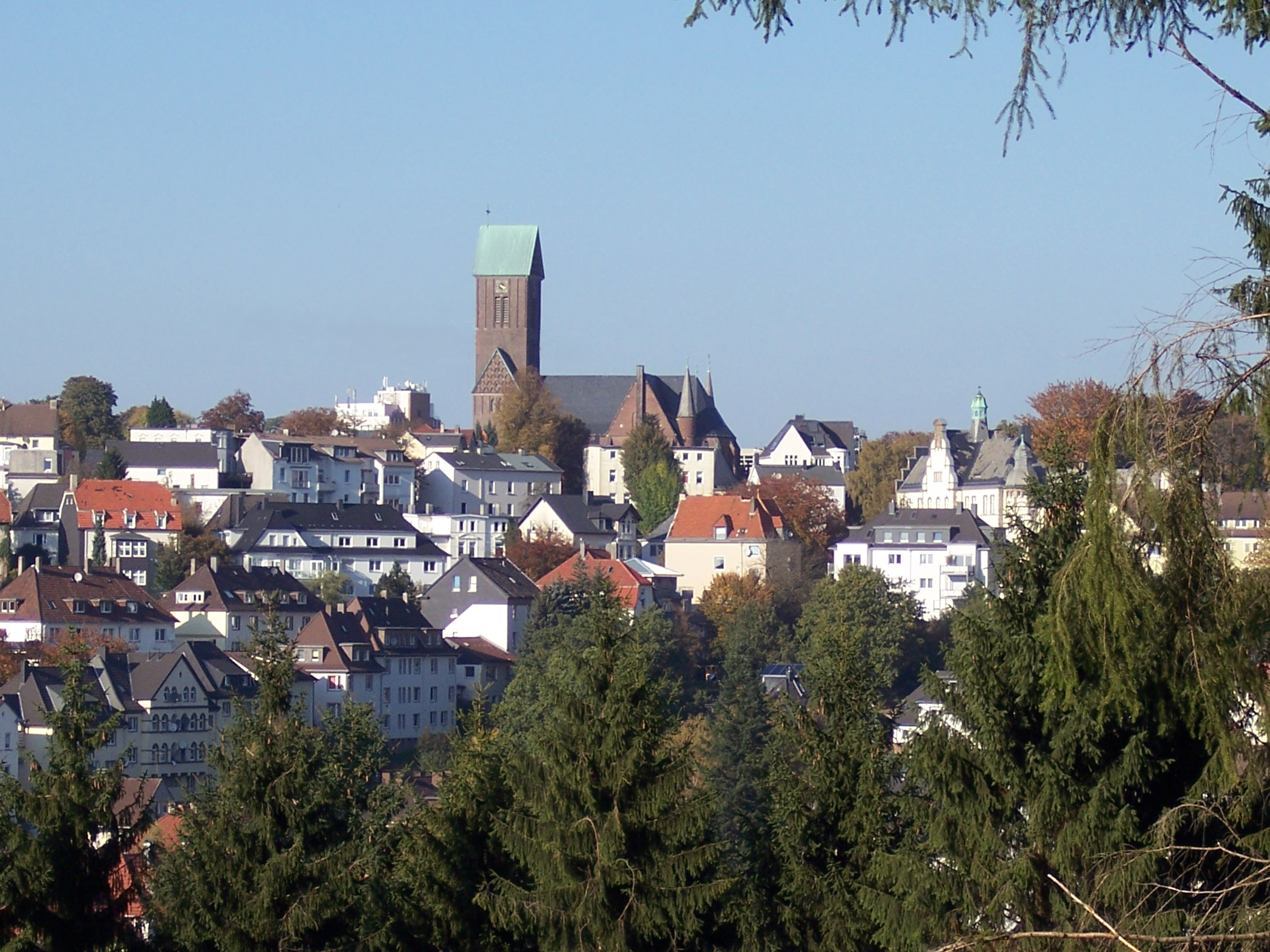
Blick von Süden in Richtung Innenstadt mit St. Joseph und Medardus und altem Amtsgericht

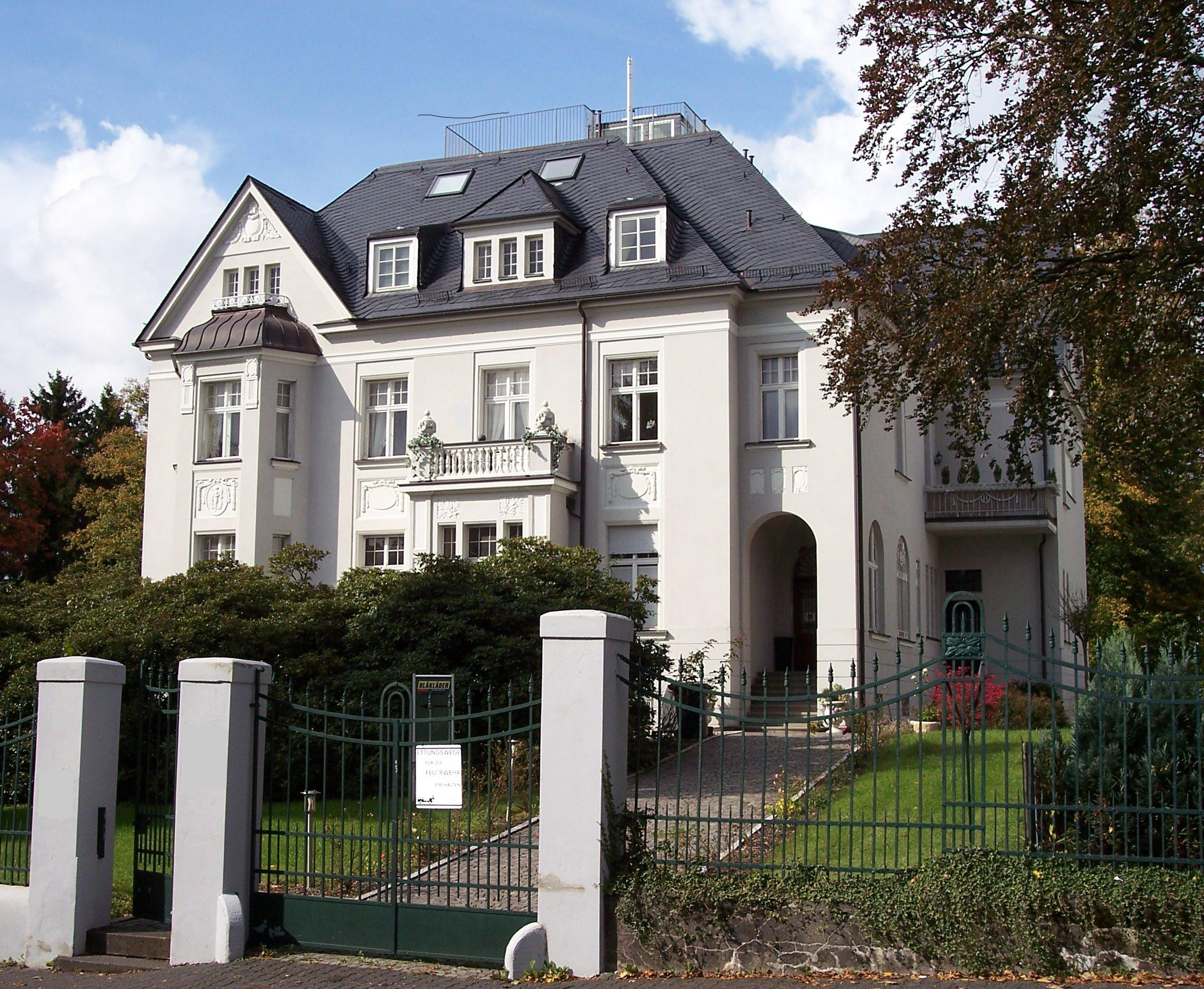
Villa Berg mit Park

Das Zentrum Lüdenscheids lässt am Grundriss der Altstadt mit ihren ringförmig die Erlöserkirche umgebenden Straßen noch deutlich den mittelalterlichen Ursprung erkennen. Bis zu Beginn des 19. Jahrhunderts hatte sich die Stadt darüber hinaus lediglich entlang der heutigen unteren Wilhelmstraße und an der Hoch- sowie der vorderen Werdohler Straße entwickelt. Abgesehen vom Turm der Erlöserkirche und einigen Gewölbekellern entstammen die ältesten Gebäude erst der Zeit nach 1723. Nach dem letzten großen Stadtbrand regelten damals allgemeinverbindliche Vorschriften den Wiederaufbau auf dem alten Straßengrundriss. Das einheitliche Erscheinungsbild der Stadt des 18. Jahrhunderts wurde durch zahlreiche Neubauten in wilhelminischer Zeit verändert. In den 1960er und 1970er Jahren war der Bestand der Altstadt durch großflächige Abrisse bedroht, welche in den Bereichen der Parkpalette und des heutigen Graf-Engelbert-Platzes auch erfolgten. Ein Sinneswandel in den 1970er Jahren führte zu einer wenn auch stellenweise leicht romantisierenden Instandsetzung der erhaltenen Bereiche. Jedoch brachte jahrelange Vernachlässigung in jüngster Zeit wiederum den Verlust eines bedeutenden Geschichtszeugnisses, des alten Pfarrhauses der Stadt an der Loher Straße.
Der letzte verbliebene Teil der mittelalterlichen Stadtmauer zwischen Ringmauer- und Corneliusstraße konnte Anfang der 1980er Jahre aus statischen Gründen nicht original erhalten werden. An seiner Stelle wurde eine neue Stützmauer mit turmartig anmutendem halbrundem Anbau errichtet und mit Bruchsteinplatten verblendet; im unteren Mauerteil wurden dafür die alten Platten genutzt. Die nur scheinbar historische Anlage soll an die einstige Befestigung erinnern.
Im Verlauf des 19. Jahrhunderts wuchs Lüdenscheid entlang den alten Ausfallstraßen und an pragmatisch der Topographie angepassten Erschließungsstraßen. Es entstand die bis heute den Charakter der Stadt bestimmende Mischung aus Mietshäusern moderater Größe, mittleren und vielen kleinen Fabriken sowie zahlreichen Villen mit Gärten und Parks. Bevorzugte Wohnlagen bildeten sich südlich des Sauerfelds, an der Humboldt- und der Liebigstraße und vor allem um die Parkstraße am Stadtpark. Schließlich wurde bis zum Ersten Weltkrieg eine Vielzahl überwiegend noch erhaltener öffentlicher Bauten errichtet, welche Lüdenscheid die baulichen Attribute eines regionalen Zentrums verliehen. Stilistisch war der Historismus dominierend. Jedoch setzten auch einige Jugendstilbauten wie das Amtshaus am Sauerfeld oder das Inselhaus an der Wilhelmstraße bis heute wichtige Akzente.
In den 1920er und 1930er Jahren entstanden in bis dahin frei gebliebenen Lagen mehrere einheitlich gehaltene Mietshauskomplexe, überwiegend mit expressionistischer Formensprache. Zwischen der Straße Am Grünewald und der Wehberger Straße wurde ein größeres Wohngebiet angelegt. Seine Struktur einschließlich zentraler angerförmiger Grünfläche und ehemaligen Gemeinschaftseinrichtungen lässt eine Verwandtschaft mit bekannten zeitgleich entstandenen Anlagen wie der Hufeisensiedlung Berlin-Britz, dem Rundling in Leipzig oder den Wiener Gemeindebauten erkennen. Gestalterische Details und Architektur der Einzelgebäude werden allerdings durch Modernisierungsmaßnahmen zunehmend überformt.
Nach dem Zweiten Weltkrieg wuchs die Bevölkerung Lüdenscheids durch zugezogene Flüchtlinge und Heimatvertriebene um etwa ein Drittel. Hierdurch und durch die seinerzeit hohe Geburtenzahl wurden zahlreiche Stadterweiterungen und neue öffentliche Gebäude erforderlich. Um die alten Bauernweiler Worth und Honsel entstanden großflächig Mietshauskomplexe, überwiegend in Zeilenbauweise, und Reihenhausanlagen. Stark erweitert wurde die Stadt etwa auch im Stadtteil Höh. Das etwas später entstandene Neubaugebiet Wehberg weist mit größeren kubischen Wohnkomplexen moderat den Charakter einer Trabantenstadt auf. In der ehemaligen Gemeinde Lüdenscheid-Land entstanden zahlreiche größere, jedoch behutsam in die Landschaft eingefügte geschlossene Siedlungen, zum Beispiel Pöppelsheim, Piepersloh, Gevelndorf oder, etwas später, Dickenberg. Bierbaum, zu Beginn der 1950er Jahre konzipiert, besitzt die städtebauliche Struktur einer Gartenstadt. In den letzten Jahren sind die Siedlungen in Stadtrandlage meist durch ausgedehnte Einfamilienhaus-Neubaugebiete mit der alten Kernstadt zusammengewachsen. Etliche moderne Großbauten und auch Hochhäuser an der Sauerfelder Straße, am Stern- und am Rathausplatz veränderten das bis in die 1960er Jahre beschauliche Stadtbild im Zentrum ebenso wie Straßenausbauten, etwa am Sauerfeld. Dennoch weist Lüdenscheid dank der unterbliebenen Kriegszerstörungen einen für Nordrhein-Westfalen weit überdurchschnittlichen Anteil an Altbausubstanz auf.

### Parks
Der Stadtpark ist ein ab 1888 auf Initiative einflussreicher Lüdenscheider angelegter Waldpark mit Freilichtbühne, kleineren gärtnerisch gestalteten Bereichen und einer Promenade, welche früher für Konzerte genutzt wurde. An der Stelle des 1970 abgerissenen „Parkhauses“, Veranstaltungsstätte und Restaurant, befindet sich heute Lüdenscheids einziges Großhotel. Um den Park herum entstand das vornehmste Villenviertel der Stadt.
Das Loher Wäldchen, ebenfalls ein kleiner Waldpark, welcher auf eine Aufforstungsaktion um 1790 zurückgeht, befindet sich seit dem städtischen Wachstum um 1900 in innerstädtischer Lage.
Der Brighouse-Park am Sauerfeld wurde nach Lüdenscheids englischer Partnerstadt benannt. Er befindet sich teils auf der Fläche eines 1818 eingeweihten evangelischen Friedhofes und wurde später nach Abriss einiger Villen um deren Parks erweitert.
Ebenfalls am Sauerfeld bildet der Stadtgarten das Umfeld des Kulturhauses. Auch diese Fläche entstand durch Abriss älterer Bausubstanz; unter anderem befanden sich hier die traditionsreichen Veranstaltungssäle „Concordia“ und „Erholung“, zwei Vorgänger des Kulturhauses.
Die bedeutendsten innerstädtischen Grünflächen sind der neue und der sogenannte alte evangelische Friedhof. Der heutige alte evangelische Friedhof wurde 1865 eröffnet, besitzt schachbrettartig angeordnete alte Alleen und zahlreiche kunsthistorisch interessante Grabmale, darunter viele wichtiger Lüdenscheider Fabrikantenfamilien, von denen das wohl bedeutendste das Mausoleum der Familie Selve ist. Der dem alten benachbarte neue evangelische Friedhof ist ein weitläufiger Parkfriedhof.

### Natur und Schutzgebiete für die Natur

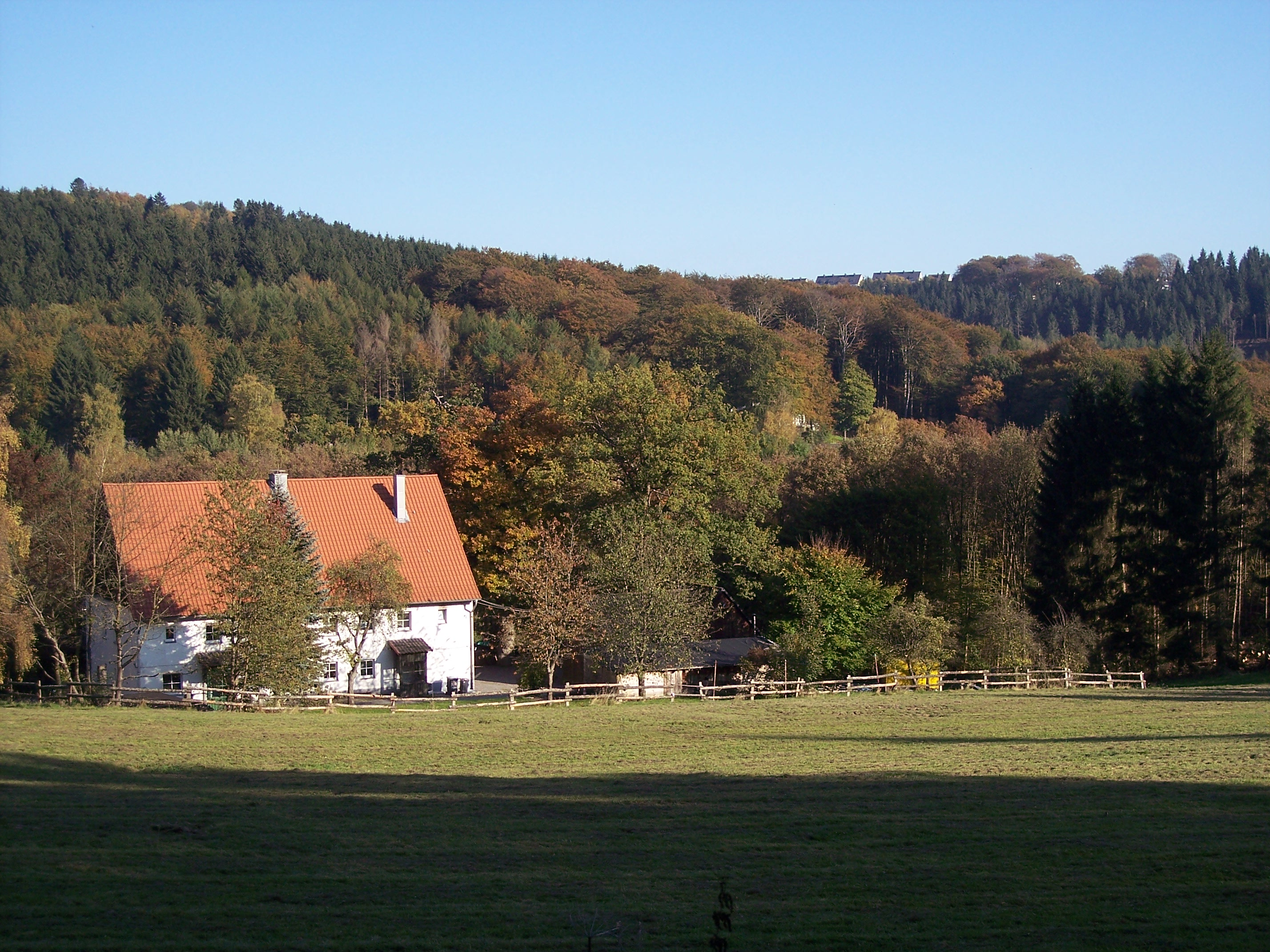
Blick über den Baukloh-Hof in Richtung Bierbaum

Der Charakter Lüdenscheids wird wesentlich von der Umgebung, einer stark gegliederten und waldreichen Mittelgebirgslandschaft geprägt. Ihr Erscheinungsbild ist zwar insbesondere im Norden und Osten durch Industrie- und Gewerbeansiedlungen gestört worden, jedoch nimmt etwa ein Drittel des Stadtgebietes im Süden noch nahezu unverändert überkommene bäuerliche Kulturlandschaft ein. Zum Beispiel im Mintenbecktal oder dem oberen Elspetal sowie ihren kleinen Nebentälern findet sich noch die typisch kleinteilige märkische Landschaft mit von Gärten und Obstgehölzen umgebenen Weilern. Das gesamte Stadtgebiet Lüdenscheids wird von einem gut gekennzeichneten Wegenetz des Sauerländischen Gebirgsvereins (SGV) durchzogen, der Lüdenscheider Rundweg umläuft hingegen das gesamte Stadtgebiet entlang der Stadtgrenze. Der Berg Homert ist mit 539 m die höchste Erhebung im Lüdenscheider Stadtgebiet. Der hier errichtete Homertturm ermöglicht einen weiten Blick über das Sauerland bis an die Grenzen des Ruhrgebietes. Die im Südosten des Stadtgebietes gelegene Versetalsperre mit einer Wasserfläche von 183 ha lädt zu Spaziergängen und Wanderungen ein. Sie wurde von 1929 bis 1952 erbaut und 1951 in Betrieb genommen. Während der Zeit des Nationalsozialismus wurden auf der Baustelle Häftlinge des Arbeitserziehungslagers Hunswinkel eingesetzt.

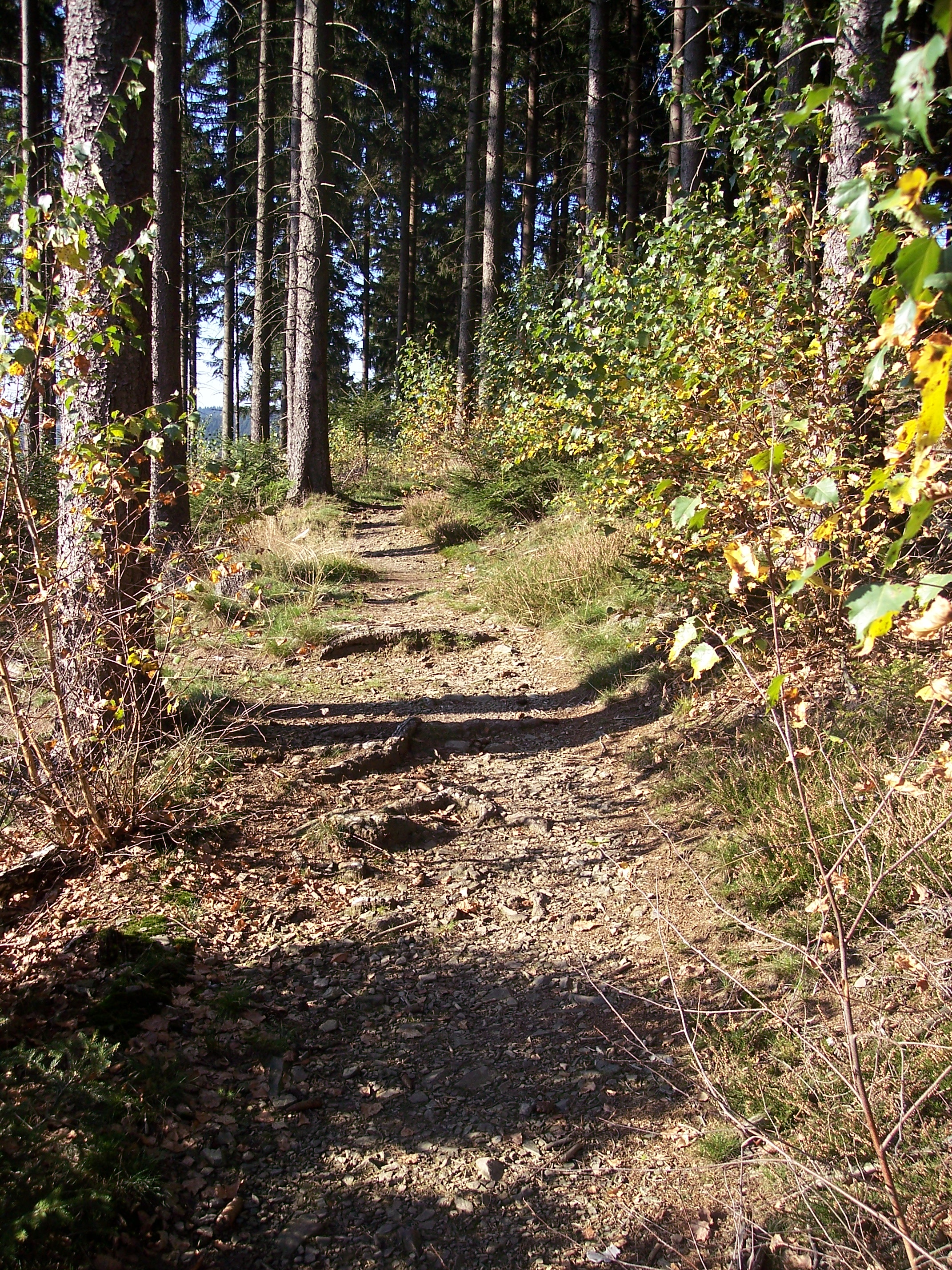
Wanderweg im Stadtwald Nurre

Das Stadtgebiet gehört zum Naturpark Sauerland-Rothaargebirge. Flächen außerhalb der bebauten Ortsteile und des Geltungsbereichs eines Bebauungsplans sind als Landschaftsschutzgebiet ausgewiesen, sofern kein höherer Schutzstatus wie beispielsweise Naturschutzgebiet (NSG) besteht. Im Stadtgebiet wurden die sechs NSG's.
Das Naturschutzgebiet Stilleking ist ein ehemaliger Truppenübungsplatz. Durch die militärische Nutzung wurde zwar die ursprüngliche Kulturlandschaft verändert; vereinzelt finden sich noch Ruinen der ursprünglichen Höfe. Jedoch wurden gleichzeitig durch die extensive Nutzung ansonsten im Naturraum Märkisches Oberland sehr selten gewordene Lebensräume bewahrt, unter anderem größere Heideflächen. Auch finden sich für den Naturraum charakteristische Buchenwaldgesellschaften und bachbegleitende Erlenbruchwälder.
Die anderen Naturschutzgebiete im Stadtgebiet sind das Naturschutzgebiet Steinbruch Arenritt mit 8,12 ha, Naturschutzgebiet Spielwigge mit 6,81 ha, Naturschutzgebiet Versetal südlich der Talsperre mit 3,77 ha, Naturschutzgebiet Mittel- und Unterlauf der Mattmecke sowie Talraum der Linnepe östlich Schloss Ödenthal mit 7,79 ha und Naturschutzgebiet Volmetal mit 5,77 ha.
Eines der bekanntesten Naturdenkmale Lüdenscheids sind die sogenannten Husareneichen unterhalb des Hofes Baukloh. Sie wurden auf den Gräbern französischer Husaren gepflanzt, welche Ende 1758 im Siebenjährigen Krieg auf Schloss Neuenhof einquartiert waren.

### Denkmäler und Brunnen

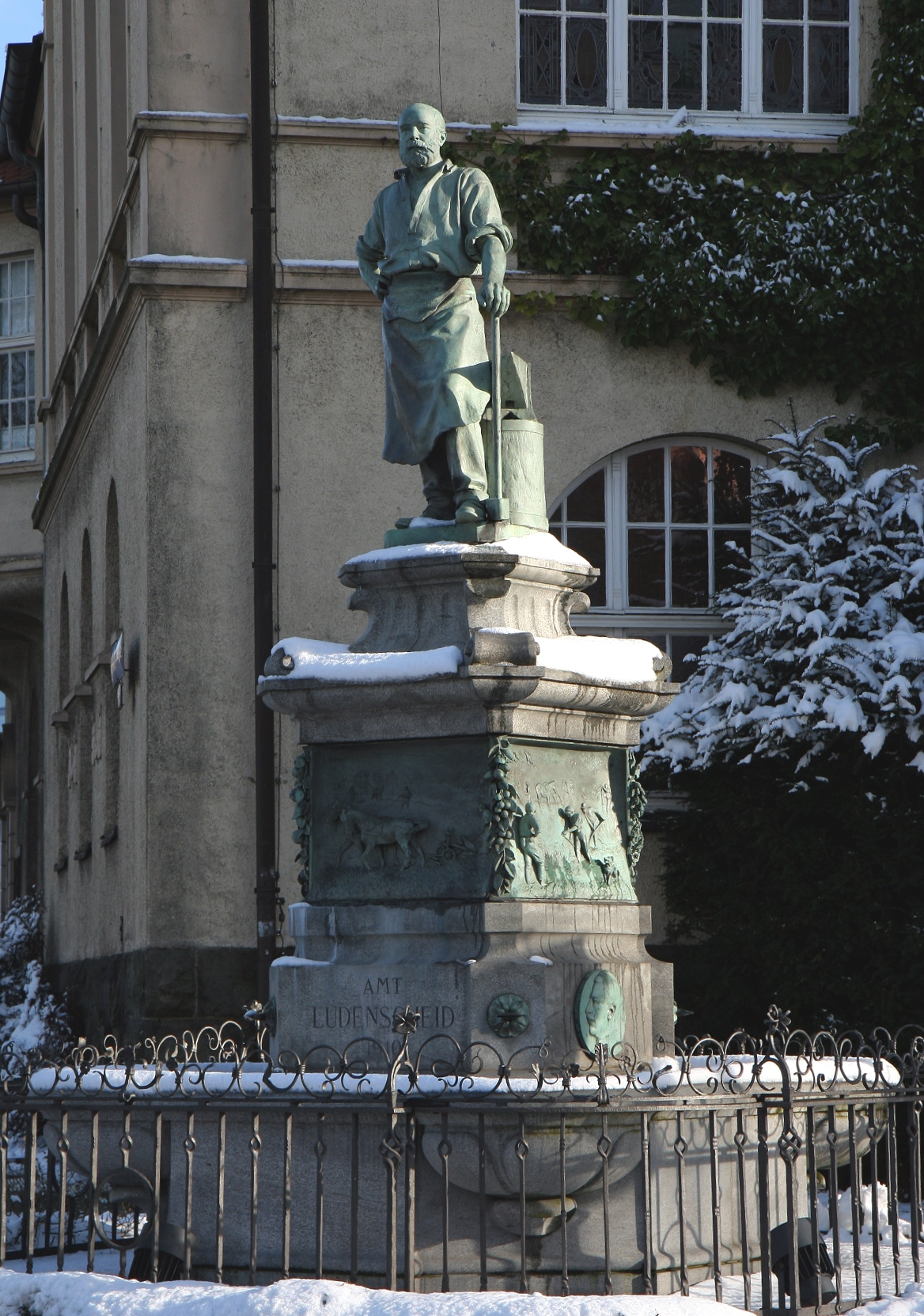
Selvebrunnen

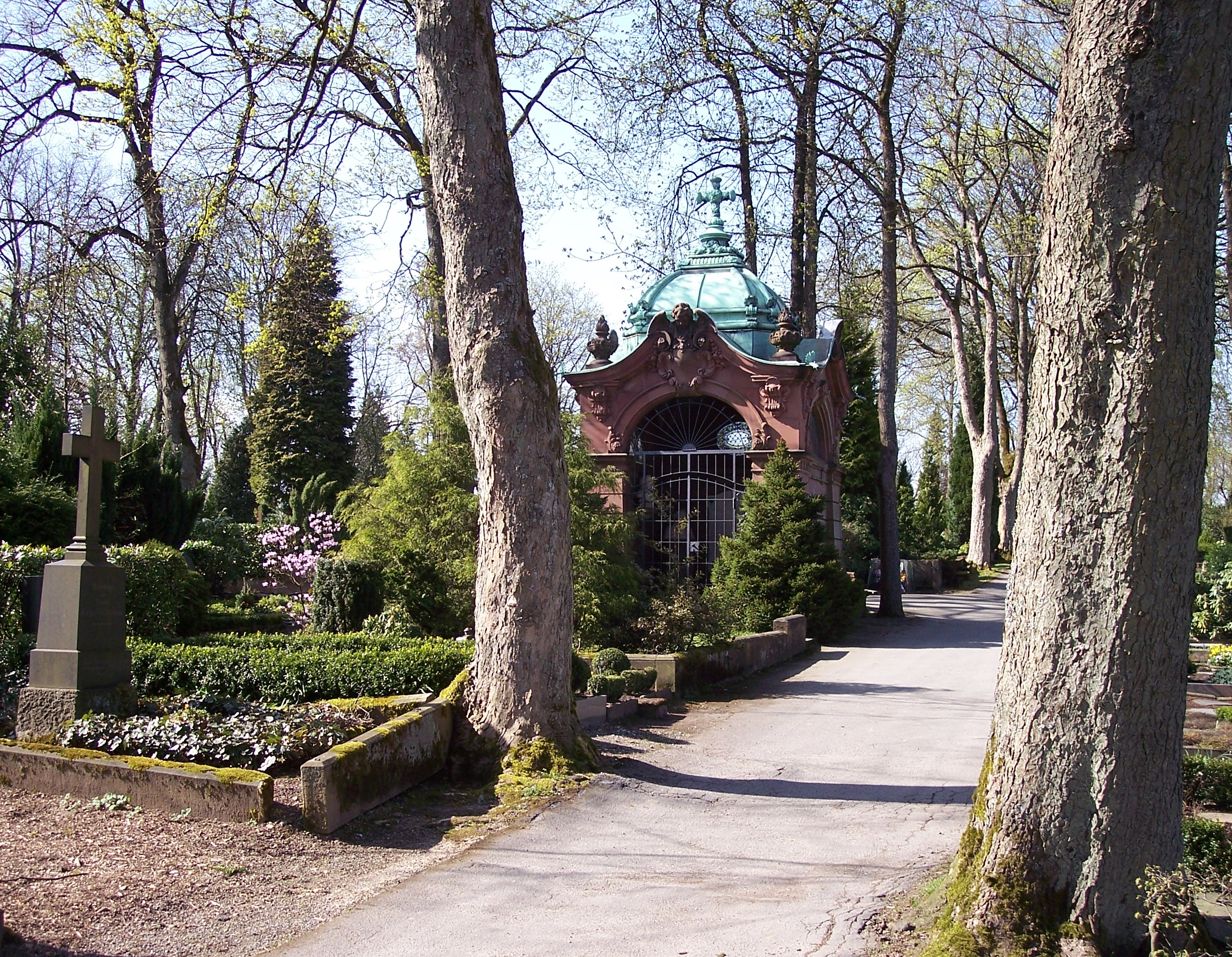
Alter evangelischer Friedhof, Mausoleum der Familie Selve

Der Selve-Brunnen von Luigi Calderini stammt aus dem Jahre 1910 und wurde von dem Industriellen Fritz Selve gestiftet. Er wird bekrönt von einer etwa lebensgroßen Bronzefigur H. D. Selves, Vater des Stifters und Gründer des Unternehmens Basse und Selve. Dargestellt ist er als Schmied mit Amboss. Der Brunnen besitzt eine neobarocke Formensprache und betont die städtebaulich wichtige Ecksituation Sauerfelder Straße / Freiherr-vom-Stein-Straße vor dem ehemaligen Amtshaus.
Onkel Willi, eine volkstümliche Bronzeplastik des Bildhauers Waldemar Wien, stellt einen idealtypischen Lüdenscheider mit seinem Hund dar. Von der zentral auf dem Sternplatz aufgestellten Figur behaupten manche Lüdenscheider, es habe ihr Onkel dafür Modell gestanden.
Ebenfalls auf dem Sternplatz befindet sich der sogenannte Neumann-Brunnen aus den späten 1970er Jahren. Auf der runden Einfassungsmauer des Bassins finden sich Reliefdarstellungen zur Stadtgeschichte.
Mit der Gestaltung des Graf-Engelbert-Platzes in der Altstadt in den 1980er Jahren wurde dort ein historisierender Brunnen (ebenfalls von K.T. Neumann) mit der Metallfigur wohl eines Herolds geschaffen. Auch befindet sich daran eine Reliefdarstellung von Graf Engelbert I. von der Mark, dem Stadtgründer Lüdenscheids.
Die hinsichtlich der künstlerischen Autorenschaft wohl bedeutendste Plastik im Lüdenscheider Freiraum nennt sich Großer Wächter. Georg Kolbe schuf die überlebensgroße Bronze 1936 als Auftragswerk für die Buckesfelder Kaserne („Flakkaserne“). Heute befindet sie sich auf der Grünfläche vor der AOK an der Knapper Straße.
Die 1902 eingeweihte Bismarcksäule an der Kaiserallee wurde 1965 abgerissen; jedoch wurde ein kleineres, noch bestehendes Denkmal für den Reichskanzler im Loher Wäldchen errichtet.
Das Ehrenmal am Stadtpark wurde bis 1935 mit der Aufstellung der überlebensgroßen Bronzeplastik eines je nach Interpretation erwachenden oder sterbenden Jünglings von dem Bildhauer Willy Meller fertiggestellt. Mit seiner an die Staatskunst des Dritten Reiches erinnernden Gestaltung sollte das Areal die Opfer des Ersten Weltkriegs ehren, später wurde es auch jenen des Zweiten Weltkriegs gewidmet. Wegen der hervorragenden Aussicht auf die Stadt von dem terrassenartig angelegten Gelände war das Ehrenmal lange ein beliebtes Ausflugsziel, auch in Verbindung mit der benachbarten, 1970 abgerissenen Restauration „Parkhaus“.
Ein Beispiel für moderne Plastiken im öffentlichen Raum sind die drei Edelmetallkuben von Ansgar Nierhoff, welche als sogenannte „Blechbüchsen“ lange Zeit auf dem Rathausplatz für öffentliche Kontroversen sorgten. Nach Jahren in einem Depot wurden sie 2013 im Stadtgarten vor dem Kulturhaus erneut aufgestellt.

### Sport

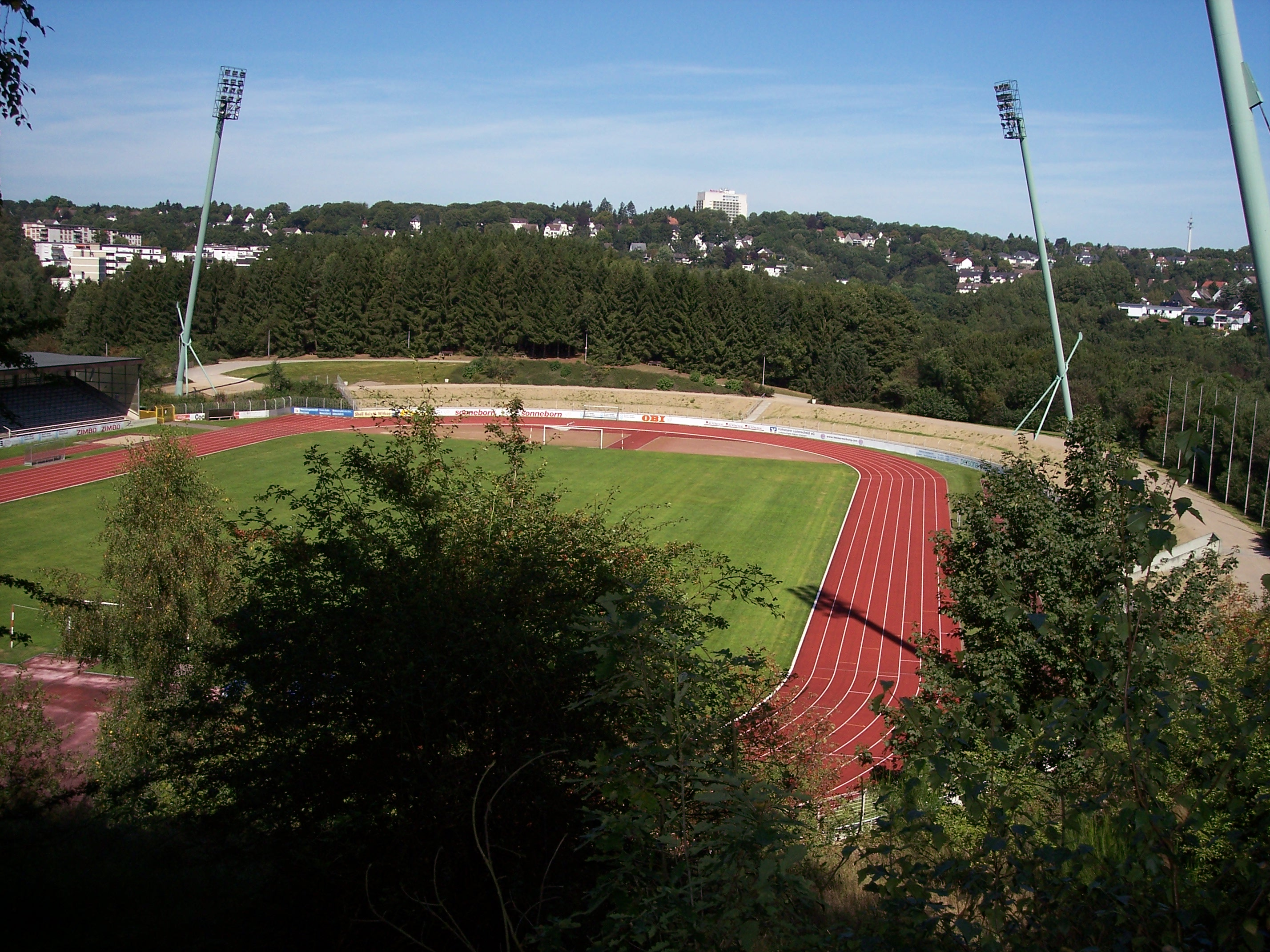
Nattenbergstadion von Süden

#### Sportvereine
Mitte 2008 waren im Stadtsportverband Lüdenscheid e. V. 64 Vereine organisiert.
Der Lüdenscheider Turnverein von 1861 ist der älteste und mit 1800 Mitgliedern der zweitgrößte Sportverein der Stadt. Innerhalb des polysportiven Vereins LTV v. 1861 sind im Bereich des Leistungssportes hervorzuheben: die Jazz-Dance 30+ Formation (Jazz1; deutscher Vizemeister 2006 DTB-Dance, mehrfacher Westfalenmeister), die Fechtabteilung (unter anderem einige Landesmeistertitel 2006–2010 im Schüler-, Jugend- und Erwachsenenbereich, Deutscher Meister, Vize-Deutscher Meister) sowie die Inline-Skater-Hockey-Abteilung (Highlander Lüdenscheid, 1. Bundesliga Nord).
Weitere große Traditionssportvereine sind der Turn- und Sportverein Jahn 1891 Lüdenscheid e. V. (erster Vorsitzender war Julius Lenzmann) oder der Turnverein Friesen Lüdenscheid von 1892.
Der MC 62 Lüdenscheid ist ein Minigolfverein, der in vergangenen Jahren bei deutschen Meisterschaften meist unter den ersten zehn Plätzen zu finden war.
Der Fußballverein Rot-Weiß Lüdenscheid ging 1971 aus einer Fusion der Sportfreunde 08 und des RSV Höh hervor. Von 1977 bis 1981 war er in der 2. Bundesliga Nord vertreten. Gespielt wird im 1972 erbauten Stadion Nattenberg im Südwesten der Stadt.
Der Turnverein TuRa „Frisch Auf“ Eggenscheid e. V. wurde am 15. Januar 1911 als Arbeitersportverein gegründet. Die Mitgliederzahl des Gesamtvereins beträgt derzeit rund 800 Mitglieder.
Der Fußballverein Hellas Lüdenscheid wurde im Jahre 1965 von den Griechen Emmanuel Lagoudakis und Panagiotis Avtzis gegründet und zählt heute zu den ältesten griechischen Fußballvereinen in Deutschland.
Die Lateinformation TSG Lüdenscheid wurde im Jahr 1995 gegründet. Das A-Team der TSG stieg 2005 in die 2. Bundesliga und 2007 als erste Lüdenscheider Lateinformation in die 1. Bundesliga auf. Mittlerweile hat sich die Formation aufgelöst.
Die Wasserfreunde Lüdenscheid sind 1971 aus der Fusion des Lüdenscheider Schwimmvereins 1901 und des SV Neptun Lüdenscheid (gegründet 1908) entstanden. Neben dem Schwimmen ist ein weiterer Schwerpunkt des Vereins der Wasserball. Trainiert wird im Frei- und Hallenbad am Nattenberg.

#### Inklusion
2021 bewarb sich die Stadt als Host Town für die Gestaltung eines viertägigen Programms für eine internationale Delegation der Special Olympics World Summer Games 2023 in Berlin. 2022 wurde sie als Gastgeberin für Special Olympics Mexiko ausgewählt. Die Delegation bestand aus 43 Personen. Damit wurde die Stadt Teil des größten kommunalen Inklusionsprojekts in der Geschichte der Bundesrepublik mit mehr als 200 Host Towns.

### Regelmäßige Veranstaltungen

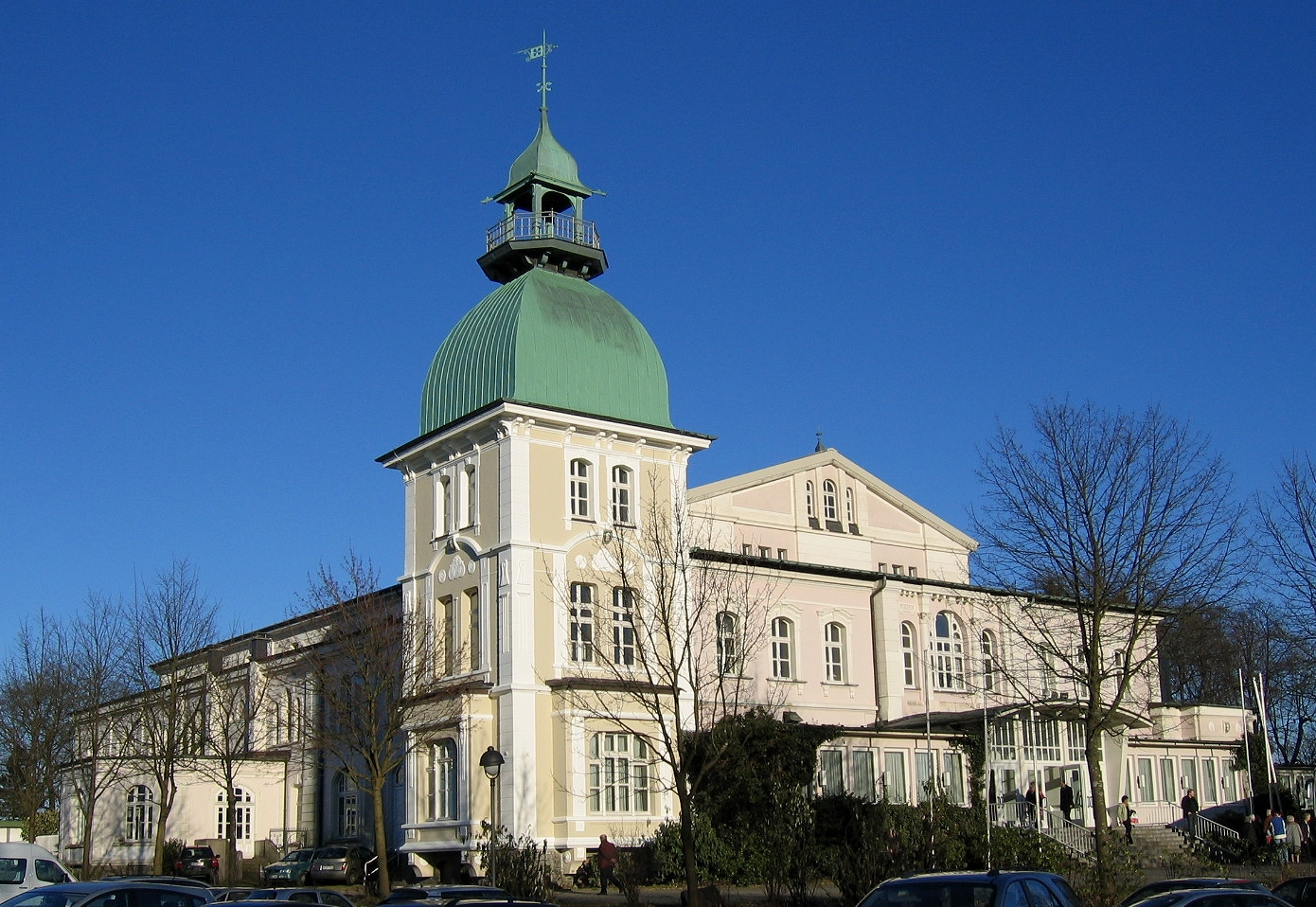
„Neue Schützenhalle“

- Lichtrouten Lüdenscheid – Internationales Forum für Licht in Kunst und Design, eine Lichtkunst- und Lichtdesign-Ausstellung, die regelmäßig im öffentlichen Raum von Lüdenscheid stattfindet[85]
- „Lüdenscheider Gespräche“ des Instituts für Geschichte und Biografie der Fernuniversität Hagen[86]
- Weihnachts- und Adventsmärkte auf dem Sternplatz und am Schloss Neuenhof[87]
- „Lüdenscheider Umweltmarkt“ (einmal jährlich)
- „Nachtflug“ (Bands spielen in verschiedenen Bars und Lokalen)
- Firmenlauf: Mitarbeiter von Unternehmen im Märkischen Kreis können an dem jährlich seit 2003 stattfindenden AOK-Firmenlauf teilnehmen.
- Schützenfeste: Jedes Jahr an zehn Tagen im Mai findet auf der Hohen Steinert ein Bürgerschützenfest mit großer Kirmes, veranstaltet durch den Bürger-Schützen-Verein e. V. Lüdenscheid, statt. Am zweiten Wochenende im August folgt das Schützenfest der Lüdenscheider Schützengesellschaft 1506 e. V. am Schützenplatz Loh. 2006 feierte man das Jubiläums-Schützenfest 500 Jahre Lüdenscheider Schützengesellschaft. Das Schützenfest der LSG findet jedoch aus finanziellen Gründen nicht mehr regelmäßig statt.
- Stadtfest: Das Stadtfest Lüdenscheid findet seit 1976 jährlich am zweiten Septemberwochenende statt.

### Kulinarische Spezialitäten

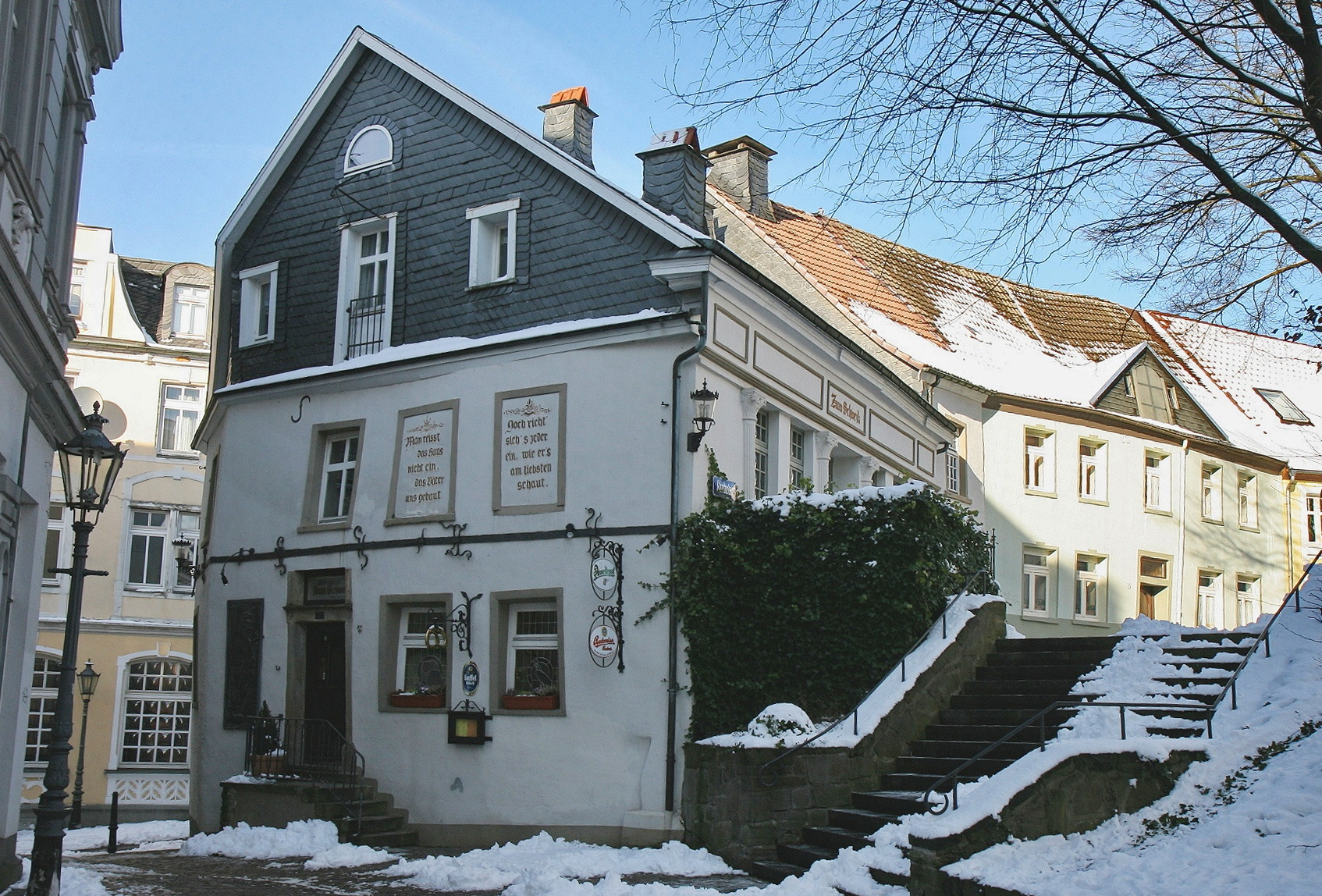
Altstadtgaststätte
„Zum Schwejk“

Die Potthucke ist ein typisches Kartoffelgericht aus dem Sauerland, wörtlich bedeutet es: „das was im Topf hockt“. Sie ist ein mit Mettwurststückchen gefüllter Kartoffelauflauf und wird gern in geselliger Runde mit Schwarzbrot gegessen. Zu dem deftigen Gericht wird oftmals Pils als Getränk serviert.
Ein Krüstchen (umgangssprachlich für Brotkante) ist ein kleines Gericht, das in der Regel mindestens aus einem mit einem Spiegelei überbackenen kleinen Schnitzel auf einer Scheibe Roggenbrot oder Toastbrot besteht.

### Mundart, Plattdeutsch
Bis Ende des 19. Jahrhunderts war in Lüdenscheid Niederdeutsch als Umgangssprache weit verbreitet. Das Lüdenscheider oder Lünscher Platt ist eine Variante des Sauerländer Platt mit spezifischer Aussprache und ausgeprägtem eigenen Wortschatz. Durch die seit der Industrialisierung kontinuierlich bedeutende Zuwanderung wurde das lokale Niederdeutsch fortschreitend zurückgedrängt und besaß spätestens Mitte des 20. Jahrhunderts als Alltagssprache keine Bedeutung mehr. Zudem gab es kaum Anstrengungen von städtischer oder schulischer Seite, diese Entwicklung aufzuhalten. Zwar existieren Veröffentlichungen in Lüdenscheider Platt und bestand lange ein Verein (Plattdütsche Frönne) zur Pflege der lokalen Mundart, jedoch ist ihr Ende als lebende Sprache vermutlich nicht mehr aufzuhalten. In der gegenwärtigen Umgangssprache sind noch einzelne Vokabeln bekannt (zum Beispiel Pööle = Butterbrote, plästern = stark regnen oder Buxe = Hose). Auch ist Platt in zahlreichen Orts- und Flurnamen gegenwärtig (Mintenbecke = Minzenbach, Woeste = Wüstung oder Drögen Pütt = Trockener Brunnen). Die Versicherungsfrage woll (wie nicht wahr, gell usw.) ist noch allgemein üblich, seltener jedoch bereits die Verneinungsform wonnich. Kaum noch zu hören ist die einst als vornehm geltende Variante mit gedehntem o (wohl?).

## Wirtschaft und Infrastruktur

### Wirtschaft

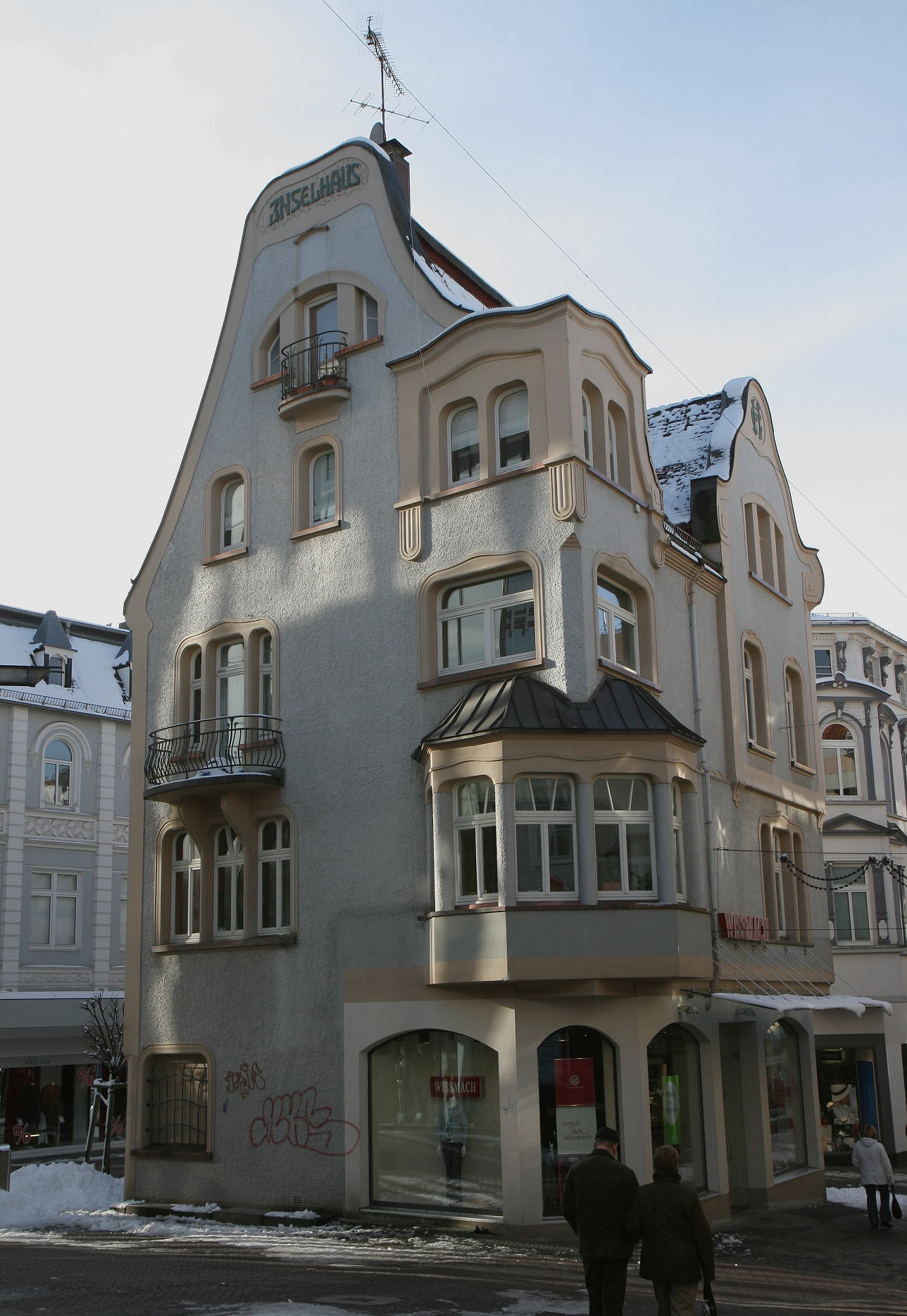
„Inselhaus“: Denkmalgeschütztes Wohn- und Geschäftshaus

Im Mittelalter wurde in Lüdenscheid Osemund produziert. Während ab diesem Zeitalter die Eisenerzvorkommen im Sieger- und Sauerland in den umliegenden Tälern mit ihrer Wasserkraft die Errichtung von Hammerwerken und Drahtziehereien begünstigt haben, wurde in Lüdenscheid das aus dem Erz gewonnene Metall in kleinen handwerklichen Schmieden weiter verarbeitet. Die weite Verbreitung seiner Produkte legte den Beitritt Lüdenscheids zur Hanse nahe. Die Schmieden bedeuteten aber nicht nur eine wichtige Einkommensquelle für die Stadt, sondern waren auch eine Gefahr für das Gemeinwesen. Nach dem fünften Stadtbrand vom 12. Juni 1681 wurden sie aus der Stadt und vor ihre Mauern verwiesen. 1735, acht Jahre nach dem sechsten Stadtbrand, wurden neun Kleinschmieden gezählt, im Jahre 1788 175 Schmiede. Schmidt ist auch heute noch der häufigste Nachname in Lüdenscheid.
Ende des 18. Jahrhunderts ermöglichten seinerzeit innovative Techniken der Metallumformung, wie Stanzen, Prägen oder Drehen, neue Produktionsweisen; in Lüdenscheid spezialisierten sich zahlreiche Betriebe auf die Herstellung von Knöpfen und Schnallen.
Im 20. Jahrhundert ging die Kleineisenindustrie nahtlos in die Kunststoffverarbeitung über, zunächst mit Bakelit, später dann von thermoplastischen Kunststoffen, die durch Spritzguss in Formen gebracht werden.
Der Werkzeugmacher, sowohl auf dem Gebiet der Metall-, als auch der Kunststoffverarbeitung, der die Stanz- oder Prägewerkzeuge, die Spritzgussformen und -werkzeuge herstellt, wurde zu einem der am stärksten verbreiteten Lehrberufe der Stadt, und eine eigene Industrie der Herstellung von Spritzgussformen entstand.
1988 wurde von damals 30 Firmen und der Stadt Lüdenscheid das Kunststoff-Institut Lüdenscheid gegründet, das vor allem der mittelständischen Wirtschaft mit Beratung und Forschung beiseite stehen soll und als angegliederte Einrichtung mit der Fachhochschule Südwestfalen verbunden ist.
Für das Gebiet der Metallindustrie wurde das Institut für Umformtechnik (IFU) gegründet, das ebenfalls der Fachhochschule Südwestfalen angegliedert ist. Beide Institute sind im Entwicklungs- und GründerCentrum Lüdenscheid angesiedelt.
Von etwa 1885 bis zum Ende des Zweiten Weltkrieges spielte die Herstellung von Knöpfen, Schnallen und Orden eine wichtige Rolle; Uniformknöpfe wurden für das Militär und andere Gruppierungen in der ganzen Welt hergestellt. Die dies dokumentierende Knopfsammlung bildet seit Jahrzehnten eine eigene Abteilung im Stadtmuseum.
Die Herstellung von Teilen und Zubehör für die Elektro- und Autoindustrie (P. C. Turck, Busch-Jaeger, Kostal, Matsushita – ehemals Vossloh, Gerhardi) spielt heute eine große Rolle, aber auch das Pressen von Aluminium- und Messingprofilen oder Aluminiumfolien (Hueck) sowie die Herstellung von Spezialstahlteilen (Platestahl in Brüninghausen). Einige Firmen, wie zum Beispiel ERCO, haben sich zum Systemanbieter auf ihrem Gebiet entwickelt.
Bedeutung besitzt Lüdenscheid nicht zuletzt als Einzelhandelsstandort. Im Zentrum befinden sich mehrere, teils als Fußgängerzone ausgewiesene Geschäftsstraßen, zwei größere Ladenpassagen und die Hauptstelle der Sparkasse Lüdenscheid.

#### Ansässige Unternehmen (Auswahl)

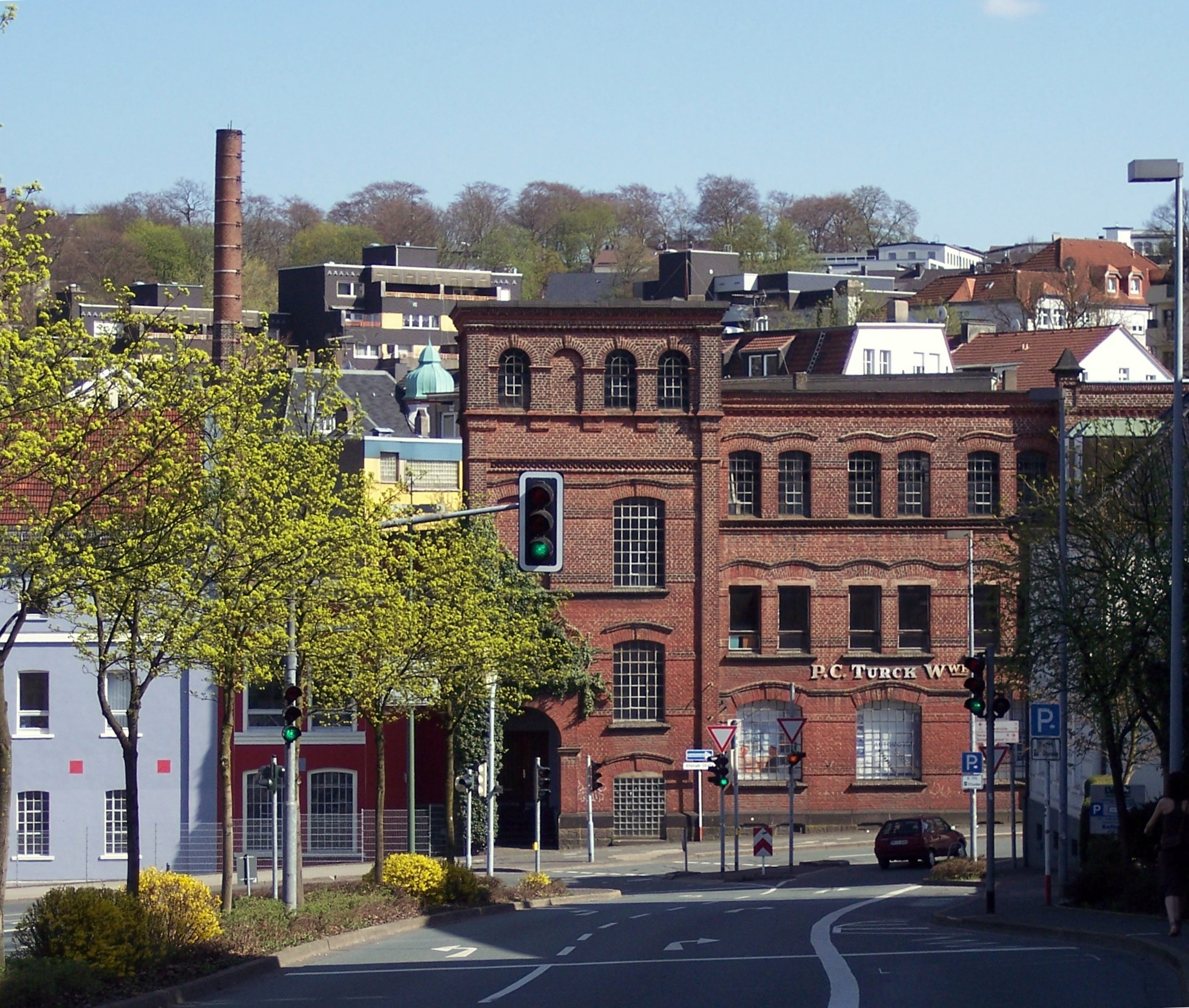
Klassische Industriearchitektur (P. C. Turck) im Stadtzentrum

Unternehmen, die beispielhaft für Industriegeschichte und Industriestruktur der Stadt Lüdenscheid stehen:
P. C. Turck ist eines der ältesten Unternehmen der Stadt: Gegründet 1791 als Metallknopffabrik P.C. Turck ist es heute schwerpunktmäßig ein Zulieferer der Autoindustrie, entwickelt und fertigt Komponenten für Kugelgelenke, Lenksysteme, Stoßdämpfer und die Fensterhebetechnik. Der Betrieb ist mit der Fertigung von Klipsen für Hosenträger seinen Ursprüngen in der textilen Verbindungstechnik treu geblieben. Das Unternehmen firmierte jahrzehntelang als P.C. Turck Wwe.
Das Märkische Federnwerk (MFW) reiht sich ein in eine Riege von metallverarbeitenden Unternehmen der Region. Seit 1984 gehört MFW zur brandgroup und fertigt spezielle Industriefedern, welche in viele verschiedene Branchen geliefert werden. Ein Beispiel ist die Automobilindustrie mit den unterschiedlichsten Einsatzgebieten, u. a. für Sitzsysteme, die Pedalerie, Bremsen und Sicherheitssystemen. Weitere Branchen sind die Hausgeräte-, Agrar-, Bau- und Möbelindustrie, Anwendungen für den Schienenverkehr aus dem Maschinenbau, sowie Armaturen und Ventile.
Gerhardi Alutechnik ist seit der Firmengründung (als Gerhardi, bzw. später Gerhardi & Co/Cie) im Jahr 1796 im Zentrum Lüdenscheids ansässig. Mit zirka 1200 Mitarbeitern fertigt Gerhardi heute an den zwei Standorten Lüdenscheid und Ibbenbüren für die Automobilindustrie. Das ursprüngliche Unternehmen wurde aufgeteilt in Gerhardi Kunststofftechnik GmbH (Zulieferer für die Autoindustrie) und Gerhardi Alutechnik sowie Lydall Gerhardi. Der Gründungsstandort am Loh gehört der Gerhardi Kunststofftechnik und gilt bis heute als Hauptsitz. Gerhardi Alutechnik hat Produktionsstätten am Freisenberg in Lüdenscheid; Lydall Gerhardi ist in Meinerzhagen vertreten.
Die heutige Eduard Hueck GmbH & Co. KG, 1812 als „Fabrik in diversen Knöpfen und Handlung in Eisen-, Stahl- und Messingwaren“ gegründet, ist heute Produzent und Anbieter von Aluminiumprofil-Systemen und Aluminiumprofilen. Mit über 600 Mitarbeitern ist sie einer der größten Arbeitgeber in Lüdenscheid.
Die Julius vom Hofe GmbH & Co KG stellt als 1863 gegründetes Traditionsunternehmen mit 100 Mitarbeitern Stahlregale für Archiv, Werkstatt und Lager her.
Die Geschichte der Busch-Jaeger Elektro GmbH geht bis auf das Jahr 1879 zurück; sie gehört seit 1969 zur ABB-Gruppe. Das Unternehmen für Elektro- und Installationstechnik exportiert in über 60 Länder weltweit.
Die 1889 gegründete kleine Firma Steinhauer & Lück setzt die Lüdenscheider Tradition der Herstellung von Orden und Ehrenzeichen fort. Einer ihrer Kunden ist das deutsche Bundespräsidialamt, für das sie als einziger Produzent die Verdienstorden der Bundesrepublik Deutschland liefert. Des Weiteren fertigen die 40 Arbeiter, zum Teil in Handarbeit, Abzeichen für Sport-, Jagd- und Karnevalsvereine und andere Organisationen sowie Werbeartikel.
Die 1912 gegründete Leopold Kostal GmbH & Co. KG beschäftigt in Lüdenscheid über 2.000 Mitarbeiter und weltweit über 10.000. Damit ist sie das größte Unternehmen der Kreisstadt. Kostal entwickelt und produziert mechatronische Produkte für die Automobil-Industrie.
Die Wilhelm Schröder GmbH & Co. wurde 1912 gegründet und ist der weltweit größte Hersteller für Modell-Dampfmaschinen. Sie werden unter dem Markenzeichen Wilesco vertrieben.

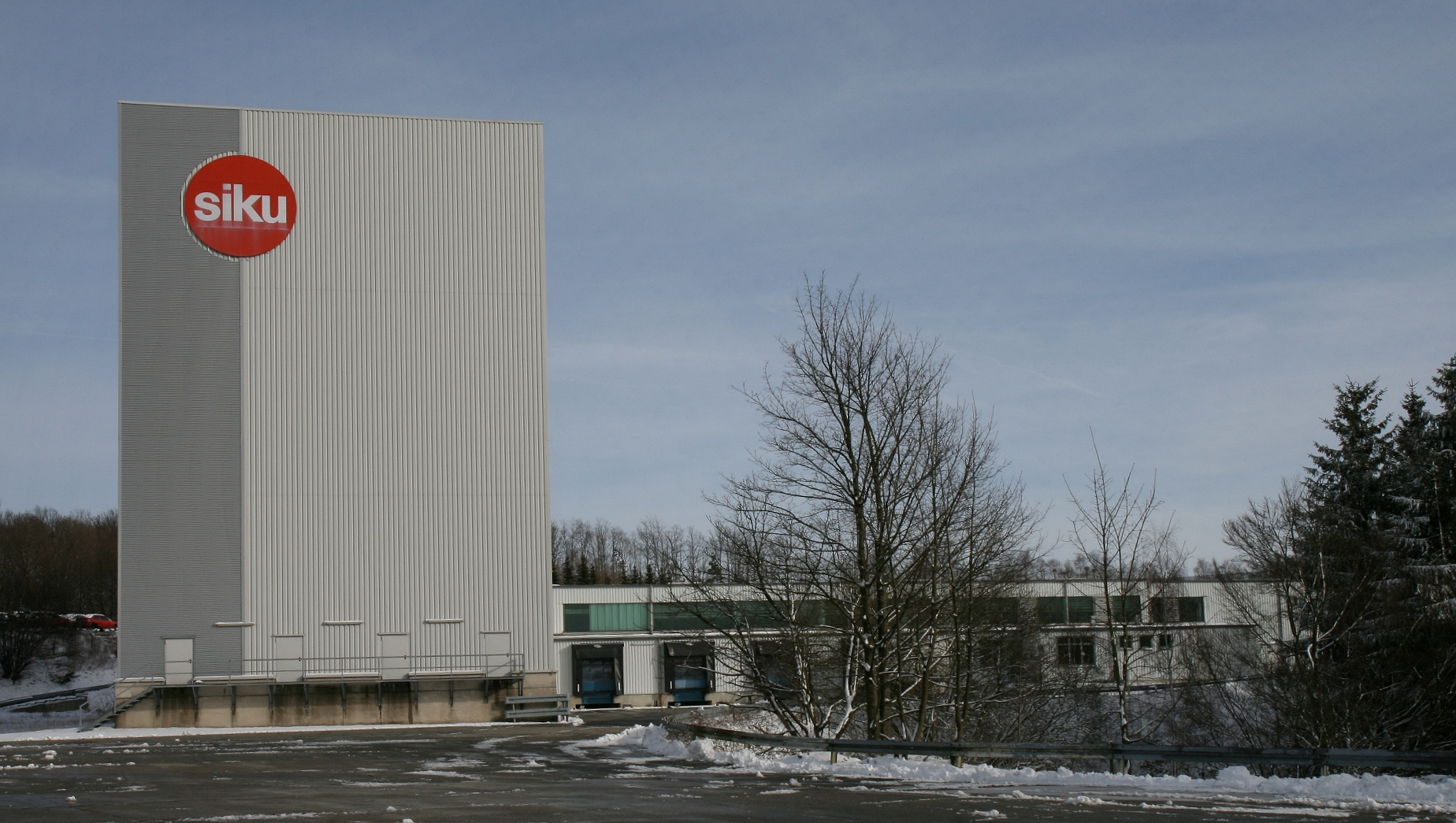
SIKU-Werk

Die Sieper Lüdenscheid GmbH & Co. KG geht auf eine Gründung im Jahre 1921 zurück und ist ein Hersteller für Spielzeugminiaturen aus Plastik und Metall (meist Fahrzeuge). Die weltweit bekannte Marke SIKU wird von Sieper produziert. Scherzhaft wird SIKU in Lüdenscheid als Europas größter Autohersteller bezeichnet.
Die ERCO-Leuchten GmbH ist mit Gründungsjahr 1934 ein relativ junges Unternehmen. Am hiesigen Standort beschäftigt ERCO etwa 800 Mitarbeiter.
Die Insta Elektro GmbH entwickelt und produziert LED-Produkte und gehört neben dem bereits erwähnten Unternehmen Busch-Jaeger zu den größten Produzenten für Produkte des EIB. Von den insgesamt 600 in Lüdenscheid beschäftigten Mitarbeitern sind etwa 80 Entwickler.
Die Temposonics GmbH & Co. KG entwickelt, produziert und vertreibt in Lüdenscheid seit über 30 Jahren magnetostriktive Positions- und Füllstandsensoren für die verschiedensten Anwendungsbereiche. Die Muttergesellschaft Amphenol Corp. beschäftigt weltweit über 91000 Mitarbeiter.
Die Schrauben Betzer GmbH & Co. KG ist Produzent von Kaltformteilen und Spezialschrauben, meist für die Automobil- und Elektroindustrie. Mit zirka 65 Mitarbeitern ist sie ein typisches Unternehmen in Lüdenscheid, das traditionell Draht verarbeitet.

#### Erweiterungsflächen für die Forschung und Wirtschaft
In den letzten Jahren stellte die Stadt Lüdenscheid insbesondere in fünf verschiedenen Stadtbereichen freie Gewerbe- und Industrieflächen für die Wirtschaft zur Verfügung:
1. Gewerbegebiet in Heedfeld-Süd (zusammen mit der benachbarten Gemeinde Schalksmühle)[89]
2. Gewerbegebiet in Zum Timberg[90]
3. Gewerbegebiet in Wibschla[91]
4. Gewerbegebiet in Rosmart (zusammen mit den benachbarten Städten Altena und Werdohl)[92]
5. Gewerbegebiet am Bahnhof Lüdenscheid[93]

Die Entwicklung der Flächen verlief in den letzten Jahren recht unterschiedlich. Während die freien Areale von Heedfeld-Süd und Wibschla in wenigen Jahren sehr gut an Firmen vermarktet werden konnten, blieben in den Gebieten Zum Timberg und Rosmart viele Flächen bisher unbelegt, da auch die allgemeine Nachfrage nach größeren Gewerbe- und Industrieflächen in den letzten Jahren insgesamt eher zurückging. Vielfach wurden deshalb auch erst einmal Baulücken in bestehenden Gewerbe- und Industriegebieten geschlossen, wie zum Beispiel am Buckesfeld, am Freisenberg oder an der Nottebohmstraße.
Am Bahnhof Lüdenscheid sind ebenfalls bereits viele Flächen an verschiedene Investoren vergeben worden, u. a. an die Fachhochschule Südwestfalen und an das Deutsche Institut für angewandte Lichttechnik (DIAL). Auch die Errichtung eines Business- und Tagungshotel mit etwa 100 Betten ist im Moment auf dem Gelände im Gespräch. Lt. der Stadt Lüdenscheid sei das Ziel auf diesem Gelände von Anfang an vor allem gewesen, ein hochwertiges Gewerbegebiet zu schaffen, das von der Konzeption der angesiedelten Institutionen zum benachbarten Entwicklungs- und Gründer-Centrum (EGC) passt.

### Verkehr

#### Straßenverkehr

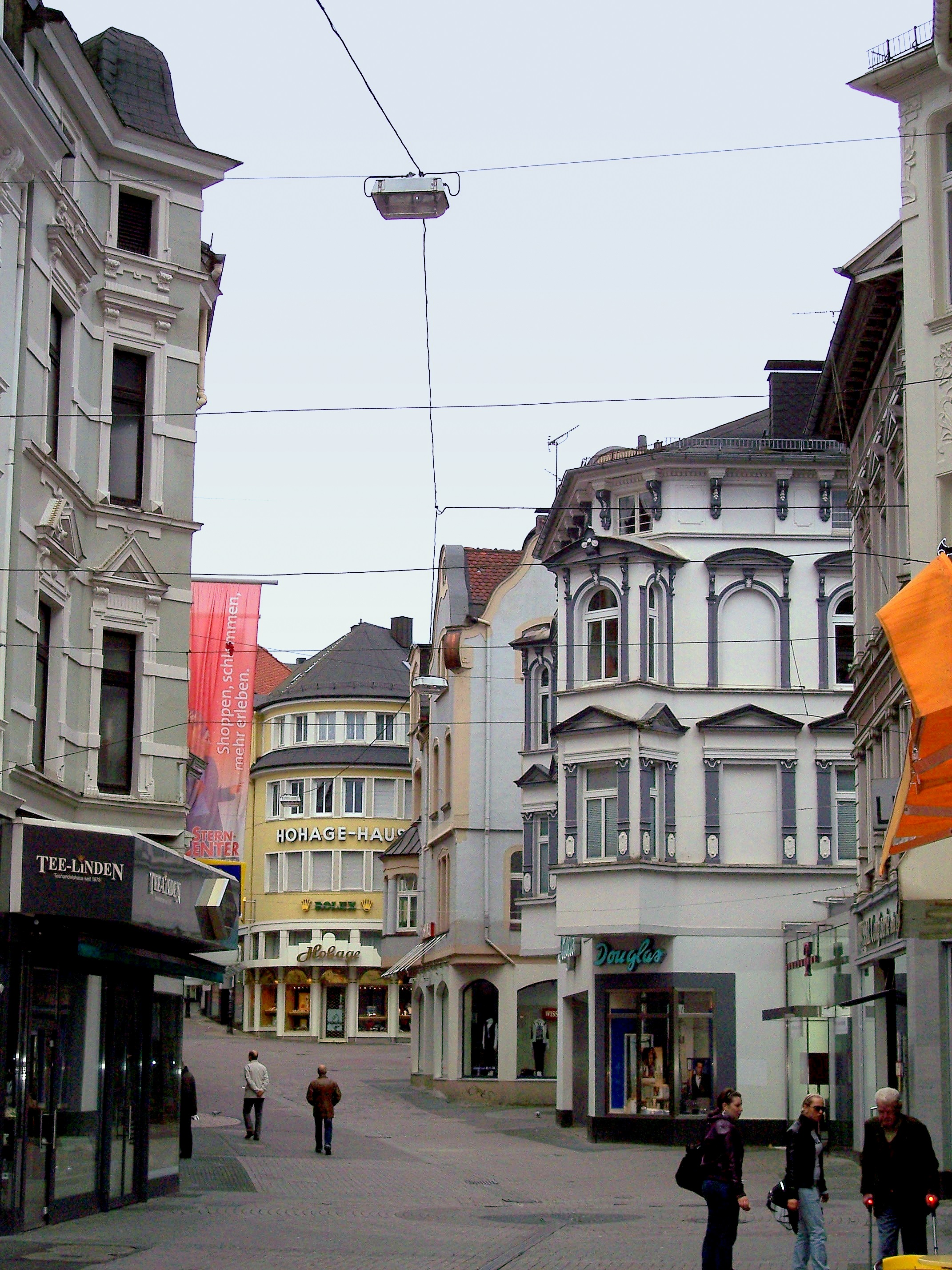
Fußgängerzone Wilhelmstraße

Lüdenscheid ist durch drei Anschlussstellen an die Bundesautobahn A 45 (Dortmund–Aschaffenburg) und mit der B 54 sowie B 229 an das deutsche Fernstraßennetz angebunden. Die Autobahn führt im Osten im Halbkreis um die Stadt herum. Die B 54 leitet den Verkehr westlich durch das Volmetal und den Vorort Brügge. Die B 229 verläuft durch die Täler östlich und südlich im Bogen um die Innenstadt. In den 1980er Jahren wurde die Nordtangente gebaut, welche im Bereich des Kreishauses einen kreuzungsfreien Verknüpfungspunkt mit der Heedfelder Straße besitzt. In Verbindung mit der Lösenbacher Landstraße, der Rahmedestraße, der Lennestraße und der Werdohler Landstraße (im Lüdenscheider Stadtgebiet) sowie der B 54 und B 229 entstand damit eine weitläufige ringförmige Umgehungsmöglichkeit der Kernstadt.
Das Straßen- und Wegenetz in Lüdenscheid besteht aus 13,9 km Bundesautobahn, 20,3 km Bundesstraßen, 62,4 km Landstraßen, 265,2 km Gemeindestraßen und 220 km Wanderwegen.
Die Hauptgeschäftsstraße Wilhelmstraße, die obere Altenaer Straße sowie der Rathaus- und der Sternplatz sind seit Jahrzehnten Fußgängerzone. Auch die Altstadt ist heute großteils für den Verkehr gesperrt; nur wenige der engen Gassen sind für PKW freigegeben. Der Durchgangsverkehr wird durch zwei Tunnel (Rathaus- und Oberstadt-Tunnel) geleitet.
Aufgrund des Mangels an Stellplätzen hat der Landesbetrieb Straßenbau NRW im Jahr 2013 die Parkplätze Schwiendahl und Brenscheid im Stadtgebiet von Lüdenscheid sowie zwei weitere Parkplätze außerhalb des Lüdenscheider Stadtgebietes an der A 45 erweitert. Die Kapazität der Rastanlage Schwiendahl soll von heute 8 auf mehr als 20 Lastwagenplätze erweitert werden; der gegenüberliegende Parkplatz Brenscheid soll von derzeit 14 auf bis zu 26 Lkw-Stellplätze wachsen. Außerdem sollen entlang einer Fahrgasse zur Autobahn hin Pkw-Plätze entstehen. Zudem soll es jeweils eine Umfahrung geben. Der Vorsitzende des Planungs- und Umweltausschusses der Stadt Lüdenscheid hält die geplanten Ausbauten der Parkplätze für sinnvoll, da durch den zunehmenden Verkehr die Frequentierung der Autobahn immer stärke werde.
Ursprünglich sollte auch eine Bundesautobahn A 54 (auch früher teilweise als A 208 bezeichnet) von der niederländischen Grenze bei Brunssum über Puffendorf, Bergheim, Langenfeld, Solingen, Remscheid, Radevormwald, Halver, Lüdenscheid und Werdohl bis nach Plettenberg im Sauerland gebaut werden. Der Kreuzungspunkt mit der damals bereits bestehenden Bundesautobahn A 45 wäre südlich der heutigen Abfahrt Nr. 13 Lüdenscheid-Nord entstanden. Bis auf zwei Teilstücke, die heutige A 542 und die durch das Solinger Stadtgebiet verlaufende Landesstraße 141n, wurde die A 54 jedoch nie fertiggestellt.
In der Umfrage zum Fahrradklimatest des ADFC erhielt Lüdenscheid in der Kategorie 50.–100.000 Einwohner die schlechtesten Ergebnisse deutschlandweit.
Seit dem 2. Dezember 2021 leidet die Stadt Lüdenscheid unter den Auswirkungen der Vollsperrung der Talbrücke Rahmede.

#### Schienenverkehr

##### Gegenwart

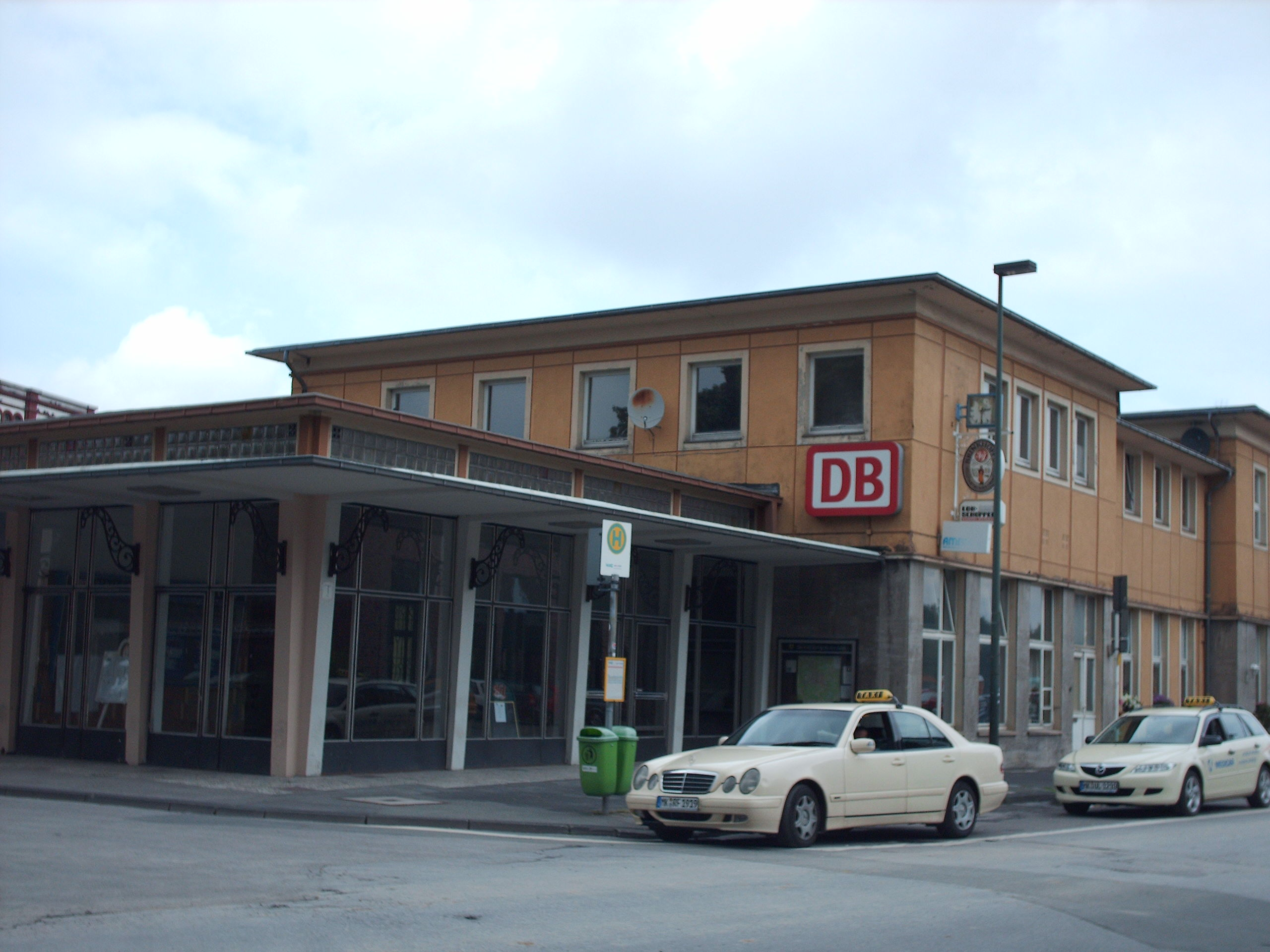
Das alte Bahnhofsgebäude (Abriss November 2009)

Lüdenscheid hat zwei Bahnhöfe; der Bahnhof Lüdenscheid befindet sich am Ende einer Stichstrecke am Rande der Innenstadt, der zweite Bahnhof Lüdenscheid-Brügge liegt im Ortsteil Brügge an der Bahnstrecke Hagen–Dieringhausen im Volmetal. Die Stadt ist über die Volmetal-Bahn via Hagen nach Dortmund und mit der Oberbergischen Bahn nach Köln mit dem internationalen Schienennetz verbunden.
Die etwa fünf Kilometer lange Strecke von Brügge zur Innenstadt ist mit einer Steigung von 2,8 Prozent eine der steilsten Nebenbahnen Deutschlands. Bis zum Spätsommer 2009 wurden zur besseren Verknüpfung mit dem Busverkehr die Gleise des Bahnhofes verlegt und ein neuer Haltepunkt geschaffen. Im November des Jahres wurde das nun abseits gelegene Bahnhofsgebäude von 1880 (später umgebaut) abgerissen.
Zusätzlich war aufgrund der Einwohnerzahl in den umliegenden Stadtteilen erwogen worden, am Lüdenscheider Kreishaus einen Haltepunkt einzurichten. Allerdings wäre dieser wegen der problematischen topografischen Lage mit sehr hohen Kosten verbunden gewesen. Darum stand die Verlegung des Bahnhofes Lüdenscheid im Mittelpunkt; das genannte Projekt wird vorerst nicht weiter verfolgt.
Die Deutsche Bahn betreibt die Volmetal-Bahn seit dem 12. Dezember 2004 wieder über ihre Tochtergesellschaft DB Regio NRW. Von 1999 bis 2004 war die Dortmund-Märkische Eisenbahn GmbH (DME) Betreiber der Linie, kam jedoch bei der erneuten Ausschreibung nicht mehr zum Zuge. Die DME war ein Gemeinschaftsprojekt der Dortmunder Stadtwerke (DSW21) und der Märkischen Verkehrsgesellschaft (MVG).
Seit dem 10. Dezember 2017 gibt es jede Stunde eine durchgehende Verbindung von Lüdenscheid nach Köln über die reaktivierte Strecke mit einer Reisezeit von knapp über zwei Stunden
Mit der Schnellbuslinie S2 wird in 20 Minuten der Bahnhof Werdohl an der Ruhr-Sieg-Strecke in Richtung Siegen, Wetzlar, Gießen und Frankfurt am Main erreicht.

##### Geschichte
Von 1887/88 bis 1961 verband außerdem eine Schmalspurbahn Lüdenscheid mit Altena und eine weitere zwischen 1905 und 1955 mit Werdohl. Betrieben wurden die Strecken von der Kreis Altenaer Eisenbahn AG. Im Volksmund sind die Bahnen bis heute als Schnurre bekannt geblieben. Es gab Personen- und Güterverkehr, letzterer auf einem Teilabschnitt der Werdohler Strecke noch bis 1967. Der zentrale Schmalspurbahnhof befand sich an der mittleren Altenaer Straße, in etwa unterhalb des hier in Hanglage befindlichen DB- und früheren Reichsbahnhofs. Von dort verliefen die Schmalspurgleise für beide Verbindungen talwärts. In Höhe von Schafsbrücke zweigte die Strecke nach Werdohl ab, überwand den Höhensattel an der Worth und verlief weiter durch das Schlittenbach- und das untere Versetal. Die Strecke nach Altena verlief überwiegend durch das Rahmedetal und lediglich eine kurze Distanz parallel zur DB/Reichsbahn-Strecke im Lennetal.
Am Anfang des 20. Jahrhunderts bestanden Planungen, die Volmetalbahn (Bahnstrecke Hagen–Dieringhausen) über eine Strecke im Stadtgebiet von Lüdenscheid und Herscheid mit der Bahnstrecke Plettenberg–Herscheid zu verbinden und so eine Verbindung zwischen Volme- und Lennetal zu schaffen. Diese scheiterten jedoch an den hohen Baukosten. Die Erdarbeiten seien damals bereits über Herscheid hinaus erfolgt. Im Zuge des Ersten Weltkriegs seien die Planungen allerdings nicht weiter verfolgt worden, da die notwendigen Finanzmittel fehlten. In den 1920er Jahren habe die Gemeinde Herscheid versucht, den Bau der Bahn wieder zu beleben. Aber spätestens mit Einsetzen der rapiden Inflation im Zuge der Weltwirtschaftskrise habe sich das Thema Eisenbahnbau damals erledigt. Und später habe sich schließlich der Kraftverkehr auf den Straßen in Deutschland durchgesetzt. Der Streckenabschnitt hätte rund 33,9 km umfasst. Aufgrund der gebirgigen Topographie im Sauerland sah die Planung mächtige Tunnelbauten, Brückenbauwerke und Unterführungen vor, wie etwa auf dem Höhenrücken zwischen dem Verse- und dem Ahetal, wo ein Tunnel von 650 m Länge vorgesehen war. Ein weiterer Tunnel wäre in Herscheid von der Helle bis unterhalb der Schützenhalle verlaufen, mit einer Länge von ca. 300 m. Insgesamt waren vier Tunnel mit einer Gesamtlänge von 2175 m geplant. Die veranschlagten Kosten für die Tunnel beliefen sich auf 1,84 Millionen Mark. Die Gesamtkosten für die Bahnstrecke bezifferte die Königliche Eisenbahndirektion auf insgesamt 9,8 Millionen Mark; pro Eisenbahnkilometer wären das 289.100 Mark gewesen.
Lt. einem Plan vom 1. April 1913 sollte auch an der heutigen Hauptverkehrskreuzung Bräucken ein Bahnhof Bräucken für die Eisenbahn entstehen. Bis heute ist dieses Gebiet von Lüdenscheid nie von der Eisenbahn erschlossen worden. Zu jener Zeit war die Umgebung um das heutige Bräuckenkreuz noch nahezu unbebaut, sodass es damals noch relativ mühelos möglich gewesen wäre, einen Bahnhof zu errichten. Man kann auf der Karte aus dieser Zeit noch deutlich den ehemals ländlichen Charakter der Umgebung ersehen.
1963 wurde ein Planungskonzept der Stadtverwaltung von Lüdenscheid vorgestellt, nach dem die heutige Sauerfelder Straße auf zwei Ebenen verlaufen sollte und die Bahnstrecke Brügge–Lüdenscheid vom Bahnhof Lüdenscheid aus bei einem Gefälle von nur einem Prozent unterirdisch weitergeführt werden sollte. Die Eisenbahnlinie hätte dann im 2. Untergeschoss am Zentralen Verkehrsknotenpunkt Sauerfeld im Stadtteil Innenstadt enden sollen. Außerdem sollten 500 Parkplätze unter dem heutigen Rathausplatz entstehen. Wegen der seinerzeit „utopischen Vorstellung“ wurde das Projekt allerdings abgelehnt.
Bis vor ein paar Jahrzehnten gab es über die in Oberbrügge beginnende Wuppertalbahn auch direkte Züge von Lüdenscheid nach Wipperfürth und Wuppertal. Von Wipperfürth in Richtung Köln wurde ebenfalls ein Bahnbau diskutiert, der eine Eisenbahnverbindung Lüdenscheid–Anschlag–Köln ermöglicht hätte.
Es bestanden zudem Planungen, die Volmetalbahn von Dortmund über Hagen nach Lüdenscheid als Stadtbahn umzusetzen. Die Stadtbahn sollte direkt vom Dortmunder Stadtzentrum über das Hagener Stadtzentrum bis in die Innenstadt von Lüdenscheid geführt werden. 1997 wurde dazu ein Konzept zur Regionalstadtbahn Hagen vorgestellt, das trotz des verkehrlichen Nutzens aus Kostengründen abgelehnt wurde.

#### Busverkehr
Es existieren lokale und regionale Busverbindungen zu allen Nachbarstädten und Orten. Die Stadt gehört der Verkehrsgemeinschaft Ruhr-Lippe (VRL) an, deren Tarif genauso in den Bussen der Märkischen Verkehrsgesellschaft GmbH (MVG) und denen der Busverkehr Ruhr-Sieg (BRS) sowie auch in den Zügen der Volmetal-Bahn gilt. Der zentrale Omnibusbahnhof (ZOB) der Stadt Lüdenscheid befindet sich an der unteren Sauerfelder Straße.
Der zentrale Omnibusbahnhof Sauerfeld ZOB wurde in den letzten Jahren komplett neugestaltet. Die beiden Fußgängertunnel wurden umgestaltet und haben zum Teil neue Zugänge erhalten. Außerdem wurde der Bereich zwischen dem Zentralen Omnibusbahnhof Sauerfeld ZOB und dem zentralen Sternplatz modernisiert. Der obere Fußgängertunnel hat zusätzlich noch zwei Aufzüge an beiden Enden erhalten. Die Haltestellenschilder und die Elektronischen Fahrgastinformationsanzeigen sowie die Laternen wurden ebenfalls am Sauerfelder ZOB neu gestaltet. Auch der Kiosk, die Wartebereiche und die Sitzelemente wurden umgebaut und sollen in Zukunft noch weiter ausgebaut und erneuert werden. Die Pflasterung des Fußgängerweges und die Teerung der Straße wurde auch auf beiden Seiten des Sauerfeld ZOB komplett ausgetauscht.
Seit dem Fahrplanwechsel im August 2010 ist der Bahnhof Lüdenscheid außerdem von der Bedeutung her der zweite zentrale Omnibusbahnhof in Lüdenscheid neben dem Sauerfeld ZOB. Die Haltestelle besteht aus 5 Bushaltebuchten, von denen 4 direkt in den Bahnsteig übergehen, und wird von 17 Buslinien bedient.

#### Flughäfen
Nächstgelegen für internationale Flüge sind die Flughäfen Dortmund in etwa 45 km sowie Köln/Bonn und Düsseldorf in etwa 100 km Entfernung. Kleinere Flugplätze gibt es gut erreichbar in zwei Nachbargemeinden: den Flugplatz Meinerzhagen und in Herscheid den Flugplatz Plettenberg-Hüinghausen.

#### Paketzustellung
Am 21. Februar 2024 ist Deutschlands erster voll automatisierter Drohnen-Lieferservice in Betrieb gegangen. Laut den Betreibern „Third Element Aviation“, „Koerschulte Group“ und „HHLA Skyro“ können bis zu 80 Pakete pro Tag mit einem Maximalgewicht von 6,5 Kilogramm an Unternehmen zugestellt werden.

### Medien
Tageszeitungen mit einem Lüdenscheider Lokalteil sind die Lüdenscheider Nachrichten und waren bis zum Juli 1967 die Westfalenpost und bis zum Jahr 2013 die Westfälische Rundschau.
Die Stadt gehört zum Redaktionsgebiet des Hörfunksenders Radio MK, dessen Rundfunkveranstalterin ihren Sitz in Iserlohn hat. Durch die Landesanstalt für Medien ist Lüdenscheid der Sendestandort Nr. 73 (Frequenz 100,2 MHz) zugewiesen.
Lüdenscheid ist Bestandteil des Redaktionsgebietes des Studios Siegen, eines Lokalsenders des WDR.

### Öffentliche Einrichtungen

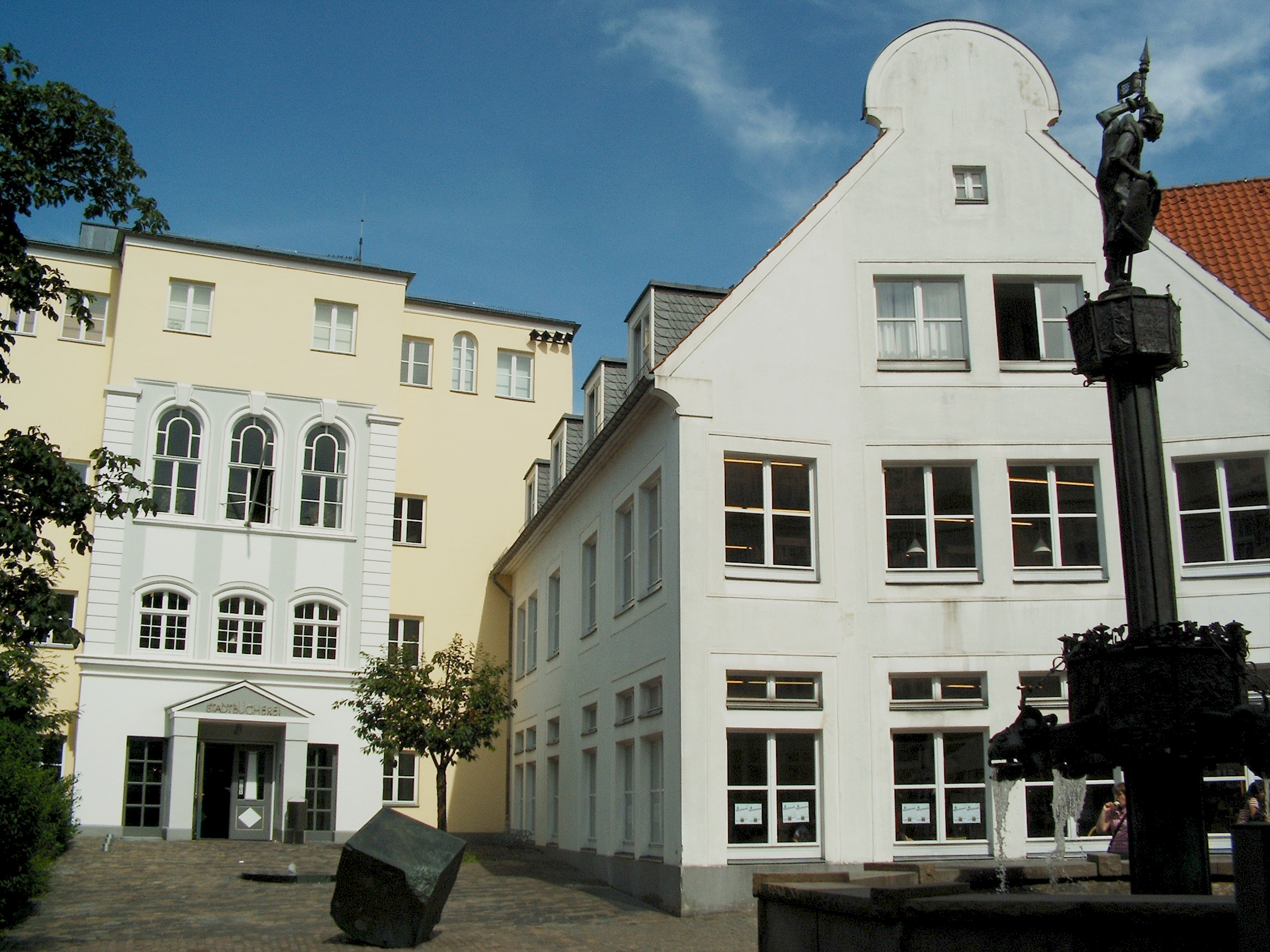
Stadtbücherei

Die Volksbibliothek der Stadt Lüdenscheid wurde als Vorgänger der Stadtbücherei Lüdenscheid am 10. Mai 1857 eröffnet. Sie gehörte mit ihrer ursprünglichen Bezeichnung und Zweckbindung zu den älteren derartigen Einrichtungen in Deutschland. Die Bibliothek befindet sich heute im ehemaligen Stadthaus, am Graf-Engelbert-Platz in der Altstadt, das durch einen postmodernen Erweiterungsbau ergänzt wurde.
Für die Musikschule der Stadt Lüdenscheid wurde das Alte Postamt umgenutzt. Es handelt sich um ein denkmalgeschütztes Gebäude in repräsentativem Neorenaissancestil an der oberen Altenaer Straße.
Das Alte Rathaus beherbergt heute die Zentrale der Volkshochschule der Stadt Lüdenscheid.
Seit 2005 ist das Stadtarchiv in der Kerksighalle (Kerksigstraße 4) untergebracht, einer ehemaligen Turnhalle, die 1890 erbaut und im Laufe der Zeit durch verschiedene Um- und Anbauten erweitert wurde.
Lüdenscheid besaß früher ein gutes Angebot an Schwimmstätten in der Nachfolge der bereits 1905 eingeweihten Schwimmhalle Schillerbad (heute Brauhaus). Das Wellenbad in der Innenstadt und die Schwimmhalle des Krankenhauses für Sportverletzte in Hellersen, beide seit Jahrzehnten genutzte öffentliche Einrichtungen, wurden jedoch geschlossen. An der heutigen Talstraße befinden sich seit der Zeit um 1900 die öffentlichen Freibäder Lüdenscheids. Die aktuelle Anlage von 1934 wurde in den 1980er Jahren erweitert und um ein Hallenbad ergänzt. Eine weitere öffentlich nutzbare Schwimmhalle gibt es in dem Großhotel an der Parkstraße. Die nächsten Badeseen, Talsperren mit Schwimmmöglichkeit – Glörtalsperre, Oestertalsperre oder Listertalsperre – sind mit dem Öffentlichen Personennahverkehr nur schlecht und mit erheblichem Zeitaufwand zu erreichen.
Neben dem Stadion Nattenberg besitzt Lüdenscheid noch mehrere weitere Sportplätze.

#### Behörden

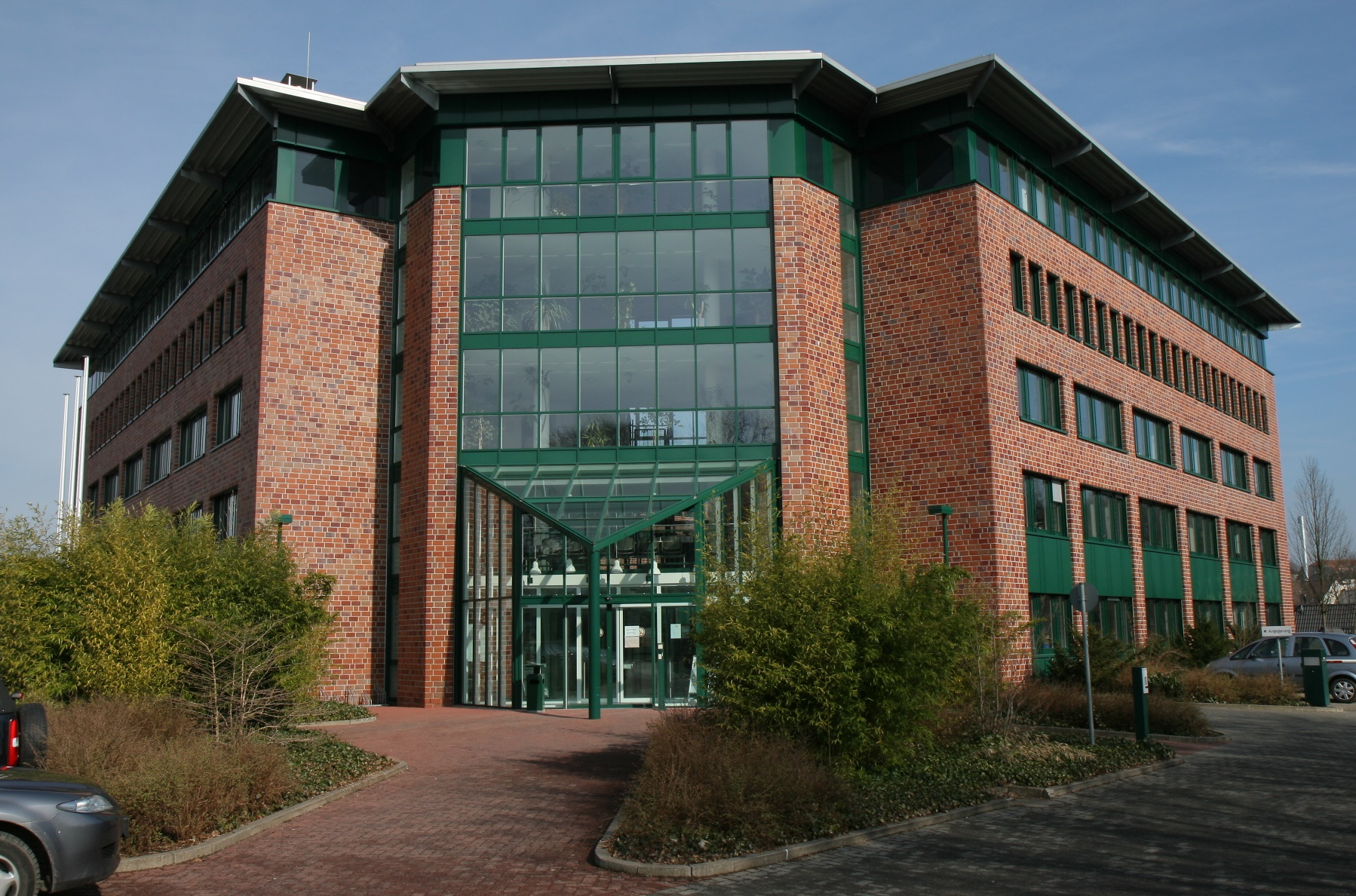
Finanzamt

Lüdenscheid ist Sitz des Märkischen Kreises. Die Kreisverwaltung ist überwiegend im Kreishaus an der Heedfelder Straße angesiedelt. Das für Lüdenscheid, Halver und Schalksmühle zuständige Amtsgericht Lüdenscheid befindet sich seit 2004 im Gebäude Dukatenweg 6, einem einfachen Bau der 1950er Jahre, in dem ursprünglich das Finanzamt untergebracht war. Der traditionsreiche und repräsentative Altbau, ein wichtiges Baudenkmal im Stil der Neorenaissance an der Freiherr-vom-Stein-Straße, wurde seinerzeit verlassen. Das Finanzamt besitzt heute einen Neubau gegenüber dem Innenstadtbahnhof (Bahnhofsallee). Eine Nebenstelle der Agentur für Arbeit Iserlohn findet sich am Duisbergweg. An der Parkstraße angesiedelt ist das Regionalforstamt Märkisches Sauerland, eines von 16 in Nordrhein-Westfalen. Die Südwestfälische Industrie- und Handelskammer (SIHK) betreibt eine Geschäftsstelle im Hanns-Martin-Schleyer-Haus an der Staberger Straße. Das Kreiskirchenamt des Evangelischen Kirchenkreises Lüdenscheid-Plettenberg befindet sich in der Hohfuhrstraße. Der Kirchenkreis umfasst den südlichen Märkischen Kreis und nach einer Strukturreform auch Teile des Kreises Olpe.

#### Krankenhäuser, Krankenhilfe und Sozialeinrichtungen

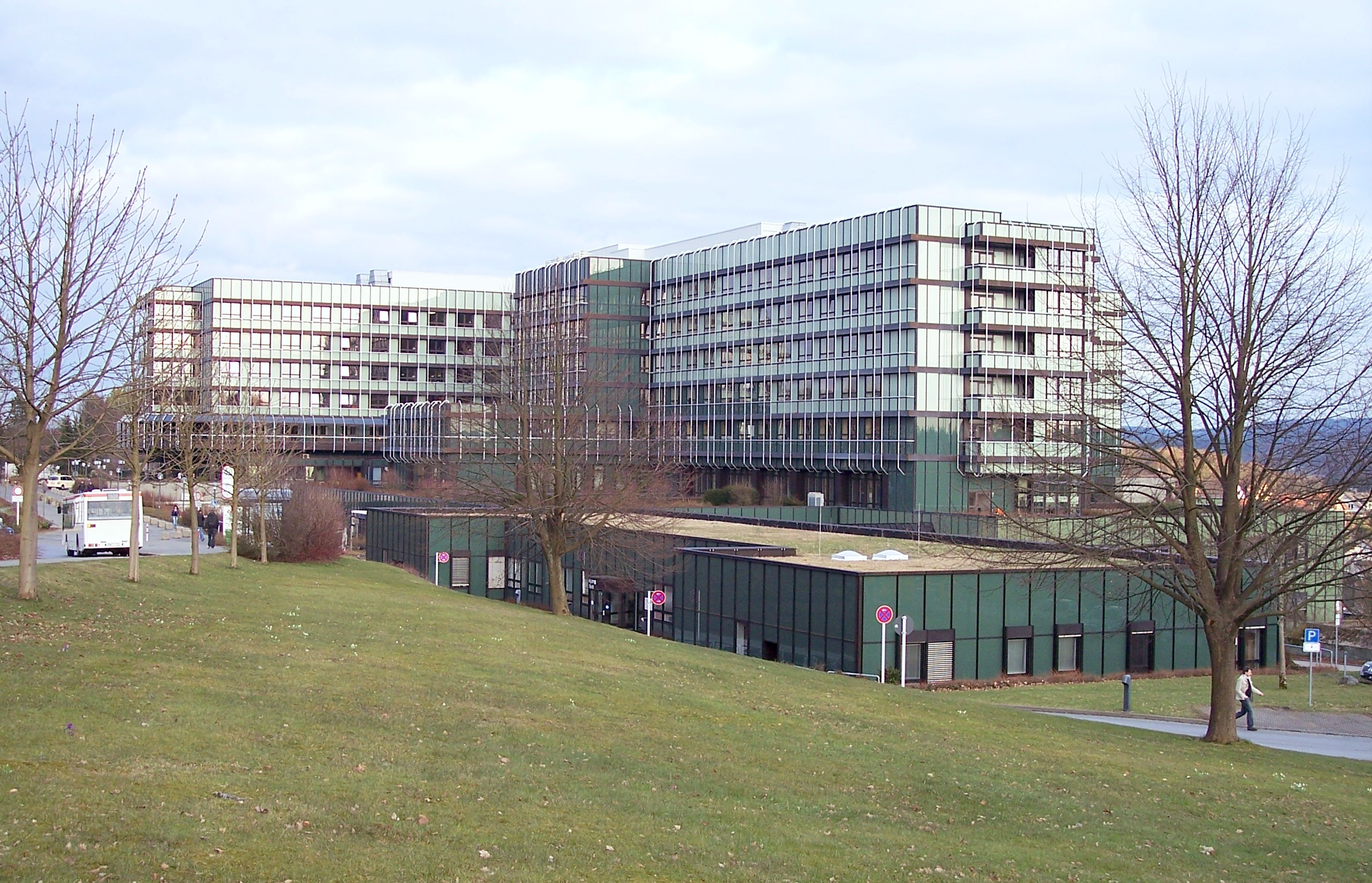
Klinikum Lüdenscheid, Hauptgebäude

Größtes Krankenhaus ist mit 979 Betten das Klinikum Lüdenscheid. Als akademische Lehreinrichtung der Universität Bonn bietet es Maximalversorgung und ist das größte Krankenhaus in Südwestfalen. Die Klinik ist 1970 aus einer Fusion des traditionsreichen Städtischen Krankenhauses an der Philippstraße (1869 Ecke Hochstraße/Staberger Straße gegründet) und des 1946 in der Kaserne Hellersen eingerichteten Kreiskrankenhauses hervorgegangen. Bis 1986 wurden beide Standorte genutzt, in diesem Jahr aber der große Neubau in Lüdenscheid-Hellersen, Paulmannshöher Straße 14 bezogen. Die meisten alten Gebäude des Städtischen Krankenhauses wurden bald durch Wohnbauten ersetzt, die Altbauten des Kreiskrankenhauses entgegen den ursprünglichen Plänen bei steigendem Bedarf doch wieder für das Klinikum in Nutzung genommen. Die integrierte, früher in einem eigenen Gebäude an der Hohfuhrstraße 25 untergebrachte, Kinderklinik hat 74 Betten.
Die dem Klinikum Lüdenscheid benachbarte Sportklinik Hellersen hat 260 Betten in zwei Hauptgebäuden. 
Das Haus Spielwigge ist ein Fachkrankenhaus für suchtkranke Männer mit 40 Betten. Ferner gibt es eine offene psychiatrische Langzeiteinrichtung mit 241 Betten, das Haus Hellersen – Karl Wessel GmbH & Co.
Am Danziger Weg betreibt der Deutsche Diabetiker-Bund eine zentrale Einrichtung für jugendliche Diabetiker.
Das SOS-Kinderdorf Sauerland liegt an der Claudiusstraße am Dickenberg.
Die Johanniter-Unfall-Hilfe betreibt in Lüdenscheid die Regionalgeschäftsstelle für Südwestfalen.

### Bildung und Forschung

#### Schulen

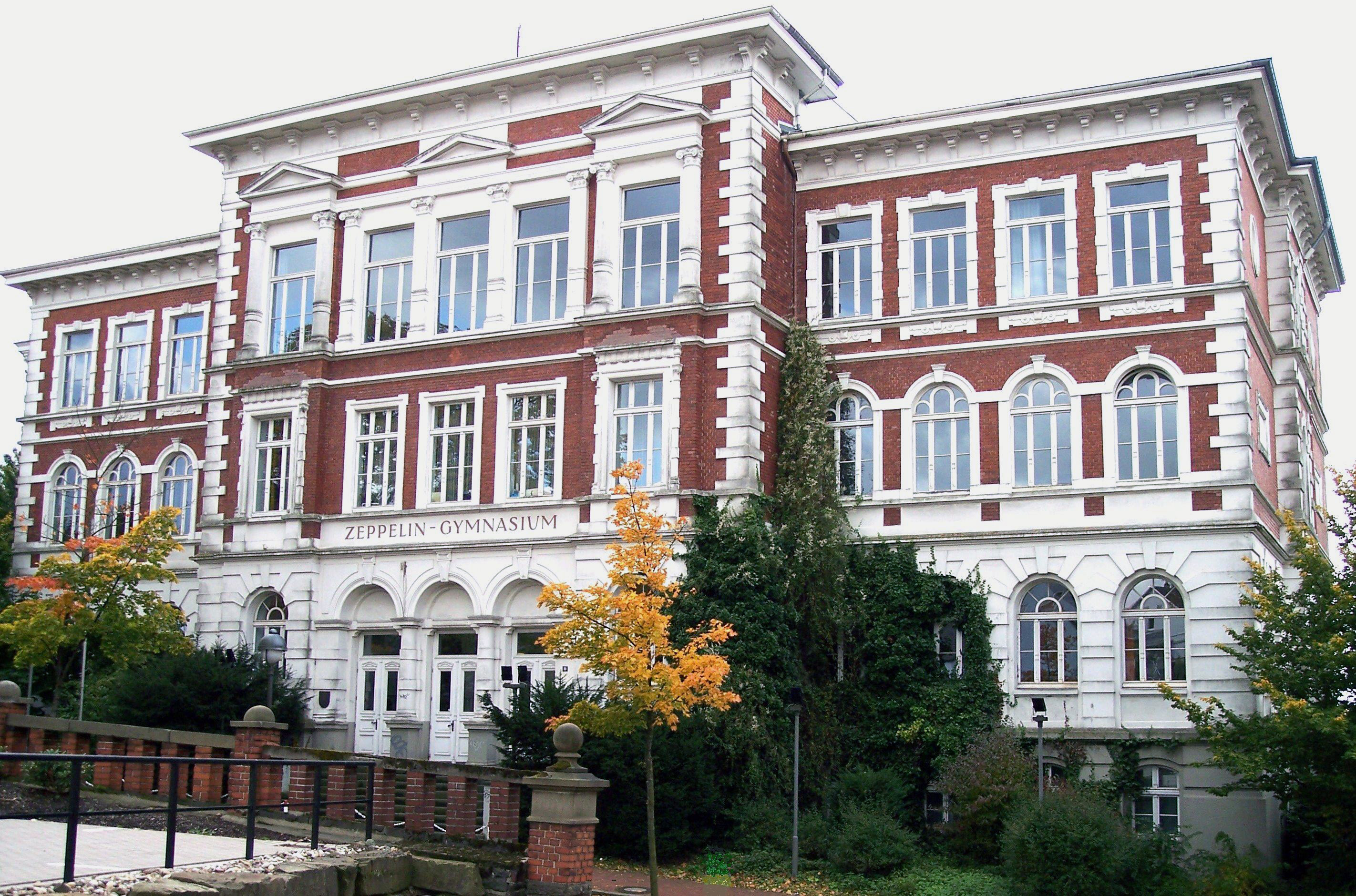
Zeppelin-Gymnasium, der 1890 eingeweihte Haupttrakt an der Staberger Straße

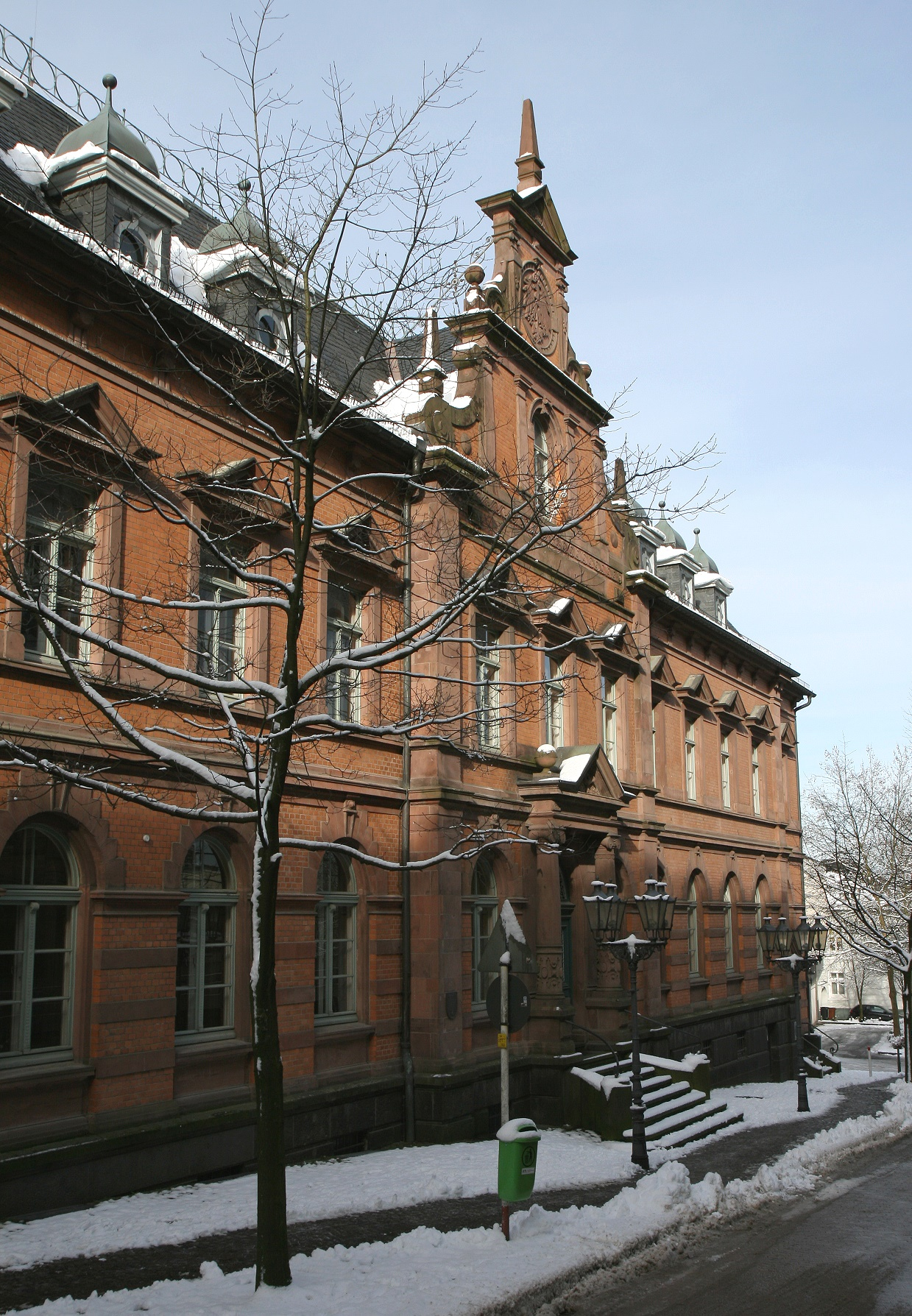
„Alte Post“
Seit 1985 Nutzung durch die städtische Musikschule.

Lüdenscheid hat ein differenziertes Schulwesen. Im Zentrum und in vielen Ortsteilen gibt es 15 Grundschulen, beispielsweise die Pestalozzischule, weitere in Bierbaum, Brügge, Gevelndorf, an der Kalve, in der Lösenbach, am Vogelberg oder am Schöneck sowie seit 2021 die Ida Gerhardi Gemeinschaftsgrundschule im ehemaligen Gebäude der Friedensschule. Die Grundschule Schöneck wurde wegen sinkender Schülerzahlen 2015 geschlossen.
Es bestehen vier Förderschulen: Michael-Ende-Schule ist eine städtische Schule für Kranke. Des Weiteren gibt es die Astrid-Lindgren-Schule als Förderschule Sprache und die Erich-Kästner-Schule als Förderschule für emotionale und soziale Entwicklung. Träger der letztgenannten zwei Einrichtungen ist der Märkische Kreis. Die vierte ist die Schule an der Höh mit dem Schwerpunkt geistige Entwicklung.
Hauptschulen sind die Albert-Schweitzer-Schule mit zwei Standorten (Stammschule und Wefelshohl), die Freie Christliche Hauptschule und die Hauptschule Stadtpark. An Realschulen gibt es die Freie Christliche Realschule, die Richard-Schirrmann-Realschule und die Theodor-Heuss-Realschule. Ergänzt wird dieses Angebot durch die Adolf-Reichwein-Gesamtschule.
Die Stadt hat drei Gymnasien. Das jüngste und hinsichtlich der Schülerzahl größte ist das 1964 gegründete Bergstadt-Gymnasium. Das Geschwister-Scholl-Gymnasium ist aus einer 1858 gegründeten Höheren Töchterschule, später Lyzeum, dann Oberlyzeum, hervorgegangen. Die mit Abstand älteste weiterführende Schule ist das Zeppelin-Gymnasium. Es geht auf eine wohl bereits seit dem 15. Jahrhundert bestehende Lateinschule zurück. Bis zur Einführung der Koedukation Ende der 1960er Jahre war es eine reine Knabenschule, ebenso wie das unmittelbar benachbarte Geschwister-Scholl-Gymnasium ausschließlich eine Mädchenschule. Seit Jahrzehnten haben beide Schulen einen gemeinsamen Oberstufenunterricht, wodurch ein breites Kursangebot möglich ist.
Im Bereich der Berufsausbildung gibt es das Berufskolleg für Technik und das Gertrud-Bäumer-Berufskolleg für Gesundheit und Soziales. Beide Einrichtungen befinden sich am Raithelplatz 5. Kern des dortigen Bauensembles ist ein markantes neobarockes Gebäude, welches 1913 für ein damals in Lüdenscheid angesiedeltes Lehrerseminar errichtet wurde. Mit insgesamt mehr als 5000 Schülern sind die beiden Berufskollegs die größten, mindestens im südlichen Märkischen Kreis.
Zu den übrigen Schulen gehören das Abendgymnasium Lüdenscheid, die Integrative Schule für Musik und Kunst „grenzenlos“, das Griechische Lyzeum, die Städtische Musikschule, eine Schule für Krankenpflegeberufe und die Volkshochschule.

#### Hochschuleinrichtungen
Hochschuleinrichtungen sind das Institut für Geschichte und Biographie der Fernuniversität in Hagen, das Institut für Umformtechnik Lüdenscheid und das Kunststoff-Institut Lüdenscheid. Letztgenannte zwei Einrichtungen sind der Fachhochschule Südwestfalen angeschlossen. Akademischen Lehrbetrieb gibt es nicht zuletzt im Klinikum Lüdenscheid, welches der Universität Bonn zur Ausbildung von Medizinern dient.
Darüber hinaus entstand bis Februar 2012 ein neuer Standort der Fachhochschule Südwestfalen für bis zu 600 Studenten am nahen Bahnhof Lüdenscheid. Es werden dort seit dem Sommersemester 2012 Studiengänge in den Fachrichtungen Maschinenbau, Medizintechnik, Kunststofftechnik und Wirtschaftsingenieurwesen-Gebäudesystemtechnik angeboten.
Am 14. März 2012 wurde der Neubau der Fachhochschule Südwestfalen eingeweiht. Der Platz für Erweiterungsbauten ist in unmittelbarer Nachbarschaft durch den Rückbau von Bahnhofsbauten und Gleisanlagen vorhanden.
Ende August 2013 wurde bekannt, dass die Pläne zur Erweiterung der Fachhochschule von der Verwaltung weiter vorangetrieben werden. Denkbar sei indes auch, dass anstatt nur Teil-Studiengänge auch künftig ganze Studiengänge am Fachhochschulstandort Lüdenscheid angeboten werden könnten. Mitte September 2013 wurde am Fachhochschulstandort in Lüdenscheid für alle Fächer außerdem ein Numerus clausus eingeführt, da es mittlerweile wesentlich mehr Anmeldungen als Plätze an der Fachhochschule in Lüdenscheid gibt.

#### Forschungsinstitutionen
Als auch mit der örtlichen Industrie verbundene Forschungsinstitution ist das Deutsche Institut für Angewandte Lichttechnik (DIAL) zu nennen, das ebenfalls einen Neubau auf dem Bahnhofsgelände errichtet hat. Das Gebäude steht nun neben dem Bau des Finanzamtes. Außerdem hat die Stadt dem DIAL eine Optionsfläche von 3000 m² zugesichert, falls dieses sich noch einmal vergrößern will. Die Grundsteinlegung für das neue Gebäude am Bahnhof erfolgte bereits am 13. Juli 2011. Am 7. Januar 2013 bezogen die 70 Beschäftigten der DIAL GmbH offiziell das neue Gebäude an der Bahnhofsallee 18. Die Kosten des Neubaus lagen laut dem Unternehmen mit 4,5 Millionen Euro netto für 3000 Quadratmeter Fläche unter denen eines herkömmlichen Baus. Nochmals 3000 Quadratmeter seien auf zehn Jahre optional für eine Erweiterung zu nutzen; sie sollen zunächst aber nur Parkplatz für das neue Gebäude sein. Ein doppelter Boden in dem Gebäude lasse Platz für neue Technologien, wobei kaum neue Leitungen gezogen werden müssten, fast alles laufe elektronisch in dem Neubau. Das Gebäude komme außerdem ohne Heizkörper aus, da die von Menschen und PCs ausgestrahlte Wärme schon bald zur kompletten Beheizung ausreichen sollen.
Im Stadtteil Freisenberg siedelte sich zudem an der Straße Freisenbergstraße 19 das Werkzeugbauinstitut Südwestfalen an. Das Institut, das an die Fachhochschule Südwestfalen angegliedert ist, verfügt über 600 Quadratmetern Fläche für Verwaltung, Schulungsräume und Technikum. Die Gesellschafter des Werkzeugbau-Instituts sind ein Trägerverein bestehend aus Unternehmen aus der Region (tws), die Stadt Lüdenscheid (EGC), der Märkische Kreis (GWS), die Feinwerkmechaniker Innung, das Kunststoff-Institut Lüdenscheid sowie das Institut für Umformtechnik Lüdenscheid (IFU). Das Institut selbst sieht sich als Mittler zwischen der Theorie und der Praxis an. Die Ziele des Unternehmens seien es, den vernetzten Werkzeugbau zu erreichen. Damit sollen künftig auch große Werkzeugprojekte in die Region geholt werden können.

#### Weiterbildungszentren
Mitte Januar 2015 wurde dem Kunststoff-Institut Lüdenscheid vom Land NRW ein Förderbescheid über 2,8 Millionen Euro überreicht. Mit dem Bescheid wird ermöglicht, dass nun das „Polymer Training Centre“ (PTC) neben dem Kunststoff-Institut Lüdenscheid errichtet werden kann. Laut einem Zeitungsartikel soll das PTC neue Wege in der Wissensvermittlung gehen, Erstausbildung und Weiterbildung leisten. Es richtet außerdem an Studienabbrecher sowie auch altgediente Firmenmitarbeiter, die sich – ohne Abschluss – neu orientieren müssen.
Der neue fünfgeschossige Bau soll rund 5,2 Millionen Euro kosten und 1857 Quadratmeter reine Nutzfläche zusätzlich bieten. In dem Gebäude sollen 56 Büroarbeitsplätze, zwei Maschinenschulungsräume, zwei Schulungs- und vier Besprechungsräume sowie ein großer Konferenzraum entstehen. Zum Konzept soll außerdem ein Internatsbetrieb für Schüler, Studenten aus In- und Ausland sowie Facharbeiter während der Ausbildung gehören. Mit diesem Konzept wolle man neue Fachkräfte für die Region gewinnen und dem Fachkräftemangel in der Umgebung entgegenwirken.

## Persönlichkeiten

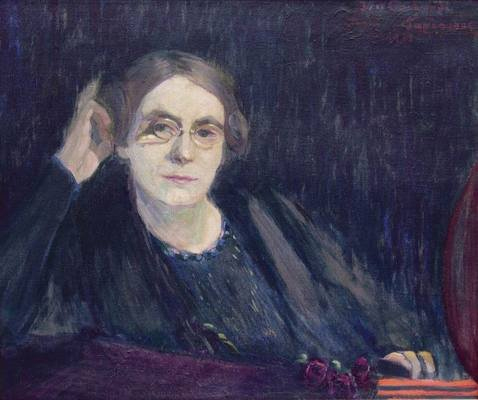
Ida Gerhardi (Selbstbildnis)

Lüdenscheid war Geburtsort oder Wirkungsstätte zahlreicher bekannter Persönlichkeiten. Dazu gehören der Großindustrielle Gustav Selve sowie der Luftschiffbauer Carl Berg. Beispielhaft für Kulturschaffende können der Filmregisseur Wolfgang Büld, der Maler Paul Wieghardt, die Malerin Ida Gerhardi oder die Schriftstellerin Else Hueck-Dehio genannt werden. Mit der Stadt verbunden waren auch der preußische Regierungspräsident und Handelsminister Heinrich Wilhelm von Holtzbrinck und der liberale Politiker Julius Lenzmann. Gebürtiger Lüdenscheider war der Offizier der Wehrmacht und aktive Widerstandskämpfer im Dritten Reich Helmuth Groscurth; unter anderem beteiligte er sich an der Septemberverschwörung 1938. Auch Jochen Bohl, ehemaliger Landesbischof der Evangelisch-Lutherischen Landeskirche Sachsens, stammt aus der Stadt und begann hier seine Laufbahn.

## Sonstiges

### Loriot, Precht und andere
Die Figur Müller-Lüdenscheidt aus dem Zeichentrick-Sketch Herren im Bad von Loriot trug zur Bekanntheit der Stadt Lüdenscheid bei. In einem Café nahe dem Kulturhaus steht ein Denkmal des Bildhauers Frijo Müller-Belecke, das Müller-Lüdenscheidt zusammen mit Dr. Klöbner in der Badewanne darstellt.
Lenin kam nur bis Lüdenscheid ist der Titel eines 2005 erschienenen Buches des Schriftstellers Richard David Precht und der entsprechenden Verfilmung von 2008. Der Autor schildert seine Jugend in einem linken Elternhaus in Solingen. Offensichtlich beeindruckten ihn die Pfingsttreffen der SDAJ, welche seinerzeit in Lüdenscheid stattfanden. In einem Interview resümiert er: „Nein, Lüdenscheid bleibt für mich immer verbunden mit der Weltrevolution und Lenin.“
In seinem Lied Meine Stadt kritisiert der aus Lüdenscheid stammende christliche Liedermacher, Journalist und Kirchenpolitiker Jürgen Werth auch die einschneidenden Umgestaltungen und Umwälzungen im Lüdenscheider Zentrum der letzten Jahre und Jahrzehnte.
Weit, weit ist der Weg nach Lüdenscheid ist der Titel eines Schlagers von Jonny Hill aus dem Jahr 1975, der auf die damals noch schlechte Erreichbarkeit und somit Provinzialität der Stadt anspielte.
In dem Lied Leben auf dem Lande des Liedermachers Ulrich Roski wird von der Tochter eines Bauern erzählt, die in den nächsten größeren Ort Lüdenscheid zieht und heiratet.
Die Toten Hosen besingen in ihrem Album „Reich & Sexy II“ eine Madelaine aus Lüdenscheid
Der Schlagersänger René Carol hat seine Grabstätte auf dem evangelischen Friedhof in Lüdenscheid.
Lüdenscheid, gelegentlich auch Lüdenscheid-Nord ist die landläufige abwertende Bezeichnung für den Fußballverein Borussia Dortmund, wie sie vor allem von mit Dortmund rivalisierenden Ruhrgebietsvereinen, besonders von Schalke 04, benutzt wird. Sie zielt darauf, die Bedeutung der Vereinsadresse und der Stadt auf die eines Stadtteils einer kleineren Stadt außerhalb des Ruhrgebiets herabzusetzen.

### Autokennzeichen
In Lüdenscheid zugelassene Fahrzeuge erhielten bis zum 31. Dezember 1974 ein Kfz-Kennzeichen beginnend mit LÜD, in der Gemeinde Lüdenscheid-Land wurden bis zu ihrer Aufteilung 1969 entsprechend der Kreiszugehörigkeit Kfz-Nummernschilder mit AL (Kreis Altena) vergeben. Bis zum 31. März 1980 lautete das Kfz-Kennzeichen für Lüdenscheid LS. Das Kennzeichen bezog sich bis dahin auf die Kreisstadt. 1979 wurde, aufgrund gesetzlicher Änderungen, auf das dann mögliche MK als Abkürzung für Märkischer Kreis gewechselt. Einige Fahrzeuge mit alten Kennzeichen (LÜD/LS) existieren jedoch weiterhin. Es gibt bundesweit Fan-Vereinigungen selten gewordener Kfz-Kennzeichen zum Erhalt dieser Fahrzeuge.